# Słupsk
Słupsk (kaszub. Słëpsk lub też Słëpskò, niem. Stolp, wym. [ʃtɔlp]) – miasto na prawach powiatu w północnej Polsce, w województwie pomorskim, siedziba władz powiatu słupskiego oraz gminy Redzikowo. Leży na Pobrzeżu Koszalińskim, nad Słupią, przy trasie europejskiej E28, dawna siedziba książąt pomorskich. W latach 1975–1998 Słupsk był siedzibą władz administracyjnych województwa słupskiego. Jest członkiem Związku Miast Polskich. Według danych GUS z 30 czerwca 2021 r., Słupsk liczył 89 180 mieszkańców i był pod względem liczby ludności trzecim (po Gdańsku oraz Gdyni) miastem w województwie pomorskim, a także 42. spośród najludniejszych miast w Polsce. Historycznie związany jest z Pomorzem Zachodnim. Patronem miasta jest bł. Bronisław Kostkowski.
Pierwsza wzmianka o mieście pochodzi z roku 1013. Prawa miejskie Słupsk otrzymał 20 sierpnia 1265 roku z rąk księcia gdańskiego Świętopełka II; przywilej został ponowiony 9 września 1310 roku przez margrabiego brandenburskiego Waldemara. Po usamodzielnieniu się Pomorza Zachodniego stał się jedną z siedzib książęcych; w granicach państwa Gryfitów pozostał aż do jego rozbioru w czasie wojny trzydziestoletniej, gdy przeszedł pod kontrolę Brandenburgii-Prus i jej państw-sukcesorów. Jeden z większych ośrodków przemysłowych pruskiej prowincji Pomorze . Od 1945 roku w granicach Polski.
Współcześnie Słupsk jest ośrodkiem usługowo-przemysłowym o znaczeniu ponadregionalnym, a także węzłem komunikacyjnym położonym na przecięciu dwóch dróg krajowych i dwóch linii kolejowych. Miasto skupia funkcje administracyjne i aktywność społeczno-gospodarczą w północno-zachodniej części województwa pomorskiego.

## Położenie
Miasto leży nad rzeką Słupią, na Równinie Słupskiej, będącą mezoregionem Pobrzeża Koszalińskiego. Słupsk jest oddalony od Bałtyku o 18 km. Pod względem historycznym miasto znajduje się na Pomorzu Zachodnim. Do 2022 r. Słupsk zajmował powierzchnię 43,15 km² z czego:
- 21,12 km² – obszar zabudowany
- 11,86 km² – grunty orne i ogrody działkowe
- 5,74 km² – łąki, lasy i pastwiska
- 0,97 km² – sady[14]

Miasto ma status miasta na prawach powiatu, a cały jego obszar otacza powiat słupski.

### Klimat
Położenie blisko Bałtyku sprawia, że Słupsk znajduje się pod wpływem klimatu morskiego. Klimat kontynentalny ma znacznie mniejsze oddziaływanie niż w innych regionach kraju. Najcieplejszym miesiącem jest lipiec, w którym średnia temperatura waha się od +11 °C do +21 °C. Najzimniejszym miesiącem jest luty (temperatura waha się od –5 °C do 0 °C). Średnia roczna temperatura wynosi ok. +7 °C. Średnia roczna suma opadów wynosi ok. 600 mm. Najbardziej deszczowym miesiącem jest sierpień (90 mm), najmniej opadów przypada na marzec (20 mm).
| Miesiąc                         | Sty | Lut | Mar | Kwi | Maj | Cze | Lip | Sie | Wrz | Paź | Lis | Gru | Rocznie |
| ------------------------------- | --- | --- | --- | --- | --- | --- | --- | --- | --- | --- | --- | --- | ------- |
| Śr. temperatura maksymalna [°C] | 0   | 0   | +3  | +10 | +16 | +20 | +21 | +20 | +18 | +12 | +6  | +2  | +11     |
| Śr. temperatura minimalna [°C]  | -4  | -5  | -2  | +1  | +5  | +9  | +11 | +11 | +8  | +5  | +1  | -1  | +3      |
| Opady [mm]                      | 40  | 30  | 20  | 30  | 50  | 60  | 80  | 90  | 60  | 50  | 40  | 50  | 600     |

## Toponimia
Nazwa miasta pochodzi od nazwy rzeki Słupi. Nazwa miejscowa występowała w średniowieczu w dwóch wariantach – Stołp(a) oraz Słupsk(o) (podobnie jak nazwa rzeki – Stołp(i)a i Słup(i)a). Różnice w nazewnictwie wynikały z odmiennej realizacji prasłowiańskiego dźwięku *l̥ – pomorskiej, z kontynuantem *l̥ jako oł, i polskiej, z rozwojem *l̥ w łu oraz uproszczeniem zbitki stł > sł. Z czasem upowszechnił się drugi wariant, który został utworzony od nazwy rzecznej za pomocą przyrostka *-ьsk(o).
Nazwa miejscowości, popularna na Słowiańszczyźnie, etymologicznie wiąże się ze słowem „słup” i wywodzi się prawdopodobnie od jednego ze „słupów” – wież strażniczych, dzięki którym mieszkańcy mogli obserwować okolicę aby ustrzec się przed niespodziewanym napadem. Wskazuje na powiązane z wieżą lub elementem budynku obronnego wybudowanego na brzegu rzeki. Na terenie Polski istnieje wiele miejscowości wywodzących się od tej nazwy. Inny wariant tej teorii głosi, że domostwa, ze względu na podmokły teren, wznoszono na słupach. W języku kaszubskim występuje kilka wariantów nazwy miasta: Stôłpsk, Słëpsk, Słëpskò, Stôłp. Do języka niemieckiego nazwa została zaadaptowana w formie Stolp.

## Historia

### Średniowiecze

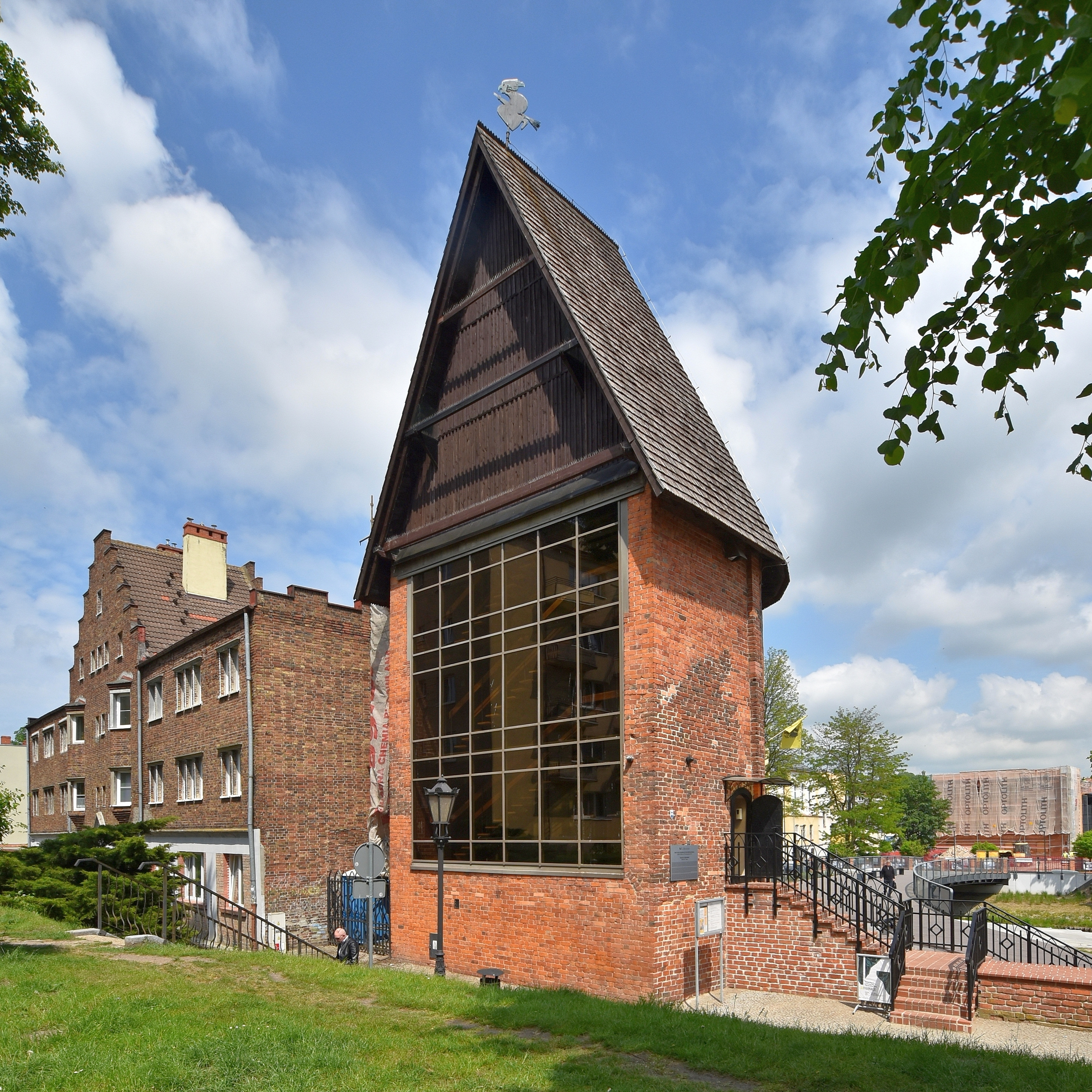
Baszta Czarownic z XIV–XV w.

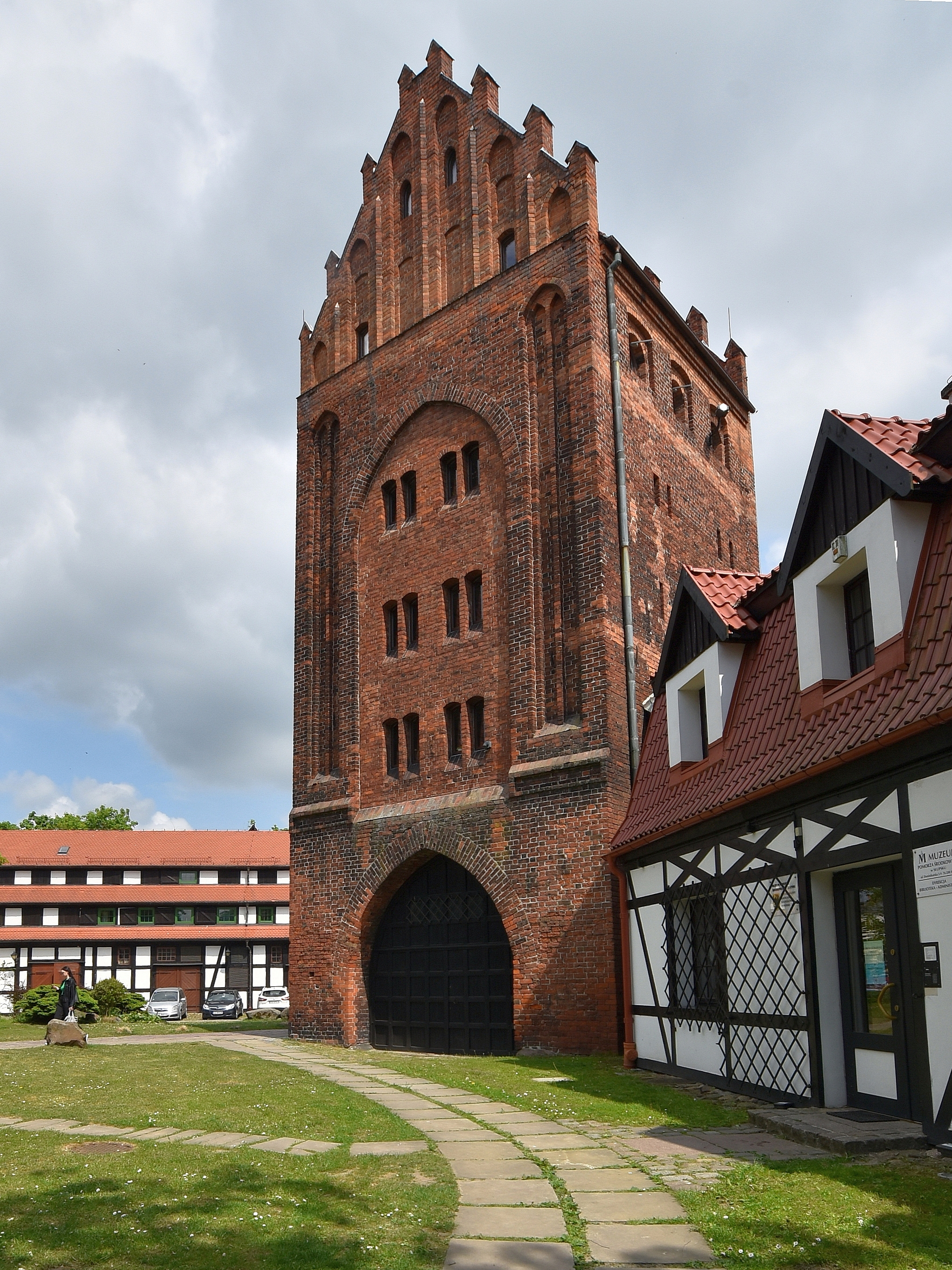
Brama Młyńska

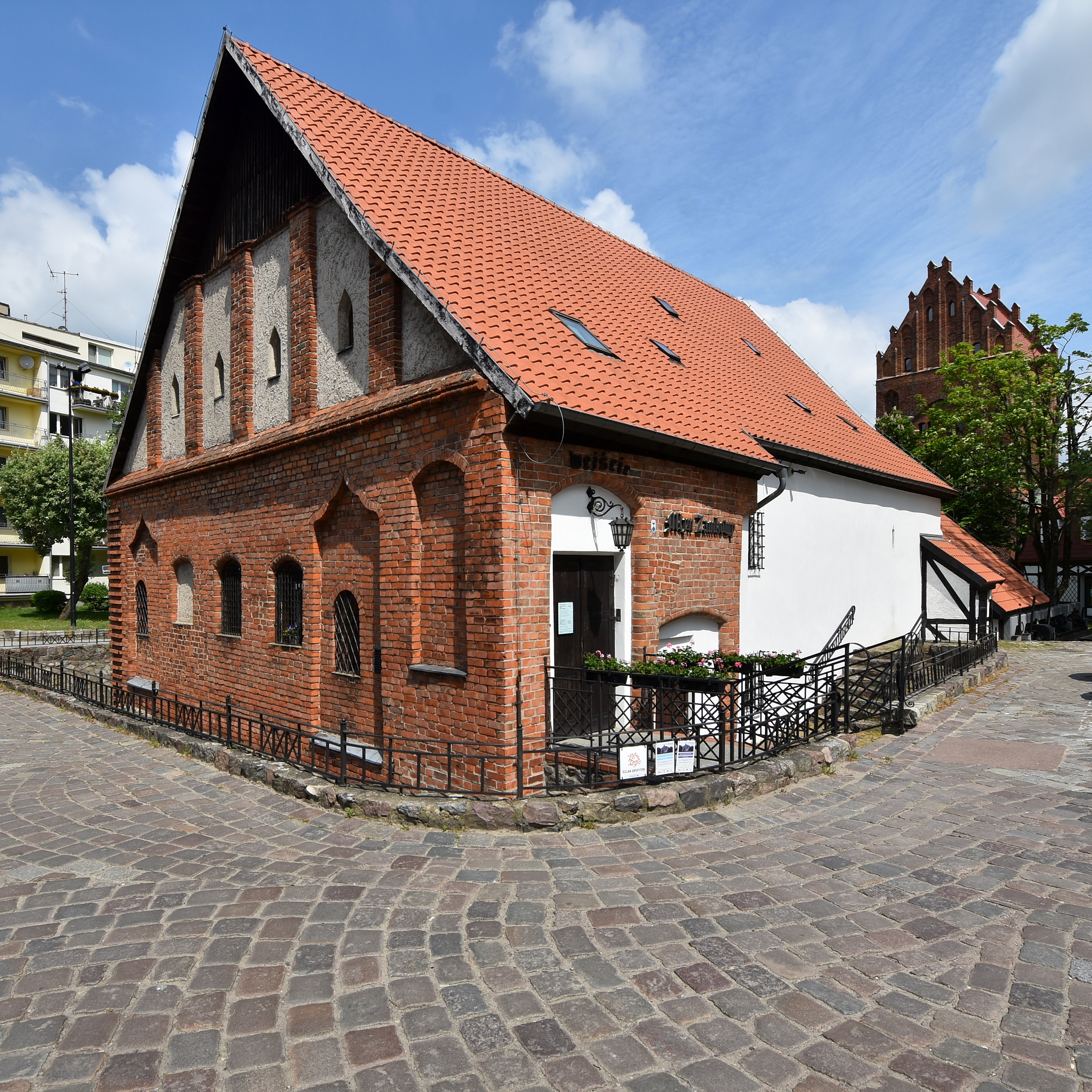
Najstarszy młyn wodny w Polsce z XIV w.

Pierwsze ślady osadnictwa z rejonu Słupska pochodzą z epoki brązu. Początek miastu dał gród posadowiony na stożkowatym wzgórzu w rozwidleniu Słupi (od 1872 roku znajduje się w tym miejscu kościół pw. św. Ottona), w pobliżu przeprawy przez rzekę na trakcie handlowym łączącym m.in. Kołobrzeg ze wschodem. Na podgrodziu znajdowała się niewielka osada, otoczona przez nieprzystępne bagna i trzęsawiska. Warownia ta powstała w VIII wieku i istniała do XIII wieku. Posiadała ona kształt zbliżony do koła o podstawie wyniesienia 50×60 m i powierzchni użytkowej majdanu ok. 1300 m². Gród ten posiadał sztuczne umocnienia w postaci wału drewniano-ziemnego, w dolnej części wzmocnionego konstrukcją kamienną. Starsza zabudowa majdanu uległa zniszczeniu już podczas wznoszenia książęcego obiektu obronnego, który w XIII wieku był głównym ośrodkiem kasztelani słupskiej i rezydencją księcia. Z kolei w wieku XIV, kiedy to Słupsk dzierżawili Krzyżacy (lata 1329–1341), na terenie grodu znajdowała się siedziba komtura krzyżackiego.
W XIII i XIV wieku Słupsk kilkakrotnie zmieniał przynależność państwową. Około 1236 roku wraz z całą ziemią słupsko-sławieńską wszedł w skład Pomorza Wschodniego (Gdańskiego). W II połowie sierpnia 1265 roku gród otrzymał od księcia gdańskiego Świętopełka prawa miejskie (lubeckie). Akt ten zapoczątkował proces zasiedlania miasta przez niemieckich kolonistów. W 1281 roku Mściwoj II powierzył premonstratensom z Bukowa kościół parafialny św. Piotra w Słupsku. W wyniku bezpotomnej śmierci ostatniego księcia Pomorza Gdańskiego Mściwoja II w 1294 roku Słupsk znalazł się w granicach Polski. Pozostawał w nich do 1307 roku, kiedy na skutek zdrady Święców przeszedł w ręce margrabiów brandenburskich.
9 września 1310 roku w miejscowości Krępcewo pod Pyrzycami nowi właściciele wystawili przywilej relokacyjny, który potwierdził prawa miejskie. Lokowany Słupsk uzyskał samorząd miejski z władzą wójtowską i radą miejską, nadania ziemskie (jego uposażenie ziemskie zostało zwiększone o 200 łanów), oraz odcinek rzeki Słupi długości 19 km: od grodu do ujścia, wraz z pięciometrowymi pasami ziemi na obu brzegach. Umożliwiło to prowadzenie gospodarki morskiej.
Po zwycięskiej wojnie z Brandenburgią w 1317 roku Słupsk przeszedł pod panowanie książąt zachodniopomorskich, władcą Słupska został książę Warcisław IV. Wkrótce jednak, bo w 1329 roku, kierowani ciężką sytuacją finansową książęta Otton I i Barnim III oddali na 12 lat miasto wraz z całą ziemią w zastaw zakonowi krzyżackiemu. Władza zakonu była dla społeczeństwa ziemi słupskiej uciążliwa, więc kiedy nadszedł termin uregulowania długu, a książę Bogusław V nie zgromadził całej sumy, rycerstwo, mieszczaństwo i duchowieństwo zebrało potrzebną kwotę i wykupiło miasto z rąk krzyżackich. Tym samym w 1341 roku Słupsk ponownie wszedł w skład zachodniopomorskiego władztwa Gryfitów, stając się częścią księstwa wołogoskiego. W 1368 roku miasto uzyskało od księcia Bogusława V przywilej menniczy, co oznaczało formalne wyodrębnienie się księstwa słupskiego. W 1382 roku podczas zjazdu przedstawicieli miast hanzeatyckich w Strzałowie delegacja ze Słupska złożyła prośbę o przyjęcie do Hanzy. W ten sposób kupcy słupscy uzyskali przywileje w portach przynależne członkom związku oraz rozszerzenie zachodnich i północnych rynków. W 1454 w Słupsku urodził się Bogusław X Wielki, w 1459 zmarł książę Eryk Pomorski, ostatni z linii książąt pomorskich, po jego śmierci ziemia słupska weszła w skład Pomorza Zachodniego. Miasto było członkiem Hanzy i prowadziło przez port w Ustce dalekosiężny handel morski, rozwijało się rzemiosło m.in. obróbka bursztynu.
16 kwietnia 1477 roku miasto padło ofiarą wielkiego pożaru, który strawił je niemal całkowicie (ocalały jedynie cztery budowle). W pożarze spłonął m.in. oryginał dokumentu margrabiów brandenburskich z 9 września 1310 roku, w którym dokonano powtórnej lokacji miasta na prawie niemieckim. Ogień wybuchł w warsztatach tkaczy i w ciągu krótkiego czasu rozszerzył się na całe, zbudowane podówczas prawie wyłącznie z drewna miasto.

### Dzieje nowożytne

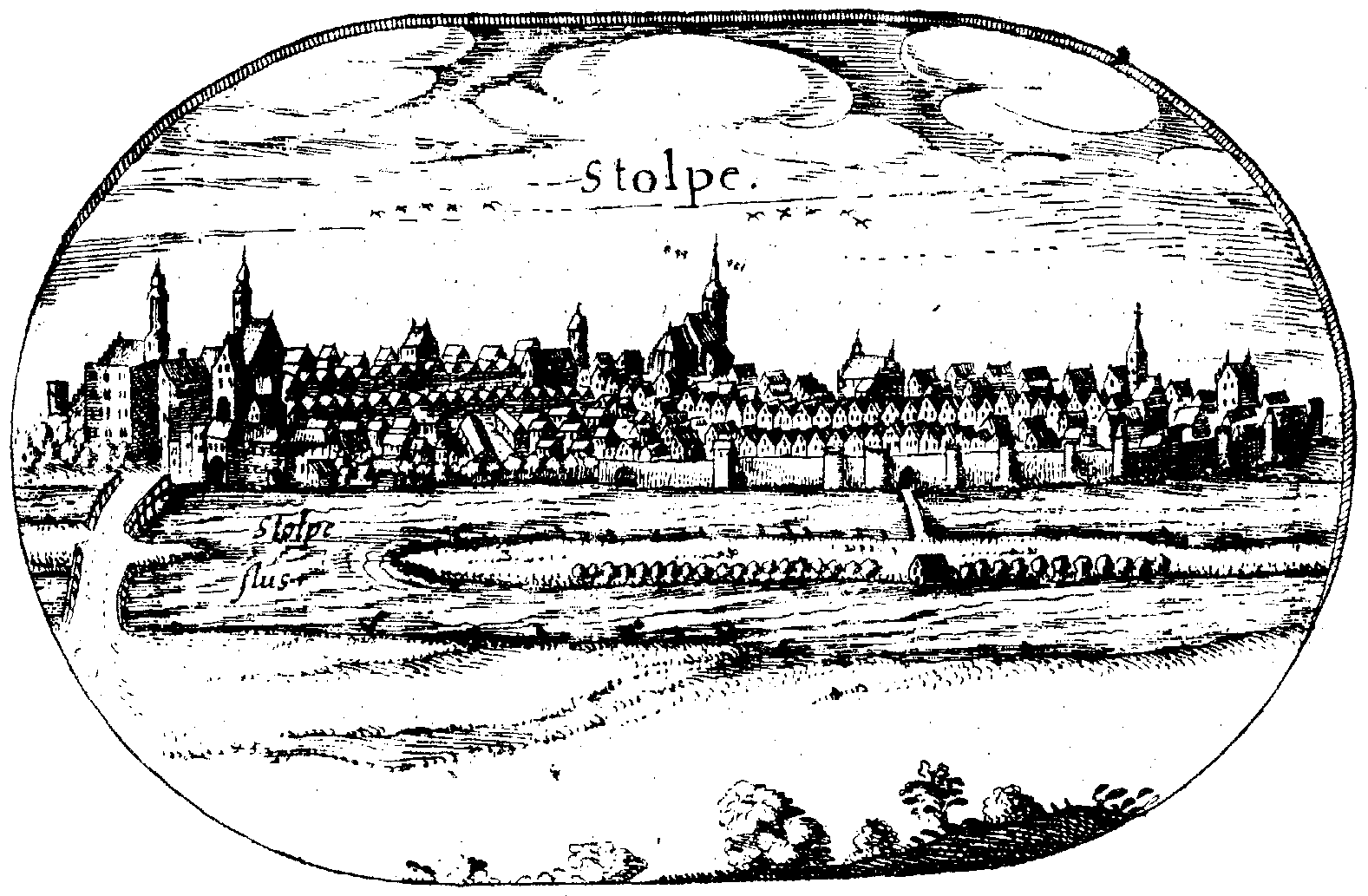
Panorama Słupska na mapie Lubinusa, XVII wieku

Do czasów reformacji mieszkańcy Słupska wyznawali katolicyzm – w mieście nie przetrwały tradycyjne wierzenia Pomorzan. W początkach XVI wieku doszło w mieście do zaburzeń na tle społecznym i religijnym. Najostrzejszą formę przybrały one w latach 1524–1525, gdy zbezczeszczono kościół pw. NMP. Większość mieszkańców miasta przyjęła wówczas luteranizm.
W XVII i XVIII miasta nie ominęły wojny. W 1630 roku podczas wojny trzydziestoletniej do Słupska wkroczyli Szwedzi. Miasto zostało obciążone kontrybucjami i kosztami zakwaterowania wojsk, a rabunki, epidemie i pożar pogłębiły jeszcze kryzys. W trakcie wojny, w 1637 roku, wygasła miejscowa dynastia Gryfitów. Pomorze Zachodnie zdołało zachować samodzielność do 1648 roku, tj. do zawarcia pokoju westfalskiego. Ostatecznie w 1653 miasto wraz ze wschodnią częścią księstwa w znalazło się w granicach państwa brandenbursko-pruskiego, przekształconego w 1701 roku w Królestwo Prus. Sytuacja miejskiej gospodarki po zakończeniu wyniszczającej wojny trzydziestoletniej i przybyciu francuskich hugenotów uległa znacznej poprawie.

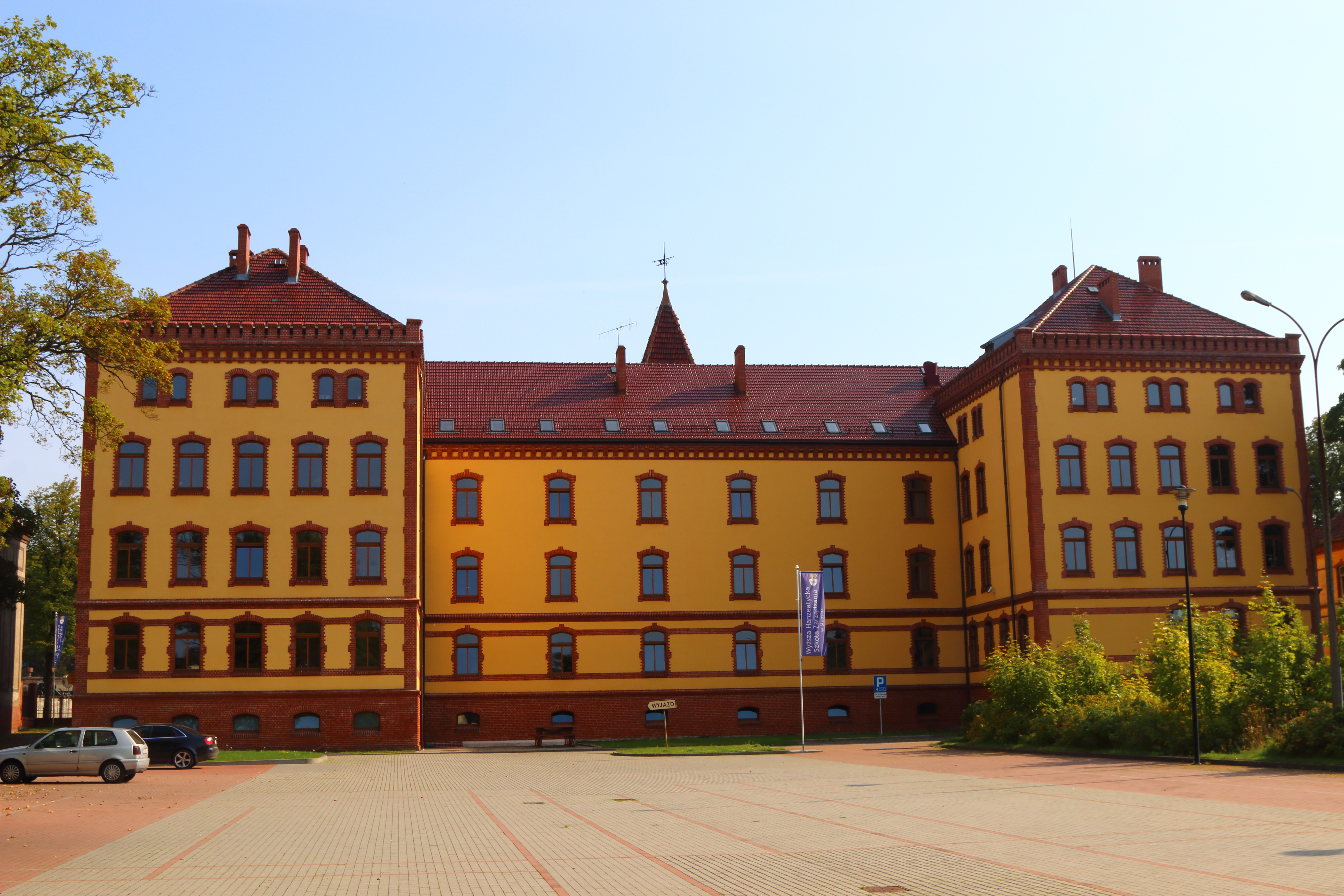
Zespół dawnych koszar Regimentu Huzarów, sformowany 16 stycznia 1758 roku, obecnie Uniwersytet Pomorski w Słupsku

W 1798 roku zbudowano w mieście – kosztem prawie ośmiu tysięcy talarów – budynek nowego ratusza miejskiego, czym władze miasta zdenerwowały swoich zwierzchników w ówczesnym Szczecinie, dla których był to niegodny naśladowania przykład rozrzutności w mieście liczącym sobie wtedy ledwie 5000 mieszkańców.

### XIX wiek i początek XX wieku
Ponowny kryzys i osłabienie miasta miały miejsce podczas wojny siedmioletniej oraz podczas wojen napoleońskich, które również nie oszczędziły miasta. W 1807 roku miasto, które było punktem oporu pruskiego przeciwko Napoleonowi, zostało zdobyte przez żołnierzy polskich pod dowództwem generała Michała Sokolnickiego. 18 lutego 1807 roku doszło do zażartych walk atakujących miasto oddziałów polskich z obrońcami w rejonie dzisiejszej Bramy Młyńskiej dowodzonymi przez kapitana Gutzmerowa. W historii zachowało się nazwisko Bonawentury Jezierskiego – jednego z poległych po stronie atakujących. Po ściągnięciu kontrybucji, po dwóch tygodniach żołnierze polscy opuścili miasto.
W 1816 roku miasto stało się siedzibą powiatu słupskiego w rejencji koszalińskiej, a 1 kwietnia 1898 roku zostało wyłączone z powiatu i przekształcone w powiat grodzki.

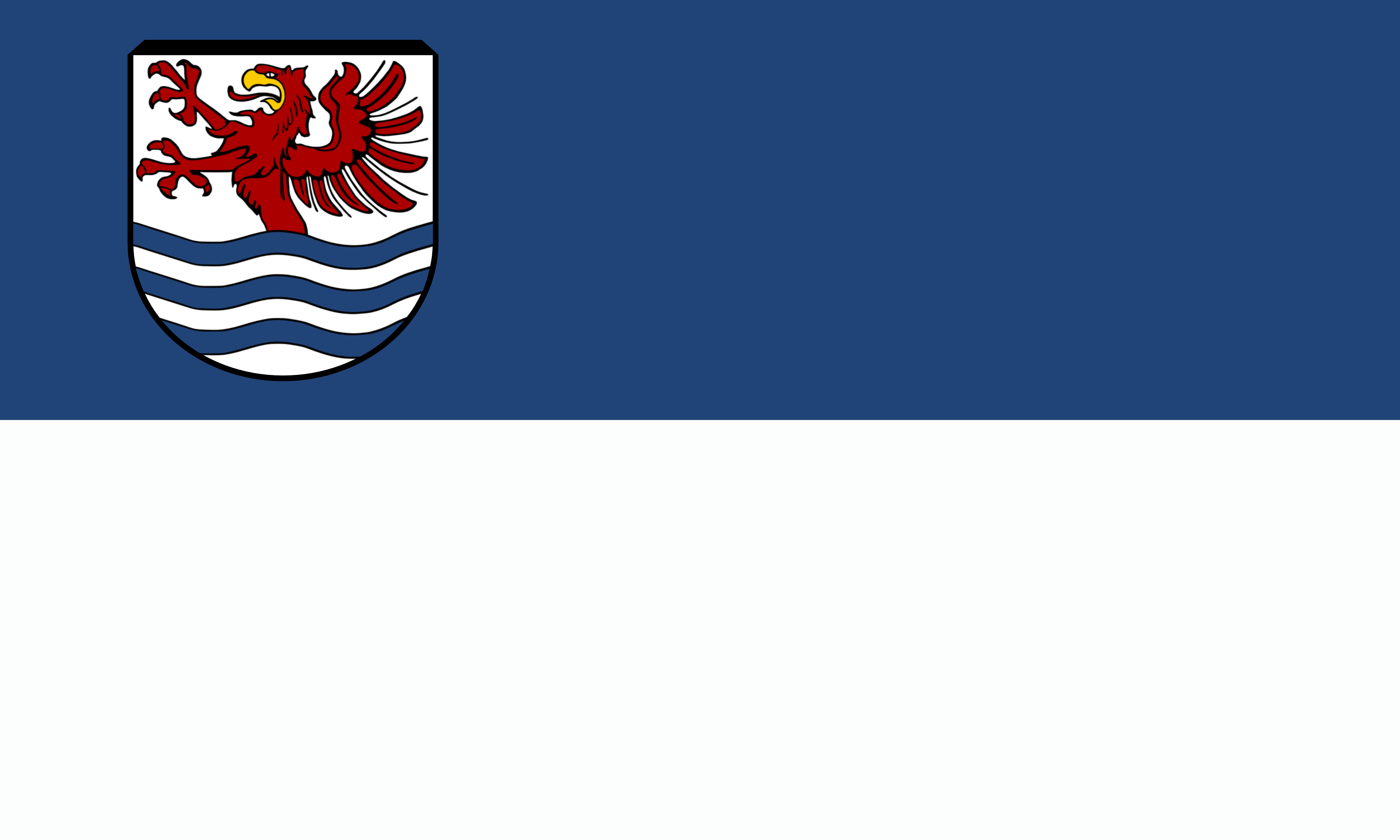
Flaga Słupska z przełomu XIX i XX wieku

W XIX wieku sytuacja miejskiej gospodarki uległa znacznej poprawie. Dobra koniunktura gospodarcza i dynamiczny rozwój Prus sprzyjał rozwojowi miasta. Rozbudowano przemysł. Mimo zdegradowania miasta do roli ośrodka administracyjnego powiatu (siedziba władz rejencji znajdowała się w Koszalinie, a prowincji – w Szczecinie), Słupsk był drugim co do wielkości ośrodkiem przemysłowym w regionie, zajmował również drugie miejsce pod względem liczby ludności. W latach 1869–1870 zbudowano w Słupsku pierwszą linię kolejową relacji Szczecin – Gdańsk. Rozwinęło się również budownictwo. W XIX wieku granice miasta przesunęły się znacznie w stosunku do średniowiecznych. Budownictwo i przemysł koncentrowały się w pierwszej kolejności wzdłuż utwardzonej w 1835 roku drogi Szczecin – Gdańsk oraz przy drodze prowadzącej do dworca kolejowego (obecnie ulica Wojska Polskiego). Kolejne budynki, wznoszone przy tej ulicy, znanej jako „Bahnhofstraße”, w miarę „zbliżania się” do centrum miasta były coraz okazalsze. W 1831 roku władze miejskie zrzekły się na rzecz państwa pruskiego wszelkich praw do portu w Ustce, dotąd stanowiącego własność miasta. Jedną z bardziej ambitnych operacji, mających na celu powiększenie użytecznego gospodarczo obszaru miasta, było przeprowadzone w latach 1847–1855 osuszenie rozległego bajora, leżącego na południowy zachód od najmłodszej z jego czterech bram i znanego jako „Die Quebbe vor dem Neuen T[h]or”. Przedsięwzięcia tego rodzaju miały miejsce w mieście również wcześniej (np. w XVIII wieku osuszono sztucznie obszar, na którym stanął następnie budynek znany później jako siedziba Bractwa Strzelców Miejskich) i później (w 1927 roku osuszono sztucznie obszar, zajmowany dziś przez słupską Szkołę Policji), ale kilkuletnie zmagania z „Quebbe”, ukończone ostatecznie w latach 1852–1855 przez mistrza piekarskiego nazwiskiem Wienandt, weszły na trwałe do historii miasta. W 1851 roku powołano w mieście komisję do spraw nadania stałych i oficjalnych nazw jego ulicom oraz ponumerowania stojących przy nich budynków. Słupsk był jednym z większych ośrodków przemysłowych pruskiej prowincji Pomorze .

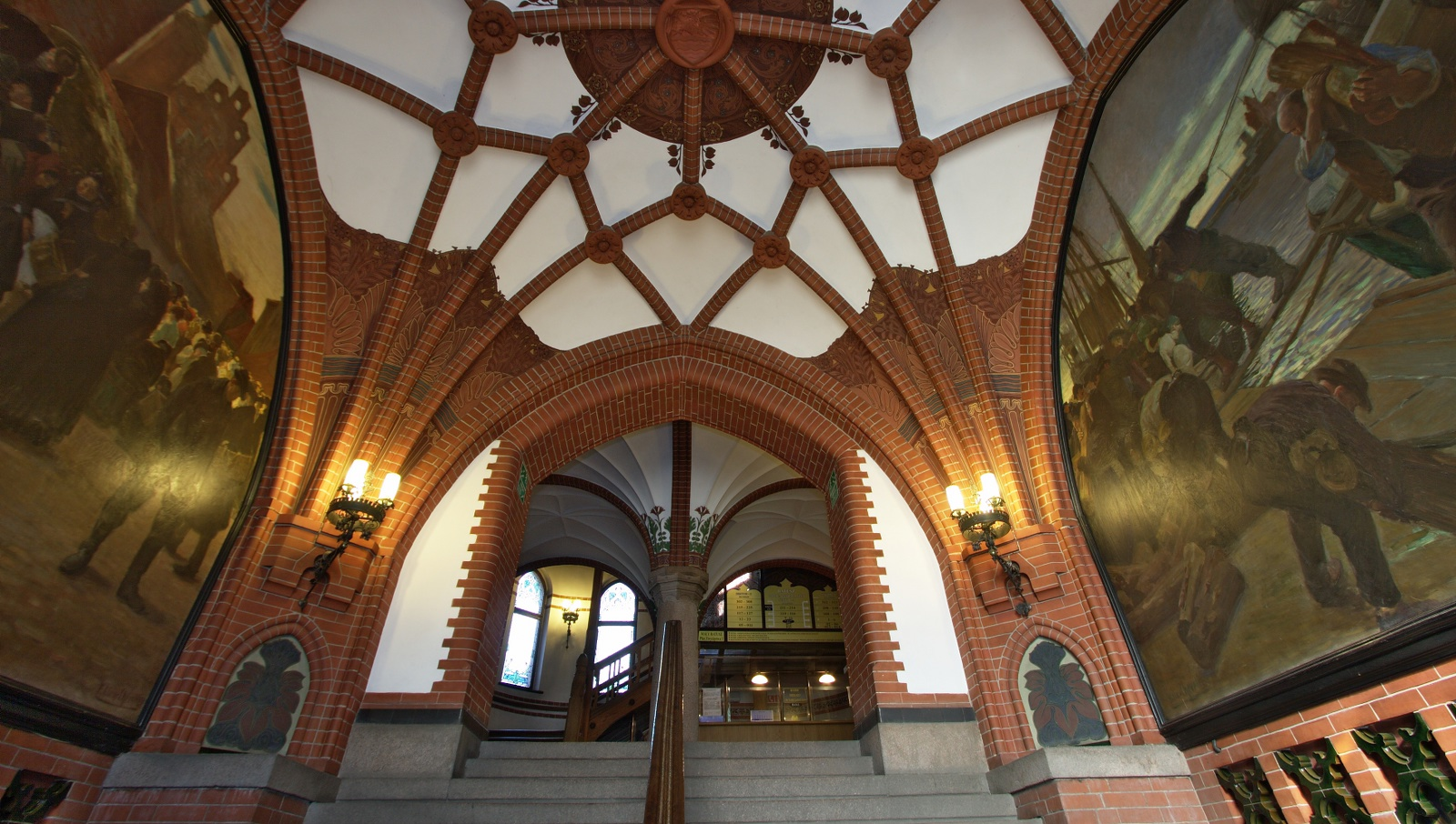
Ratusz w Słupsku – klatka schodowa na parterze

W 1901 roku oddano do użytku ratusz, a w 1903 roku budynek obecnego starostwa powiatowego. W latach 1903–1910 rozbudowano sieć wodociągową i kanalizacyjną, wybudowano też mechaniczną oczyszczalnię ścieków. W 1910 roku wyjechał na ulice miasta pierwszy tramwaj. Ważnym wydarzeniem w dziejach miasta była wizyta cesarza Wilhelma II, który we wrześniu 1910 roku przybył na uroczystości 600-lecia nadania praw miejskich przez książąt brandenburskich. Niedługo po wizycie cesarza przy placu Stephana (dziś: placu Zwycięstwa) stanął duży dom handlowy firmy „Gustav Zeeck”. Budynek istnieje do dziś, a wraz z nim wciąż działająca, drewniana winda. W 1912 roku przeprowadzono w mieście bardzo ciekawą operację – przeniesiono mianowicie na nowe miejsce Kaplicę Szpitalną pw. Św. Jerzego. Budowla ta, stojąca uprzednio przy dzisiejszej ul. Tuwima, została przeniesiona na plac, powstały po zniwelowaniu tzw. Schmatzkenbergu (pol. Wzgórze Jagniąt) w związku z wytyczeniem tzw. Kublitzer Chaussee – ulicy prowadzącej do ówczesnej wioski Kublitz (dziś: Kobylnica).

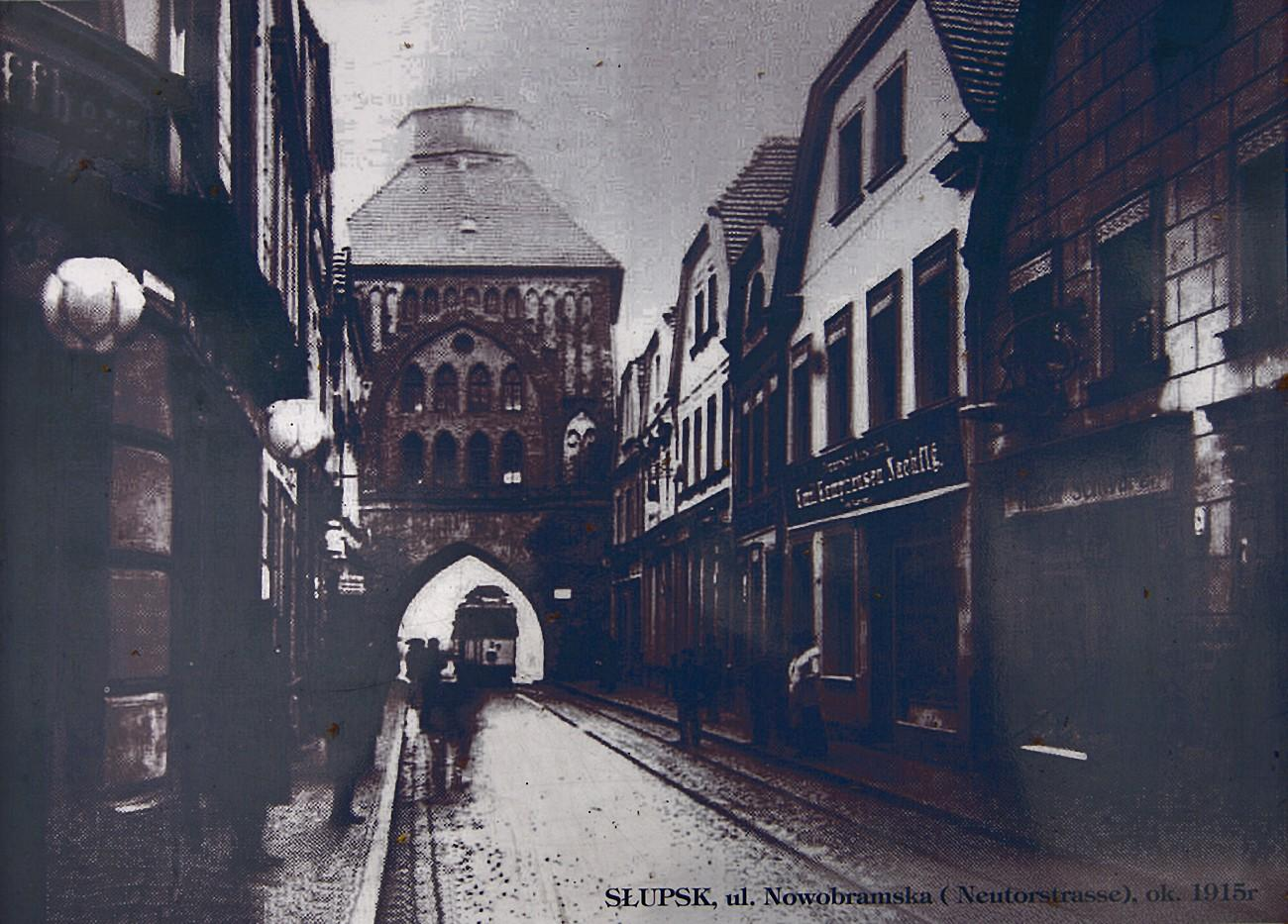
Stare Miasto z Nową Bramą ok. 1915 roku

Liczba mieszkańców wzrastała bardzo szybko, w 1914 roku osiągnęła 34 430 osób.

### Dwudziestolecie międzywojenne i II wojna światowa
Działania I wojny światowej oszczędziły miastu zniszczeń. Już w początkach 1919 roku wznowiono funkcjonowanie komunikacji tramwajowej. Jednak rozwój miasta, mimo znacznego przyrostu liczby ludności, został zahamowany.
W 1926 roku NSDAP wystąpiła w mieście publicznie, zyskując wielu zwolenników.
W listopadzie 1938, podczas „nocy kryształowej”, w Słupsku spalono m.in. miejscową synagogę, budowlę zaprojektowaną przez architekta Eduarda Kocha, od 1902 roku stojącą przy dzisiejszej ulicy M. Niedziałkowskiego (dawniej Arnoldstraße).
Wybuch wojny w 1939 roku zahamował rozwój miasta. Podczas wojny do miasta sprowadzano robotników przymusowych z krajów okupowanych, m.in. do założonego tu obozu pracy, a od 26 sierpnia 1944 roku także filii obozu koncentracyjnego Stutthof (podobóz Außenarbeitslager Stolp), do którego skierowano 382 mężczyzn i 239 kobiet, głównie Żydów z Łotwy, Czechosłowacji, Węgier, Austrii, Polski oraz Niemiec. Zamordowanym w czasie wojny poświęcono obelisk w pobliżu dawnych zakładów naprawczych PKP. Niemcy utworzyli w mieście dziewięć podobozów pracy przymusowej obozu jenieckiego Stalag II B. Polski ruch oporu w Słupsku szpiegował działania Niemców oraz kolportował polską prasę podziemną.

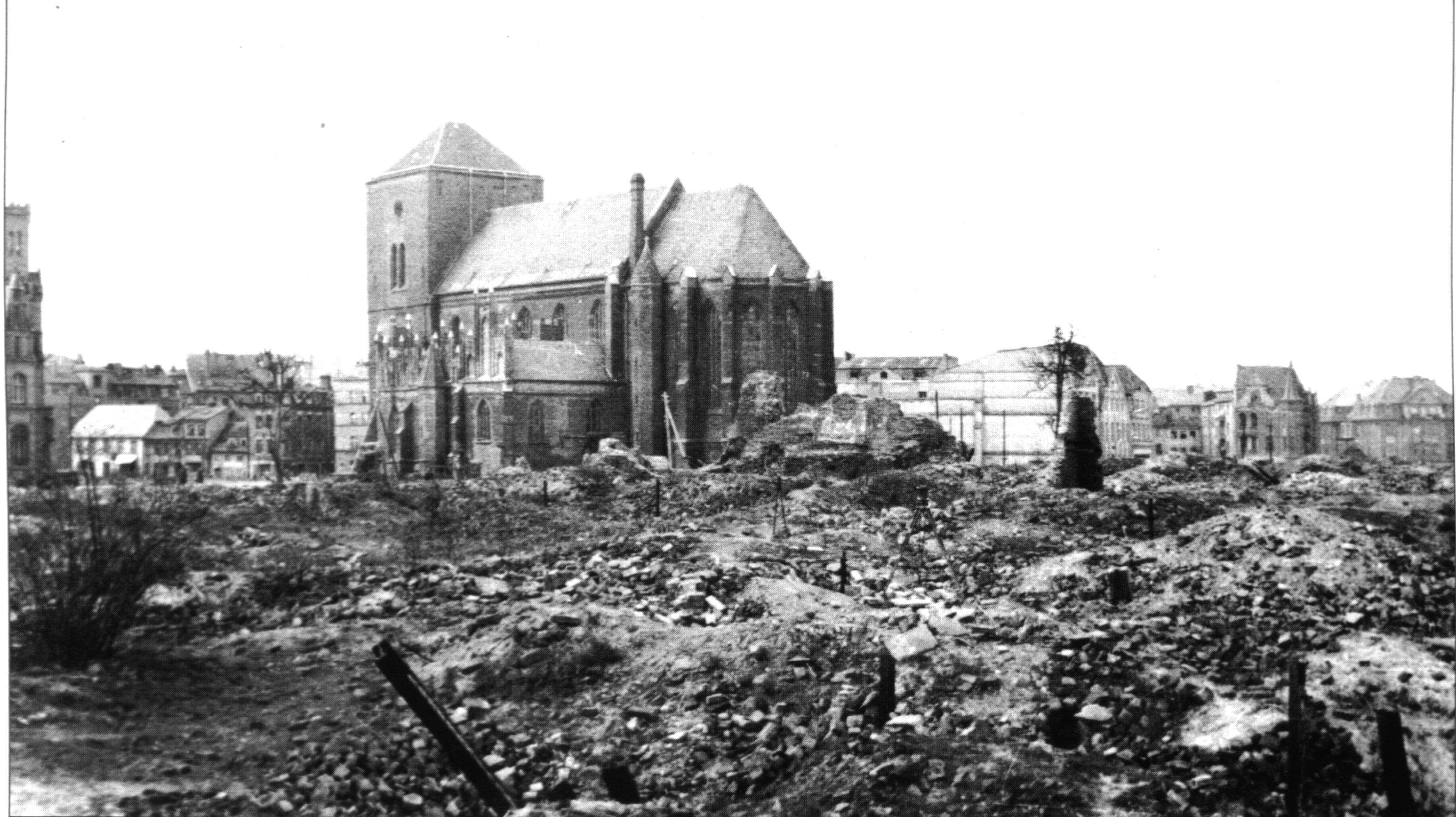
Słupsk po zakończeniu II wojny światowej w tle kościół Mariacki pw. NMP

Wobec zmieniającej się na niekorzyść Rzeszy sytuacji na froncie i ofensywy powietrznej aliantów, do Słupska i w jego okolice kierowano ewakuowaną ludność niemiecką z zagrożonych terenów. Tuż przed przybyciem do miasta wojsk radzieckich, 7 marca 1945 roku dokonano egzekucji w Lasku Południowym – rozstrzelano 21 polskich przymusowych robotników. Wcześniej powieszono jeszcze dwie osoby. Te tragiczne wydarzenia upamiętnia pomnik. W nocy 7/8 marca niemieckie wojska opuściły Słupsk z uwagi na groźbę odcięcia. 8 marca do miasta wkroczyły oddziały 27 Dywizji Strzelców oraz 3 Samodzielnego Korpusu Pancernego Gwardii II Frontu Białoruskiego Armii Czerwonej (po wojnie na Placu Zwycięstwa ustawiono pomnik ku czci żołnierzy polskich i radzieckich oraz wmurowano na ścianie ratuszu tablicę upamiętniającą oswobodzenie miasta od hitlerowców). Miasto zostało zajęte bez walk, jednak żołnierze radzieccy następnie 9 marca rabowali niemiecką ludność i celowo podpalali budynki w mieście, zwłaszcza na Starym Mieście. Późniejsze radzieckie artykuły propagandowe utrwaliły mit ciężkich walk o Słupsk. W efekcie zniszczeniu uległa znaczna część najstarszej, zabytkowej dzielnicy miasta. Niektóre budynki ze zgliszcz odbudowywano dopiero w latach 60. XX wieku, jak np. kościół św. Mikołaja (dzisiejsza biblioteka).

### Słupsk w powojennej Polsce
Zajęcie miasta przez wojska Armii Czerwonej wspieranej przez wojsko polskie 9 marca 1945 oznaczało rozpoczęcie nowego rozdziału w historii miasta. Pierwsza grupa władz polskich, przybyła do miasta 23 kwietnia 1945 roku, przybywszy z Kresów Wschodnich Polacy postawili sobie za cel zorganizowanie sprawnej władzy i życia społecznego, wysiedlenie ludności niemieckiej, równomierne zasiedlenie miasta oraz odbudowę i rozwój miejskiej infrastruktury. 7 maja 1946 roku wprowadzono nazwę miasta Słupsk zastępując poprzednią nazwę niemiecką Stolp. Przekazany pod kontrolę władz polskich Słupsk od 1946 roku znajdował się w granicach województwa szczecińskiego. W 1950 roku Słupsk i powiat słupski znalazły się w granicach nowo powstałego województwa koszalińskiego – województwo podzielono na dwa mniejsze: szczecińskie i koszalińskie. Stolicą nowego województwa – pomimo mniejszej liczby ludności i starań Słupska o lokalizację na miejscu siedziby wojewody – został Koszalin. Podobna sytuacja (lokalizacja stolicy województwa poza największym miastem) wystąpiła w województwie zielonogórskim i kieleckim. W mieście powstała Wyższa Szkoła Pedagogiczna, rozwinął się przemysł drzewny i meblowy, uruchomiono fabrykę obuwia „Alka”, wytwórnię sprzętu okrętowego, fabrykę maszyn rolniczych, zakłady naprawcze autobusów, zakłady przemysłu cukierniczego, mleczarnię i zakłady przetwórstwa ziemniaczanego.
31 grudnia 1961 roku do Słupska włączono wieś Ryczewo ze zniesionej gromady Ryczewo w powiecie słupskim w tymże województwie.
W 1967 zorganizowano po raz pierwszy „Dni Słupska”, a także Festiwal Pianistyki Polskiej.
W grudniu 1970 roku w Słupsku miały miejsca strajki i akcje protestacyjne, zakończone bez ofiar śmiertelnych.
W 1974 roku przy barze mlecznym „Poranek” otwarta została najstarsza pizzeria w Polsce, działająca do dziś.

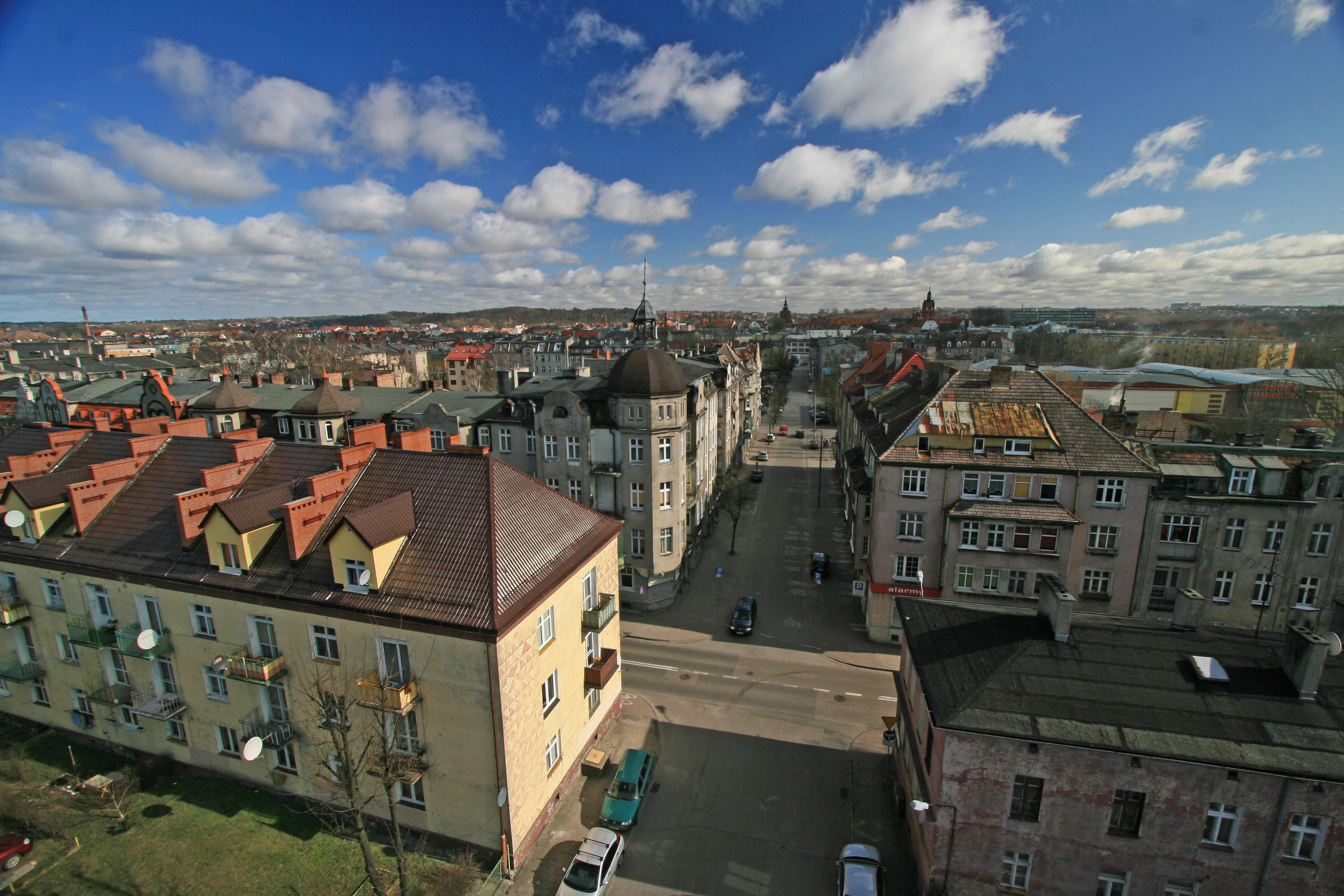
Panorama miasta z ulicy Kołłątaja (przecznica), widoczna ul. M. Konopnickiej

W 1975 roku Słupsk stał się stolicą województwa. Status miasta wojewódzkiego utracił 31 grudnia 1998 roku w wyniku reformy administracyjnej, aby następnego dnia stać się częścią nowego województwa pomorskiego.
W 1985 roku uruchomiono w Słupsku komunikację trolejbusową. Obsługiwały ją początkowo pojazdy importowane z ówczesnego ZSRR, następnie także wozy produkowane na miejscu – w lokalnej „Kapenie”, przedsiębiorstwie naprawy autobusów – na bazie autobusu „Jelcz-Berliet” PR-101. W tej samej „Kapenie” powstał też jedyny jeżdżący po ulicach Słupska trolejbus na bazie węgierskiego „Ikarusa” (nr boczny 651). Sieć linii trolejbusowych miała docelowo m.in. połączyć dwa miasta – Słupsk i pobliską Ustkę. Komunikacja trolejbusowa funkcjonowała w Słupsku przez 14 lat.
W 1990 roku liczba mieszkańców Słupska po raz pierwszy sięgnęła stu tysięcy. Stutysięcznym obywatelem miasta został Rafał Kancler.

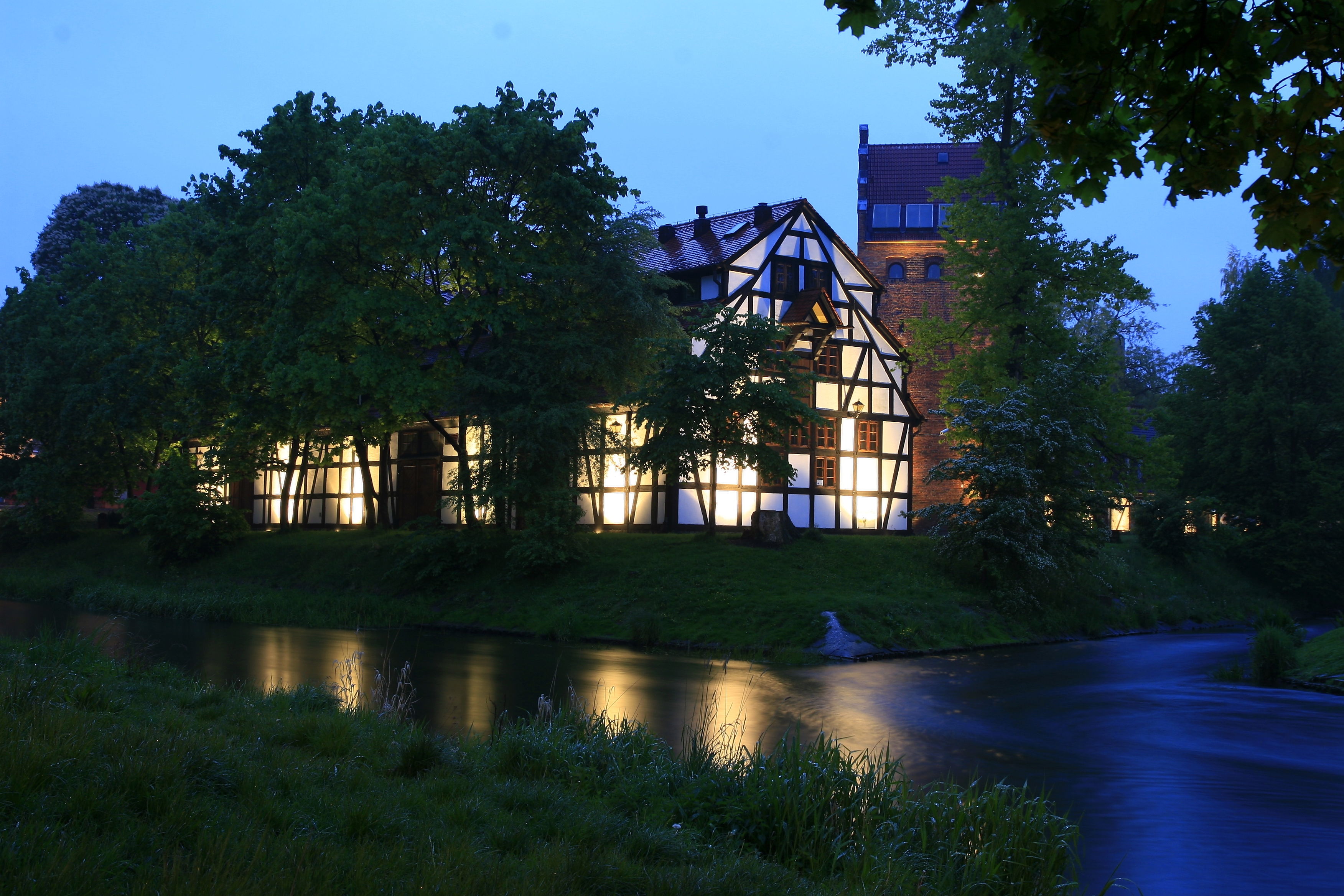
Zespół zamkowy: spichlerz, młyn i Brama Młyńska

W latach 1992–1994 przeprowadzono w mieście kolejną operację przeniesienia w nowe miejsce zabytkowej budowli. Tym razem przesunięto szachulcowej budowy spichlerz, należący swego czasu do kupca Richtera. Stojący w okolicy skrzyżowania dzisiejszych ulic M. Kopernika i Wolności (dawnych Amts- i Triftstraße) budynek rozebrano, a następnie przeniesiono na polanę w pobliżu Zamku Książąt Pomorskich. Operację tę przeprowadzono przy wsparciu finansowym władz Republiki Federalnej Niemiec.
10 stycznia 1998 roku w Słupsku miały miejsce jedne z najpoważniejszych zamieszek w Polsce po roku 1989. Ich przyczyną była śmierć kibica koszykarskiej drużyny Czarni Słupsk na skutek obrażeń odniesionych po interwencji policji.

### Symbole miasta
Hejnał Słupska (posłuchaj hejnałuⓘ)
W 1998 roku ogłoszono Ogólnopolski Konkurs na „Słupski Hejnał”. Jury przyznało nagrodę „Grand Prix” Prezydenta Miasta Słupska Jackowi Stańczykowi ze Słupska. Od 1999 roku hejnał rozbrzmiewa codziennie o godz. 12. Od 1 stycznia 2009 roku na wieży słupskiego ratusza rozbrzmiewają dwa hejnały – Słupska i Ustki. W ramach współpracy Dwumiasta w Ustce również grane są hejnały Ustki i Słupska.

## Architektura

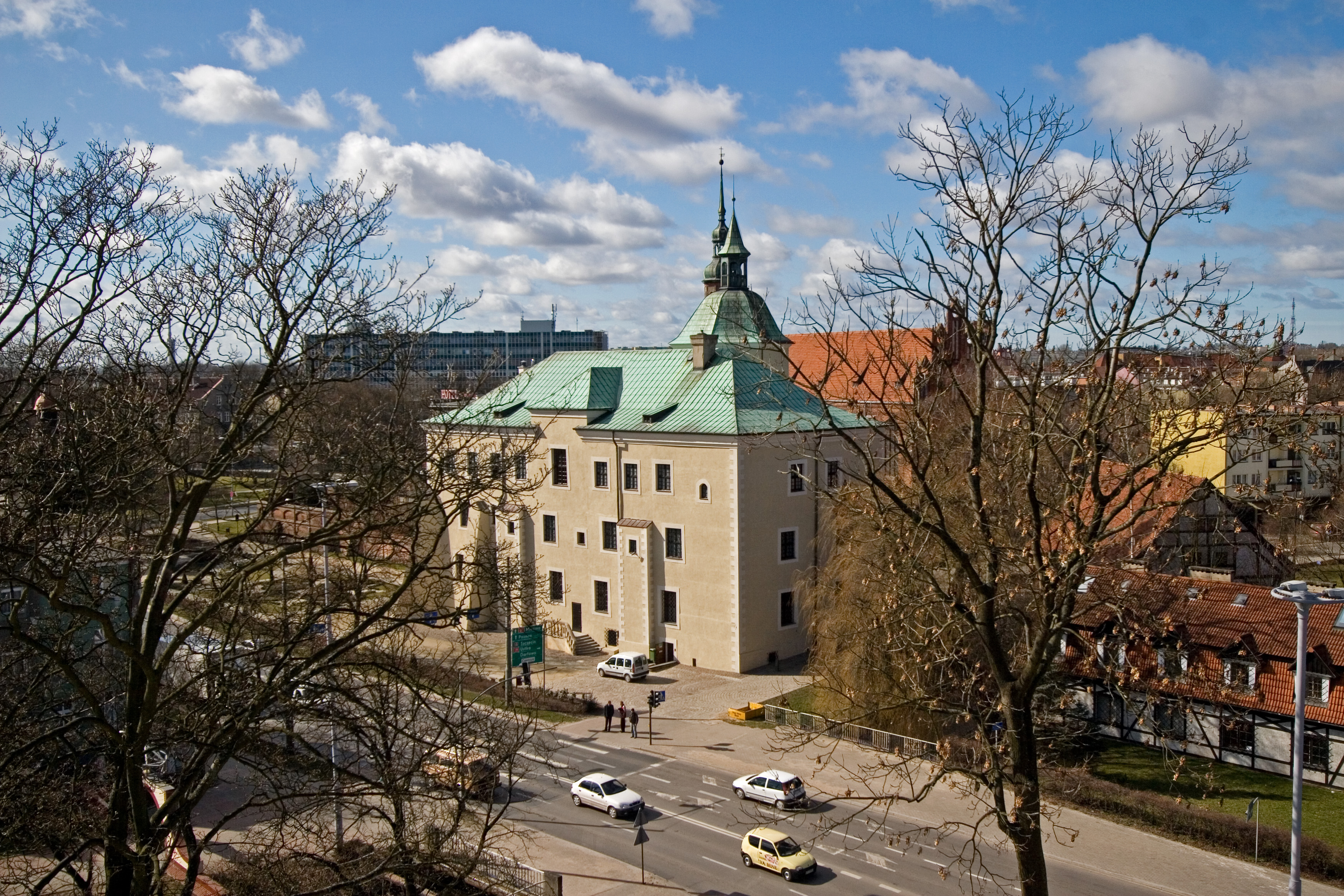
Zamek Książąt Pomorskich z XVI wieku

### Dwudziestolecie międzywojenne
W dwudziestoleciu międzywojennym oś miasta wyznaczały obecne ulice Tuwima, Nowobramska, Kowalska i Armii Krajowej, w pobliżu których znajdowały się najważniejsze budowle. Charakterystycznym obiektem była neogotycka synagoga, spalona w 1938 roku.

### Stan obecny

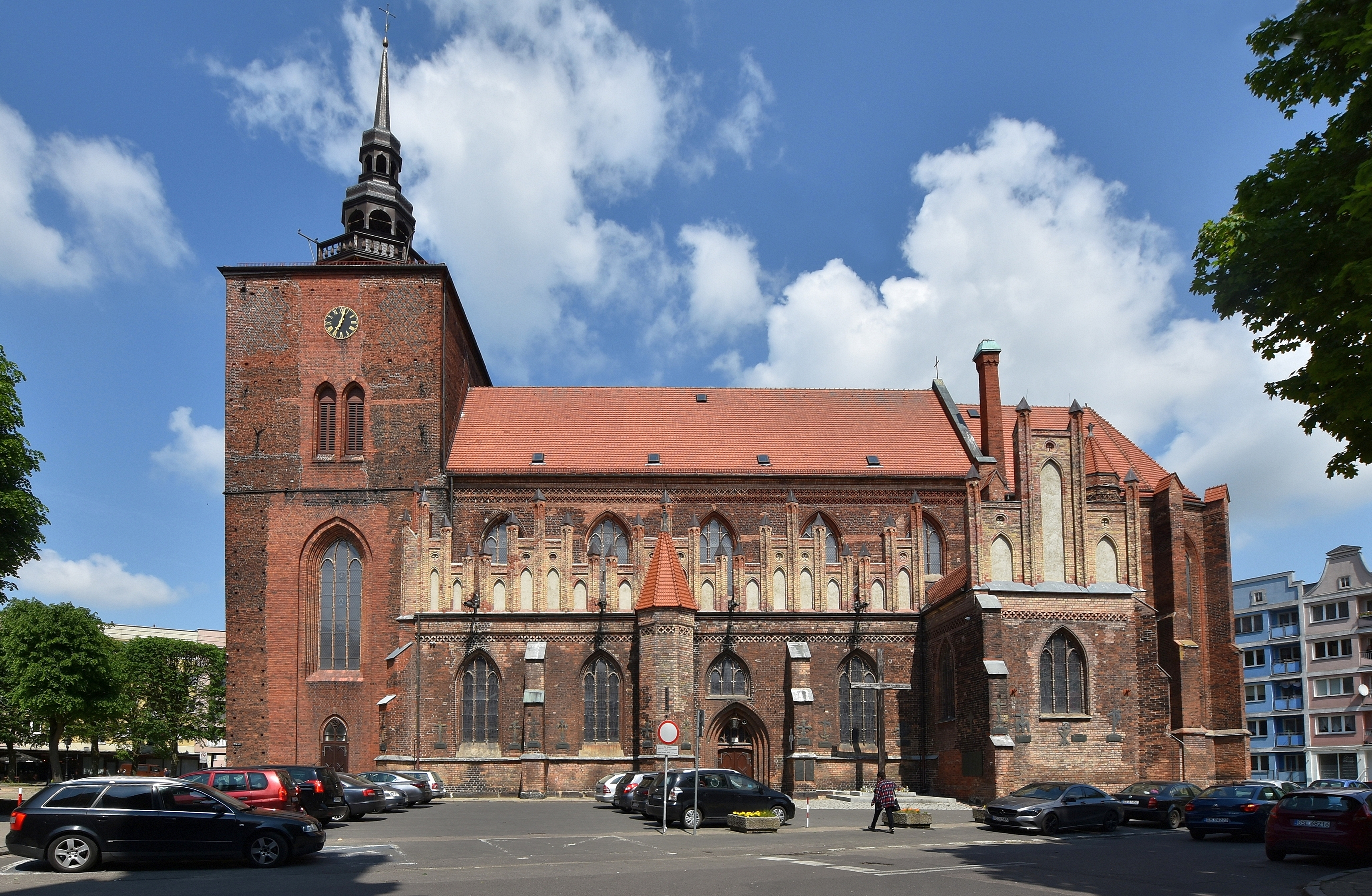
Kościół Mariacki

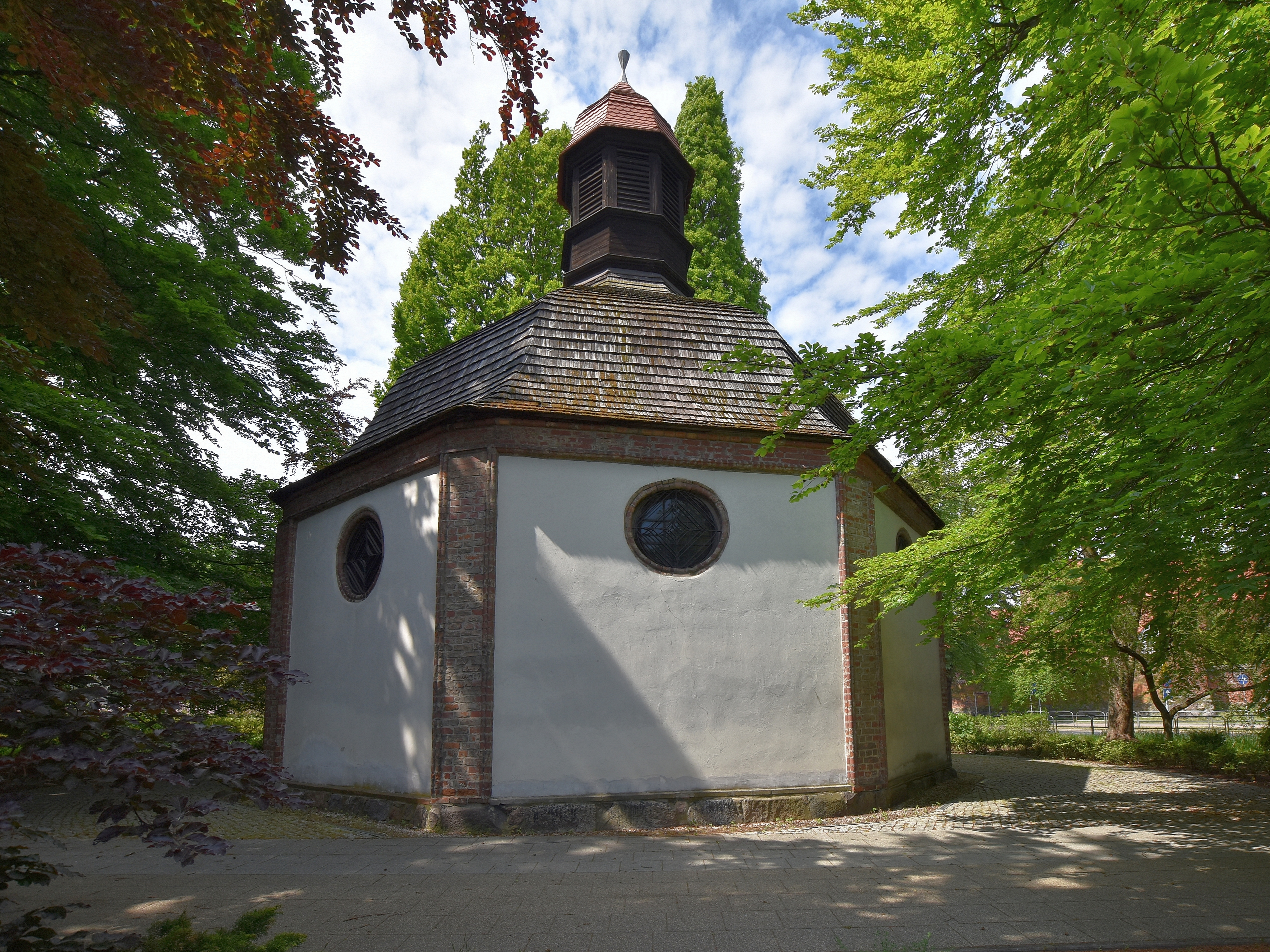
Kaplica św. Jerzego

Po II wojnie światowej duża część miasta uległa zniszczeniu. Starsze kamienice zachowały się przy ulicy Wojska Polskiego i jej okolicach. Spalone zostały świeckie budowle w centrum miasta. Oszczędzono m.in. ratusz i ruiny Zamku Książąt Pomorskich. Odbudowa miasta prowadzona była w taki sposób, żeby powstało jak najwięcej budynków mieszkalnych w jak najkrótszym czasie. Doprowadziło to do zabudowania dawnego średniowiecznego miasta blokami modernistycznymi. Prowadzone obecnie prace renowacyjne mają na celu upiększenie tej części miasta. W ramach rewitalizacji podjęto decyzję o odbudowie Baszty Okrągłej.

### Architektura sakralna
- kościół pw. NMP, wybudowany w drugiej połowie XIV wieku w stylu gotyckim
- podominikański kościół pw. św. Jacka z XIV wieku, w stylu gotyckim
- kościół przyklasztorny pw. św. Ottona, wybudowany w latach 1872–1873 w stylu neogotyckim
- kościół pw. św. Mikołaja, obecnie funkcjonujący jako biblioteka miejska, z XIII wieku, w stylu gotyckim
- Kościół pw. Najświętszego Serca Jezusowego, wybudowany w latach 1865–1869 w stylu neogotyckim
- kościół ewangelicko-augsburski pw. św. Krzyża, wybudowany w latach 1857–1859 w stylu neogotyckim
- Kaplica św. Jerzego w Słupsku, wybudowana w pierwszej połowie XV wieku w stylu gotyckim
- Cerkiew Świętych Apostołów Piotra i Pawła, wybudowana pod koniec XIX wieku w stylu neogotyckim

#### Architektura świecka
- Starostwo Powiatowe w Słupsku
- Ratusz w Słupsku
- Poczta Główna w Słupsku
- Baszta Czarownic

## Demografia
Wykres liczby ludności Słupska na przestrzeni ostatnich 2 stuleci:
Największą populację Słupsk odnotował w 1994 roku – według danych GUS 102 832 mieszkańców.

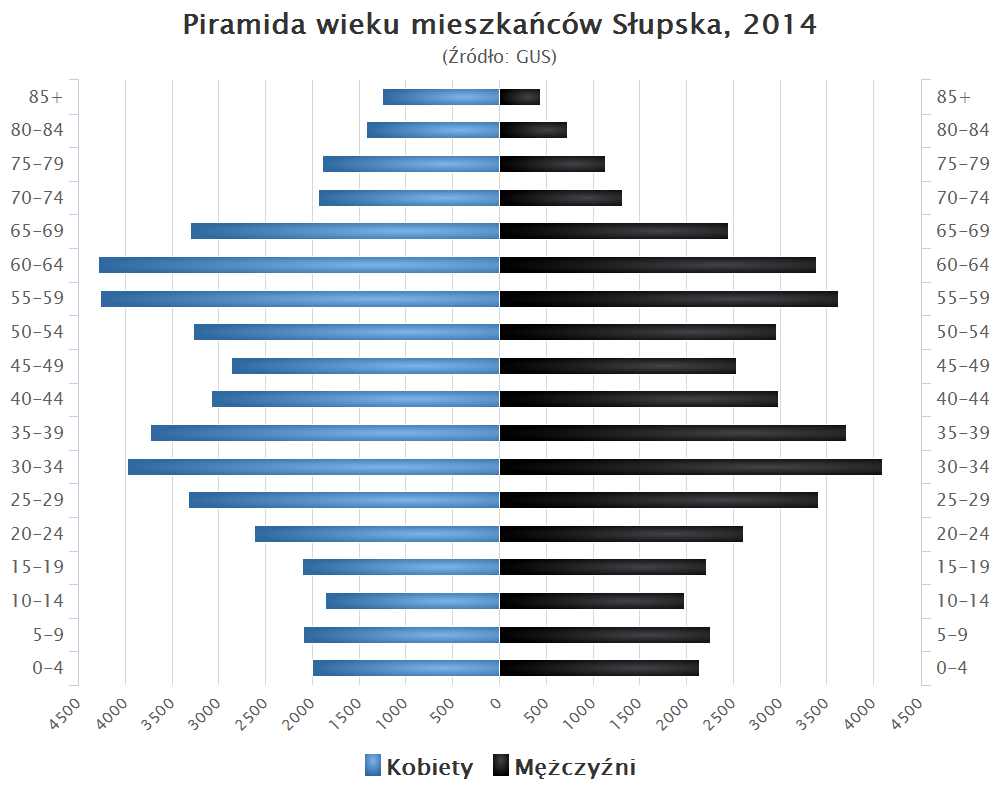
Piramida wieku mieszkańców Słupska w 2014 roku

### Pochodzenie
Powojenna ludność Słupska w przeważającej mierze była ludnością napływową z różnych stron Polski. Przedwojenni niemieccy mieszkańcy miasta zostali po 1945 roku wysiedleni, a na ich miejsce napłynęli w zdecydowanej większości Polacy. Według profesora Leszka Kosińskiego struktura ludnościowa Słupska w 1950 roku pod względem pochodzenia terytorialnego przedstawiała się następująco:
| Pochodzenie              | Liczba mieszkańców | Procentowo |
| ------------------------ | ------------------ | ---------- |
| Obszary w granicach ZSRR | 11 425             | 34,50%     |
| Woj. warszawskie         | 2 790              | 8,42%      |
| Woj. bydgoskie           | 2 545              | 7,69%      |
| Miasto Warszawa          | 2 456              | 7,42%      |
| Woj. lubelskie           | 2 175              | 6,57%      |
| Woj. kieleckie           | 1 902              | 5,74%      |
| Woj. gdańskie            | 1 876              | 5,67%      |
| Woj. łódzkie z Łodzią    | 1 579              | 4,77%      |
| Woj. poznańskie          | 1 288              | 3,89%      |
| Woj. białostockie        | 830                | 2,50%      |
| Woj. rzeszowskie         | 828                | 2,50%      |
| Woj. krakowskie          | 695                | 2,10%      |
| Zagranica oprócz ZSRR    | 471                | 1,42%      |
| Woj. katowickie          | 321                | 0,97%      |
| Woj. olsztyńskie         | 165                | 0,50%      |
| Pozostali                | 680                | 2,05%      |
| Ludność napływowa ogółem | 32 026             | 96,71%     |
| Autochtoni               | 1 089              | 3,29%      |
| Ogółem                   | 33 115             | 100%       |

## Gospodarka

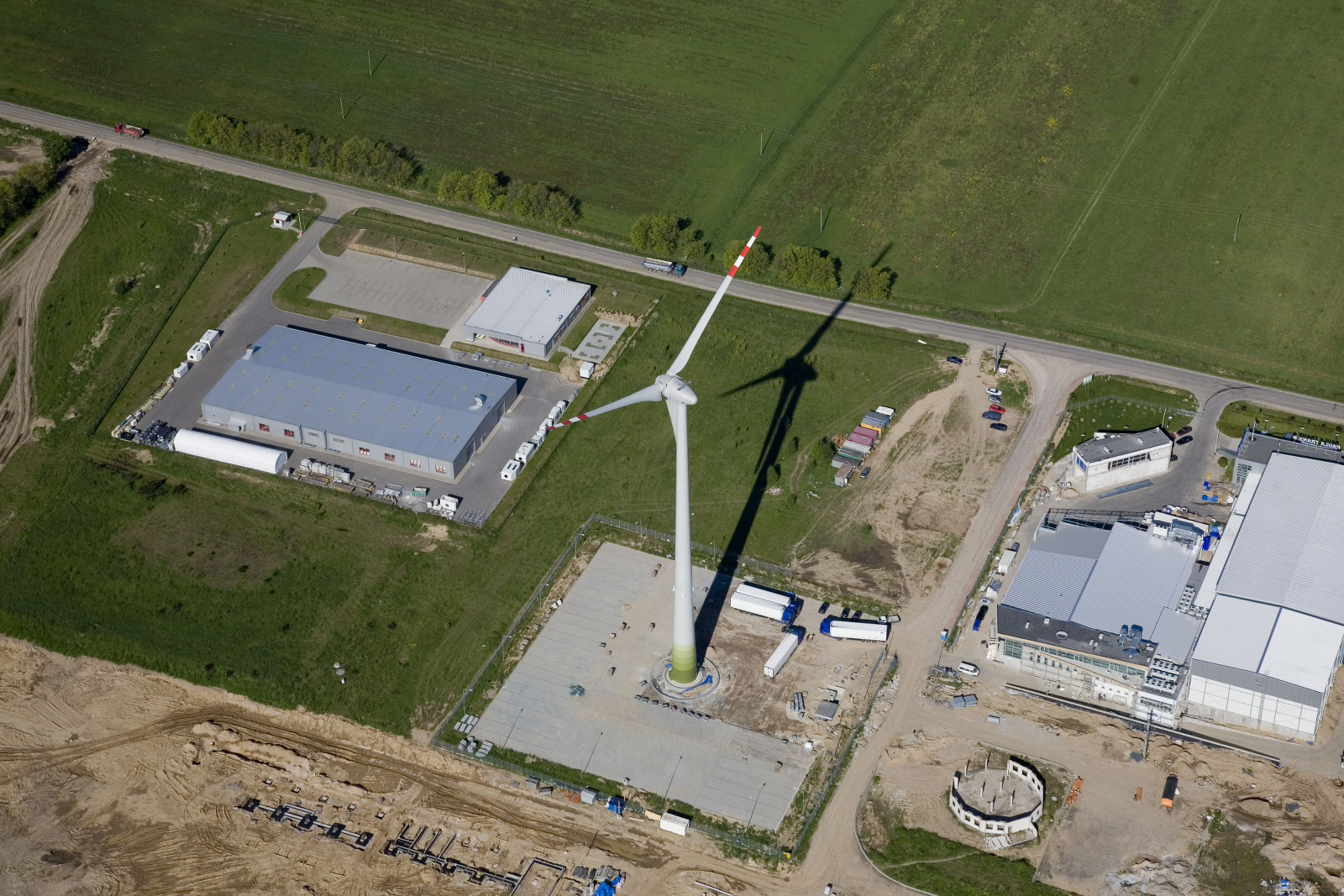
Słupska Specjalna Strefa Ekonomiczna (SSSE)

Pod koniec grudnia 2009 liczba zarejestrowanych bezrobotnych w Słupsku obejmowała ok. 4,7 tys. mieszkańców, co stanowi stopę bezrobocia na poziomie 10,6% do aktywnych zawodowo.
W miejscowości działało Państwowe Gospodarstwo Rybackie Słupsk.

### Przemysł
Słupsk jest ośrodkiem przemysłowym średniej wielkości. Od 1997 działa Słupska Specjalna Strefa Ekonomiczna, posiadająca filie w Koszalinie, Redzikowie, Debrznie, Szczecinku i Wałczu, zarządzana przez Pomorską Agencję Rozwoju Regionalnego S.A. W mieście działają instytucje wspierające rozwój gospodarczy: Słupska Izba Przemysłowo-Handlowa, Słupski Inkubator Technologiczny oraz Słupskie Stowarzyszenie Innowacji Gospodarczych i Przedsiębiorczości.
W Słupsku zlokalizowana jest fabryka jednego z większych polskich producentów szyb samochodowych – przedsiębiorstwa «NordGlass».
Energię cieplną miastu zapewniają dwie ciepłownie – KR1 przy ul. Koszalińskiej oraz KR2 przy ul. św. Klary z Asyżu. W Słupskim Inkubatorze Technologicznym zainstalowana jest jedna z największych fotowoltaicznych instalacji dachowych w Polsce o łącznej mocy 180,36 kW.
W lipcu 2021 CCC (właściciel od 2019) zamknął działającą od 29 lat fabrykę obuwia Gino Rossi, zatrudniającą 235 pracowników (historyczne maksimum zatrudnienia wynosiło 900 pracowników), od 2006 notowaną na giełdzie warszawskiej, a w 2010 wycenianą na 300 mln zł Z kolei w maju 2023 ogłoszono stopniowe wygaszanie produkcji i zamknięcie w I kwartale 2024 fabryki nadwozi autobusów należącej do firmy Scania Production Słupsk S.A., w wyniku czego pracę straci 800 osób

### Handel

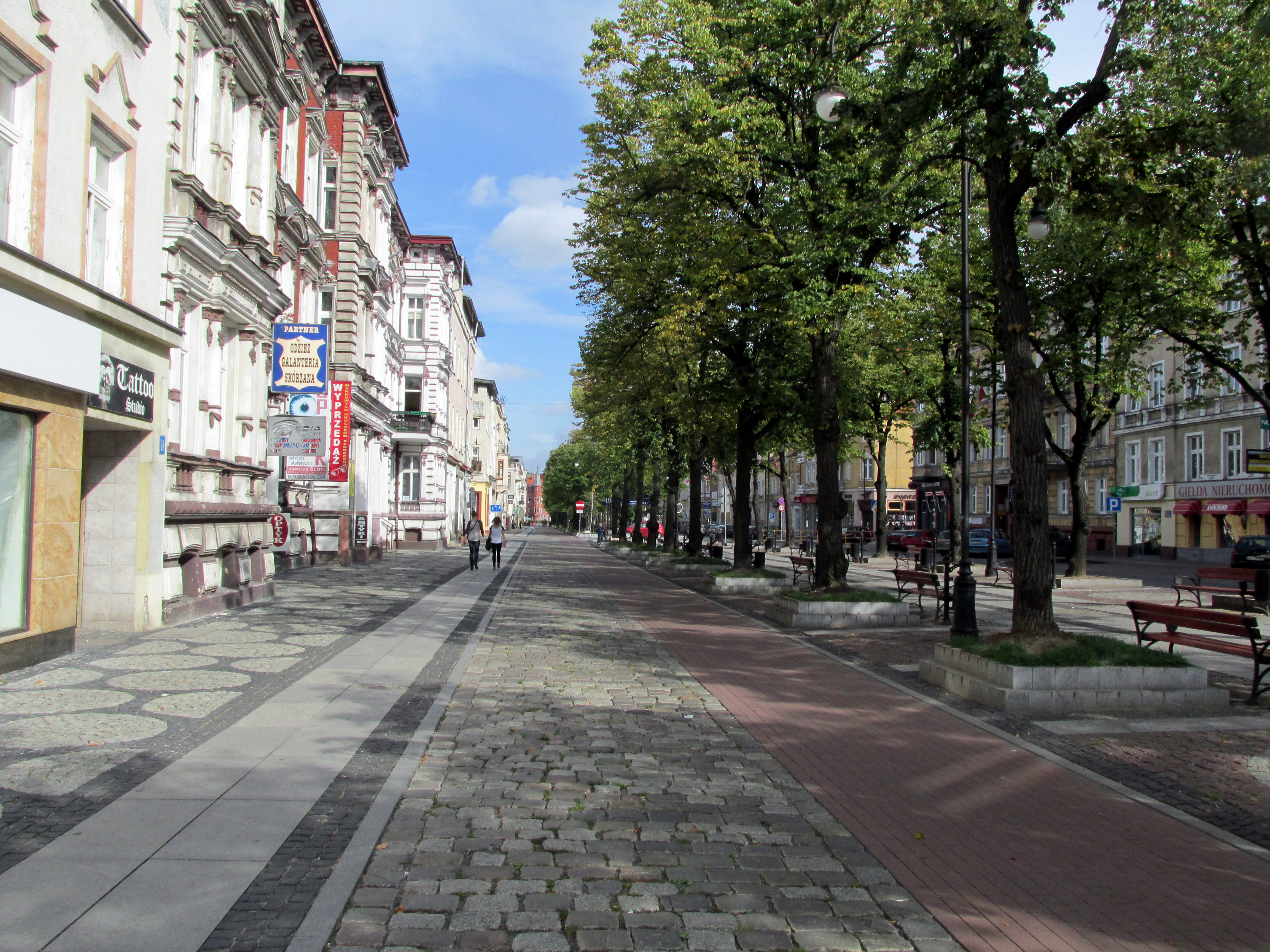
Ul. Wojska Polskiego – deptak z aleją lipową

Słupsk spełnia rolę regionalnego ośrodka handlowego. W Słupsku znajduje się 6 centrów handlowych (CH Jantar, CH Manhatan, CH Passo, CH Wokulski, Skwer Viki, CH w byłym RDT), 3 galerie (Podkowa, Prestige, Słupsk) i hala targowa („Pod Wieżą”).

## Transport

### Transport drogowy
W układzie transportowym miasta znajdują się 33 ronda. Słupsk leży na skrzyżowaniu drogi krajowej nr 6 (planowana S6) i drogi krajowej nr 21 oraz dróg wojewódzkich nr 210 i nr 213. Boczne drogi prowadzą również w stronę Darłowa i Krępy Słupskiej.

#### Obwodnica Południowa

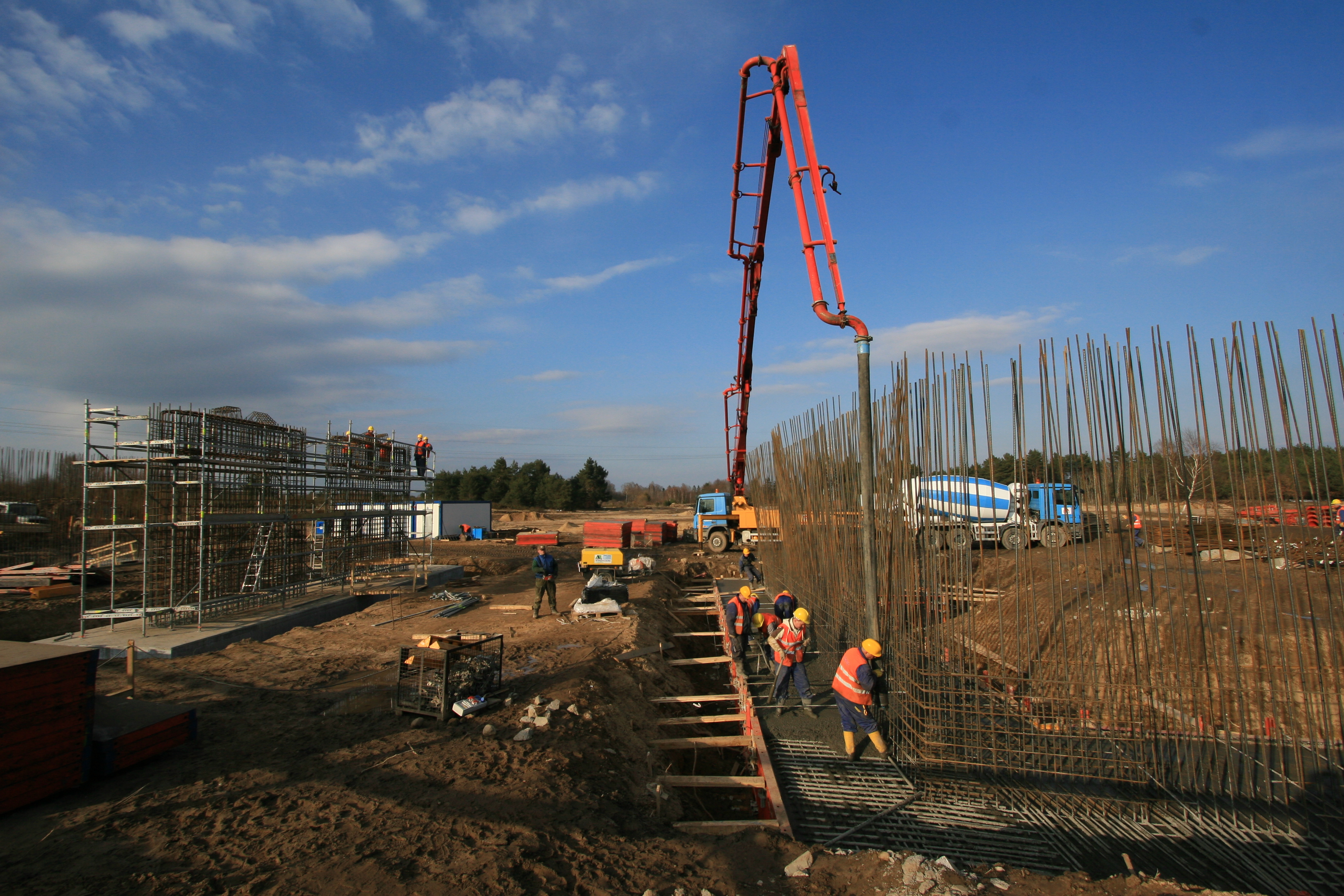
Budowa Słupskiej obwodnicy – węzeł Głobino

Obwodnica w standardzie drogi ekspresowej ma bezkolizyjne węzły w Redzikowie, Głobinie, Kobylnicy i Bolesławicach. Obwodnica przebiega przez tereny miasta i gminy Słupsk oraz gminy Kobylnica. Budowa obwodnicy S6 w ciągu drogi krajowej nr 6 ruszyła we wrześniu 2008. Wbrew wcześniejszym zapowiedziom obwodnica nie będzie budowana w standardzie ekspresowej, dwujezdniowej drogi i będzie miała tylko jedną jezdnię. Decyzja ta wynika z prognoz natężenia ruchu na tej trasie. Rozbudowa drogi do standardu dwujezdniowej ma się odbyć wraz z budową drogi S6 – do 2020 roku. Obwodnica została udostępniona do użytku 26 października 2010. 29 października uroczystego otwarcia dokonał Prezydent RP Bronisław Komorowski. Obwodnica liczy nieco ponad 16 km.

#### Obwodnica Zachodnia
Obwodnica miejska jest w większości przekroju 2 jezdnie po 2 pasy ruchu. Droga posiada skrzyżowania, w tym ronda, a także przejścia dla pieszych. Największy ruch jest na ulicy 11 listopada, a najmniejszy na ulicy Wernera, głównie z braku dalszej części północnej obwodnicy.
Planowane jest budowa obwodnicy Słupska oraz Kobylnicy po zachodniej lub wschodniej i północnej stronie miasta. Obwodnica ma powstać z programu 100 obwodnic.

### Transport kolejowy

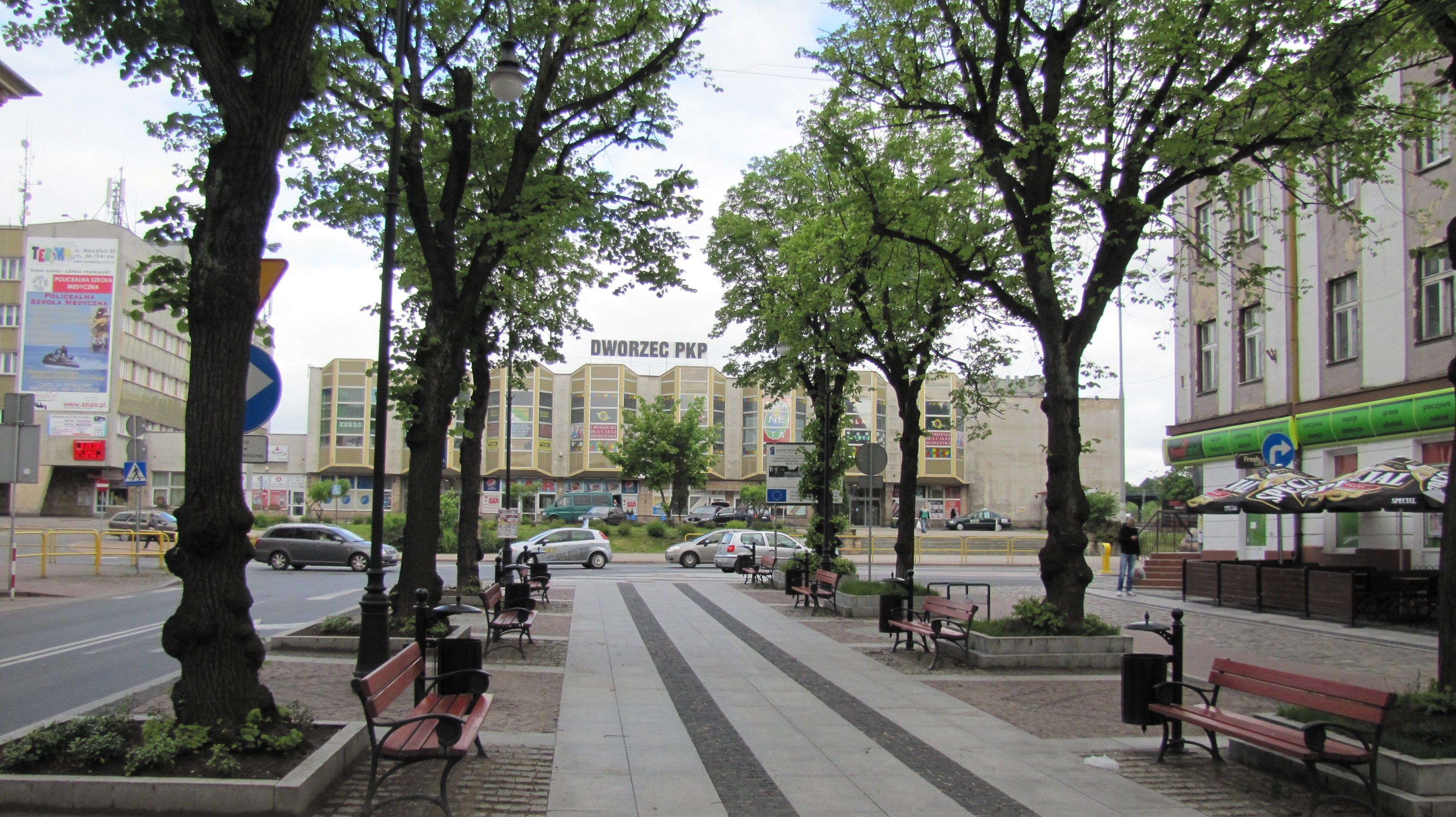
Dworzec kolejowy w Słupsku

Słupsk jest węzłem kolejowym na liniach Szczecin – Koszalin – Słupsk – Gdynia i Ustka – Słupsk – Szczecinek. Dawniej istniała również normalnotorowa linia kolejowa do Budowa oraz sieć kolei wąskotorowej. Dojeżdżają tu pociągi Regio, TLK, IC, EIC i EIP z największych miast Polski. W sezonie letnim na stacji zatrzymują się pociągi "Słoneczny" oraz "Słoneczny BIS" obsługiwane przez Koleje Mazowieckie. Lokalne relacje łączą miasto z Ustką, Sławnem i Darłowem, Miastkiem i Szczecinkiem, Koszalinem i Szczecinem, Lęborkiem i Gdynią. Obecnie trwa budowa drugiego toru i rozbudowa stacyjnej infrastruktury w Słupsku, Damnicy i Potęgowie.
Pierwszy dworzec kolejowy w Słupsku mieścił się od lipca 1869 przy obecnej ul. Grunwaldzkiej 17. Wtedy to uruchomiono 67 km, 1-torową linię kolejową Koszalin-Słupsk. We wrześniu 1870 uruchomiono 131 km linię kolejową Słupsk-Gdańsk Główny. W maju 1879 uruchomiono 192 km, 1-torową linię kolejową Piła Główna-Szczecinek-Słupsk-Ustka. Obecnie dawny budynek dworca kolejowego stanowi część zaplecza naprawy wagonów osobowych (Sekcja Napraw Wagonów Pomorskiego Zakładu Przewozów Regionalnych spółki Przewozy Regionalne).
Główny i od 1945 jedyny dworzec w mieście znajduje się przy ulicy Kołłątaja. Na Nadrzeczu znajdował się również przystanek Słupsk Przymieście, ale wraz z likwidacją, uruchomionej w sierpniu 1906, 38 km linii Słupsk – Budowo i rozebraniem (w 1945) toru na niemal całej długości linii, przystanek zlikwidowano. Na Ryczewie znajdował się przystanek Słupsk Ryczewo na liniach kolejowych Gdańsk Główny – Stargard Szczeciński oraz wybudowanej w 1935 Słupsk – Cecenowo, lecz w latach 80. XX wieku został zlikwidowany. Na przełomie lat 80 i 90 zbudowano nowy dworzec kolejowy. Obecnie w związku z rozbiórką dotychczasowego budynku dworca kolejowego oraz budową nowego, podróżni korzystają z tymczasowego dworca zlokalizowanego w biurowcu sąsiadującym z dotychczasowym dworcem. Prace mają się zakończyć do 2026 roku. W Słupsku znajduje się również przystanek kolejowy Słupsk Północny.

### Transport zbiorowy

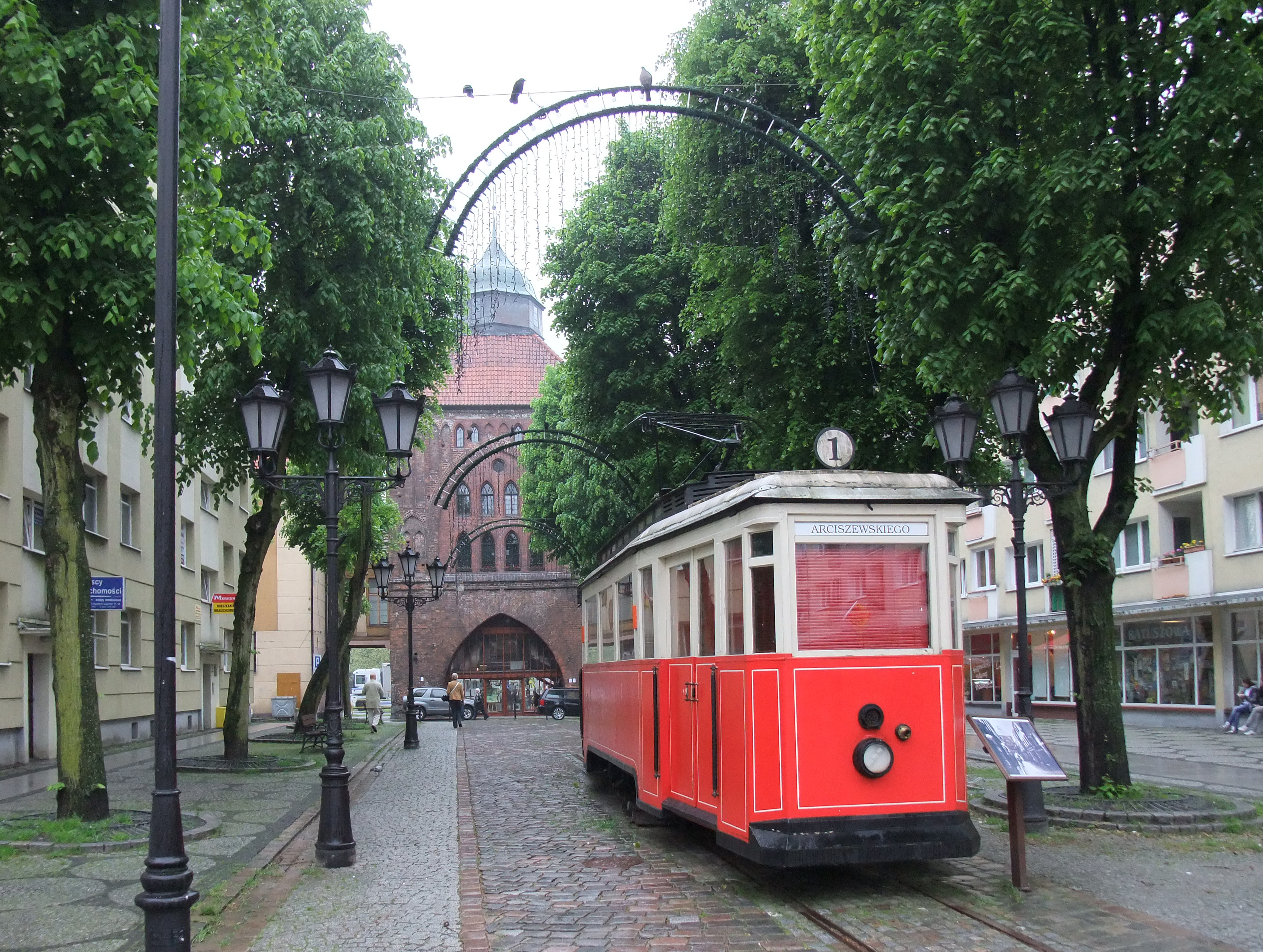
Zabytkowy tramwaj: w tle Nowa Brama, przez którą prowadziły tory

Organizacją komunikacji miejskiej zajmuje się Zarząd Infrastruktury Miejskiej z siedzibą w Słupsku, natomiast operatorem jest Miejski Zakład Komunikacji Sp. z o.o. w Słupsku z siedzibą w Kobylnicy, obsługujący 19 linii autobusowych. W latach 1910–1959 w Słupsku działała komunikacja tramwajowa. W latach 1985–1999 po mieście kursowały również trolejbusy.
Słupski PKS, Nord Express oraz Ramzes obsługują również trasy lokalne na obszarze powiatów: słupskiego, lęborskiego i sławieńskiego. Nowy węzeł transportowy, pełniący rolę dworca autobusowego, przy ul. Towarowej, został otwarty 23 września 2023 i został połączony tunelem pod dworcem kolejowym. Od 1 listopada 2023 wszystkie linie autobusowe słupskiego PKS, które odjeżdżały dotychczas z Dworca PKS przy ul. Kołłątaja 15, kursują z węzła przy ul. Towarowej.

### Transport lotniczy
W 2013 przy ul. Hubalczyków oddano do użytku sanitarne lądowisko.
Około 12 km na południe od Słupska znajduje się lotnisko Słupsk-Krępa, natomiast 18 km na zachód od miasta znajduje się lądowisko Słupsk-Pałowo.

## Kultura

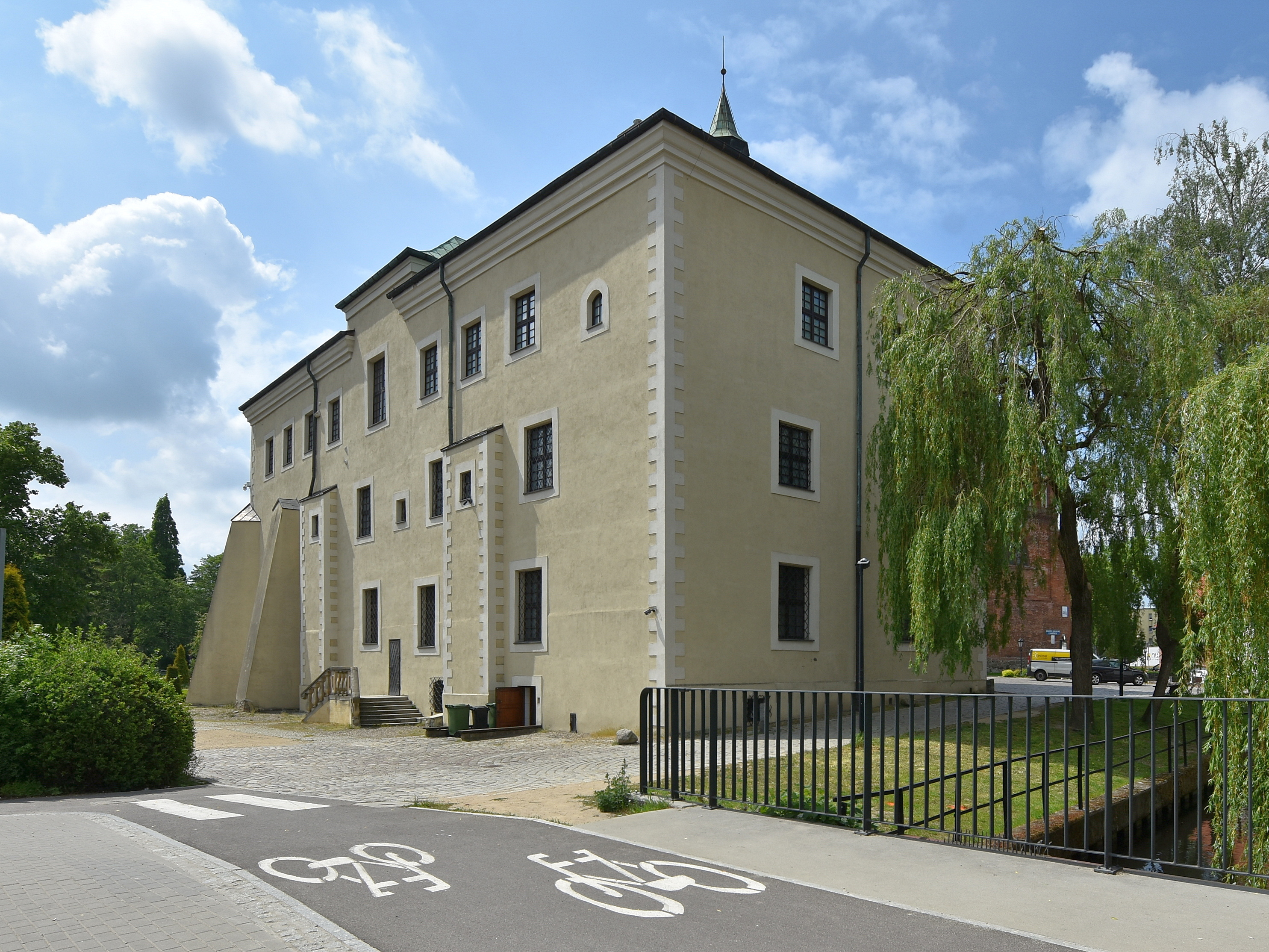
Zamek Książąt Pomorskich, siedziba Muzeum Pomorza Środkowego

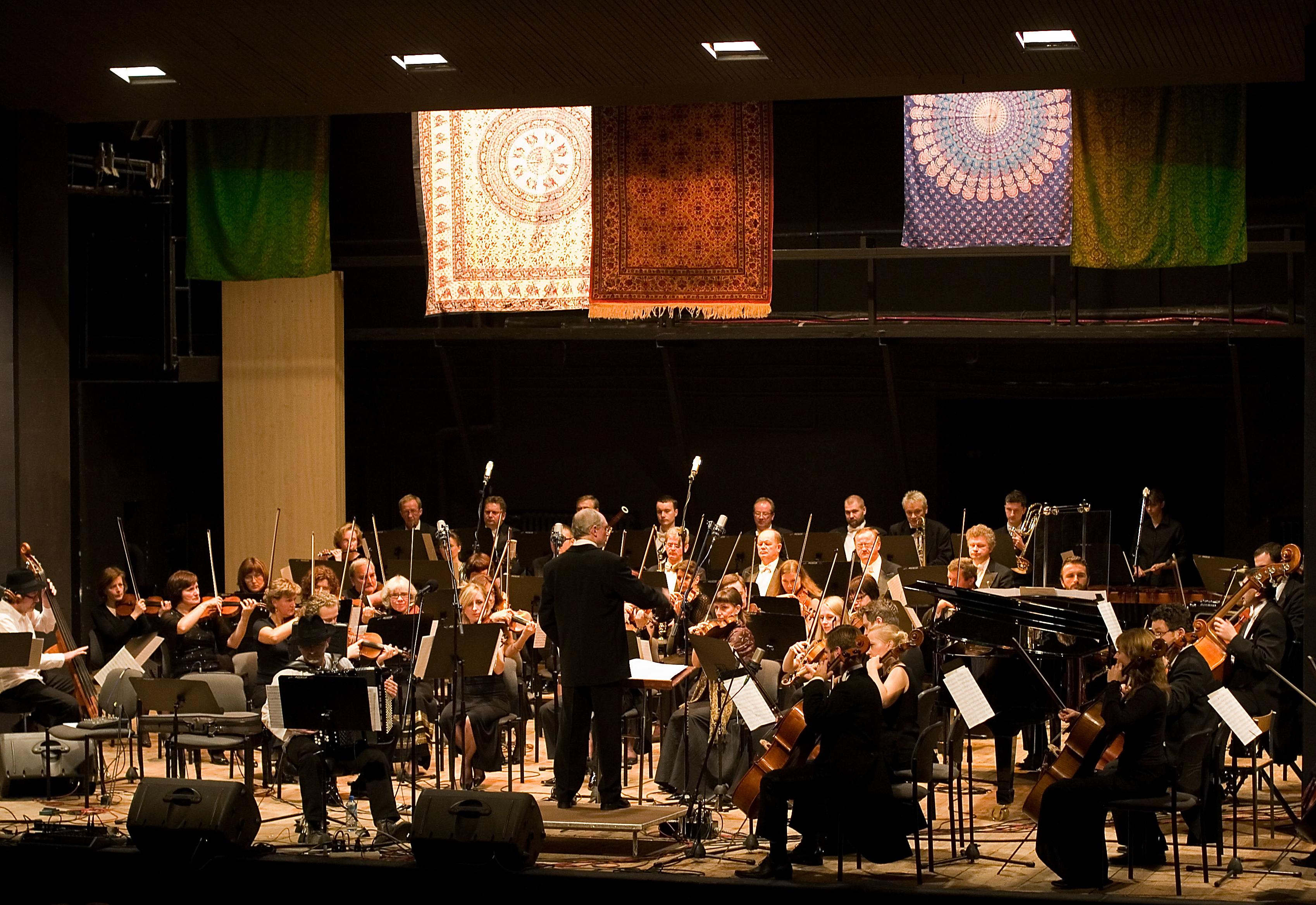
Filharmonia „Sinfonia Baltica”

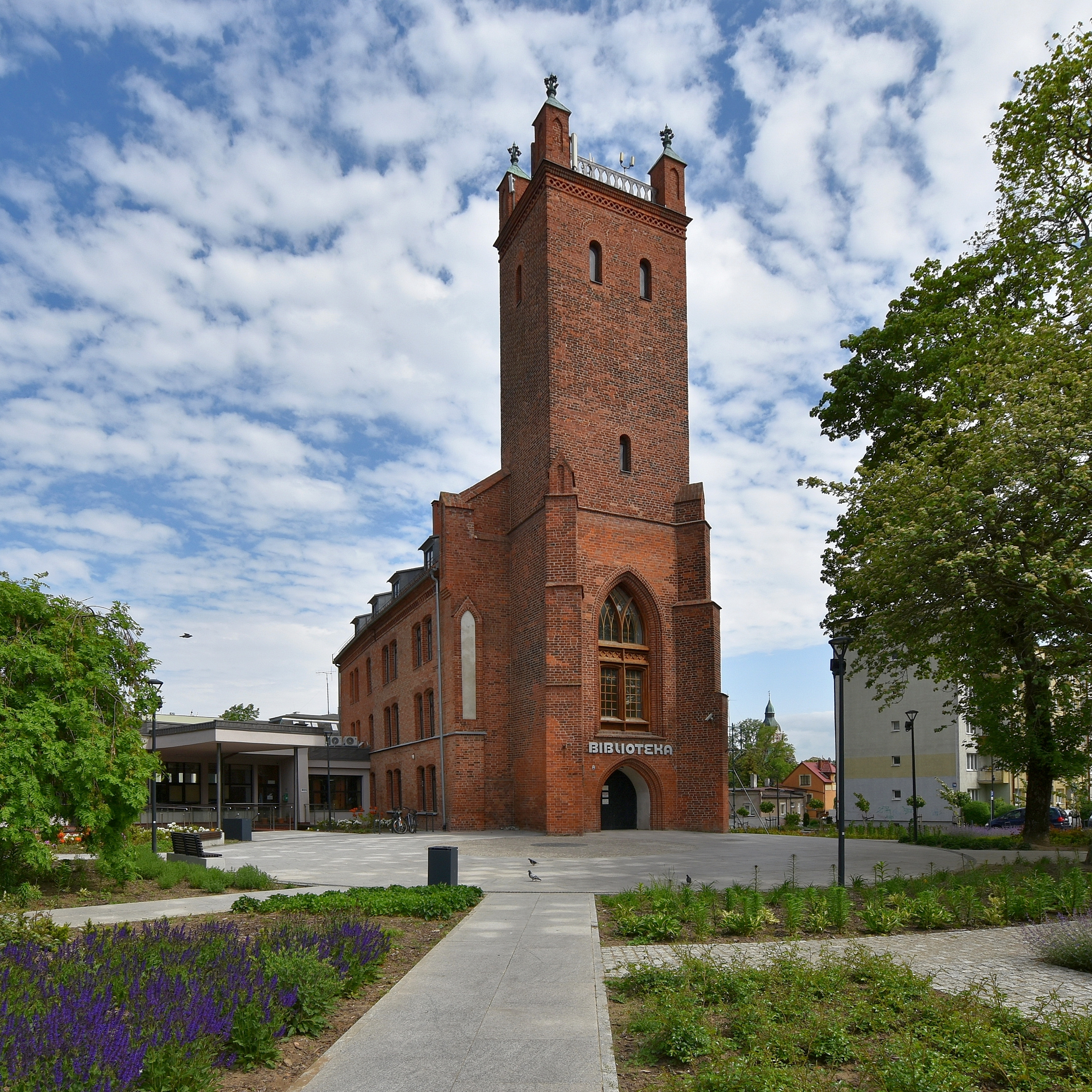
Dawny kościół św. Mikołaja, obecnie Miejska Biblioteka Publiczna

Słupsk jest ponadregionalnym ośrodkiem kultury. Odbywają się tam znane w kraju festiwale, jak np. Festiwal Pianistyki Polskiej, Komeda Jazz Festival, Jesienny Przeciąg Gitarowy, Konfrontacje Sztuki Kobiecej, Festiwal Kultury Wschodu „Mundus Orientalis”, Schaefferiada, Festiwal Młodych Talentów „Niemen Non Stop”. W mieście działa Polska Filharmonia Sinfonia Baltica oraz cztery teatry: Nowy Teatr im. Witkacego w Słupsku, Państwowy Teatr Lalki „Tęcza”, awangardowy Teatr „Rondo”, Teatr Władca Lalek.
W słupskim Zamku Książąt Pomorskich siedzibę ma Muzeum Pomorza Środkowego, które prezentuje zbiory dotyczące historii regionu, jak pochodzący z 1618 oryginał mapy Lubiniusa, cynowe sarkofagi Anny i Ernesta Bogusława von Croy, gobelin przedstawiający poczet książąt pomorskich (dzieło Heleny i Tadeusza Gałkowskich) i stałą wystawę sztuki pomorskiej („Sztuka Dawna Pomorza”). Muzeum Pomorza Środkowego posiada również sporą kolekcję prac Ottona Priebe oraz największy na świecie zbiór prac Witkacego. Często organizowane są też wystawy czasowe.
Sąsiedni Młyn Zamkowy, będący najstarszym zachowanym budynkiem przemysłowym w Polsce prezentuje wystawę stałą zatytułowaną „Rzeczywistość kulturowa Pomorza dawniej i dziś”. Ekspozycja ukazuje całokształt zmian i procesów kulturowych, jakie zachodziły na ziemiach zachodnich w ostatnim stuleciu.
W Spichlerzu Richtera, również części zespołu zamkowego, prezentowane są ekspozycje czasowe o zróżnicowanej tematyce.
W Słupsku niegdyś było pięć kin, w tym wybudowane w 1963 jako jedno z pierwszych w kraju z tzw. cineramą kino „Milenium” przy Starym Rynku. Kino „Rejs” funkcjonuje w Młodzieżowym Centrum Kultury przy ul. 3 Maja i kilkusalowy multipleks w Centrum Handlowym Jantar przy ul. Szczecińskiej.
W 2008 powstała w Słupsku Bałtycka Biblioteka Cyfrowa, która udostępnia w formie cyfrowej zbiory dotyczące miasta i regionu. Za projekt Bałtyckiej Biblioteki Cyfrowej w 2009 Miejska Biblioteka Publiczna w Słupsku zajęła III miejsce w finale konkursu Samorządowy Lider Zarządzania w kategorii kultura.

### Imprezy cykliczne[57]

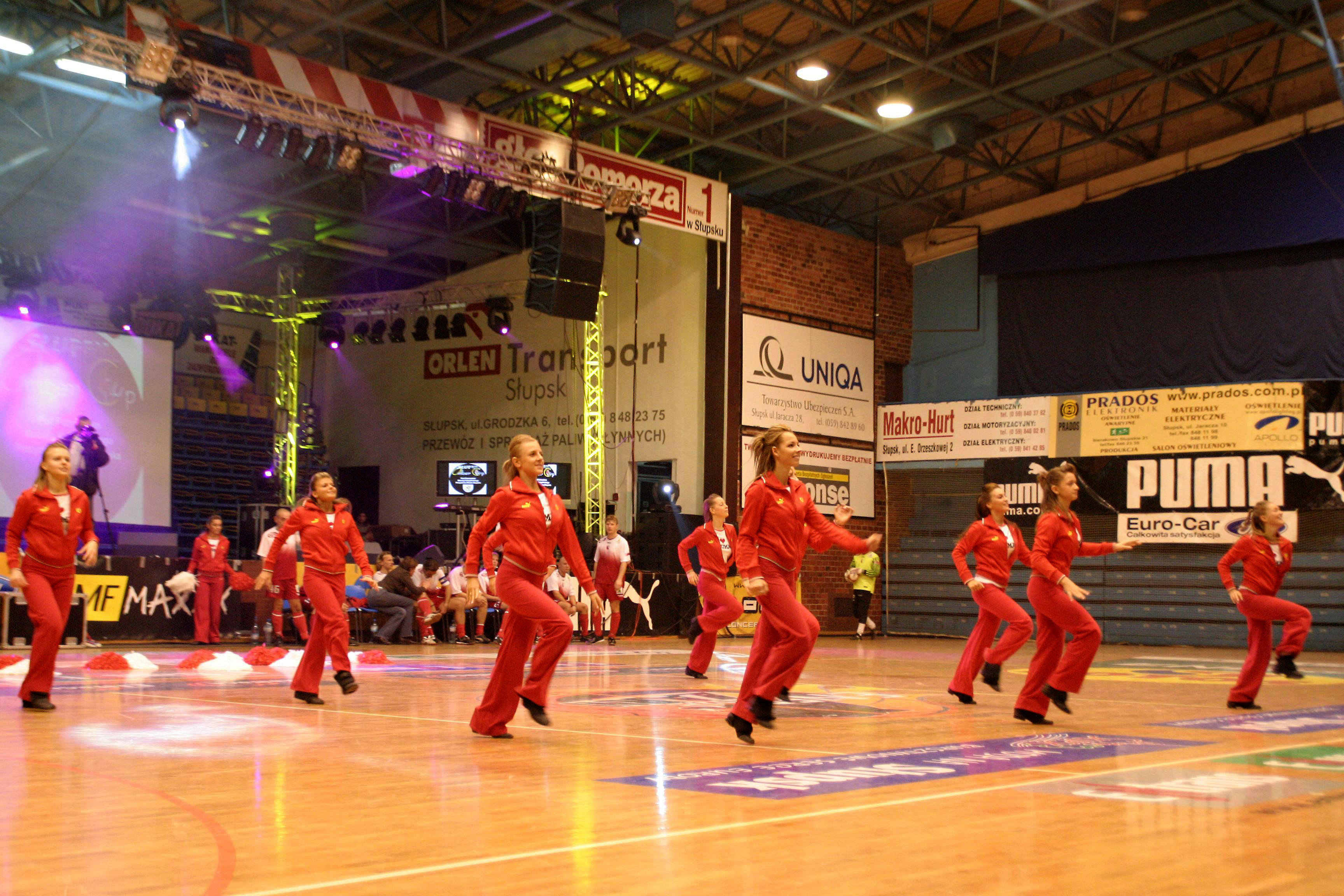
Amber Cup, odbywający się do 2012 r. w Słupsku

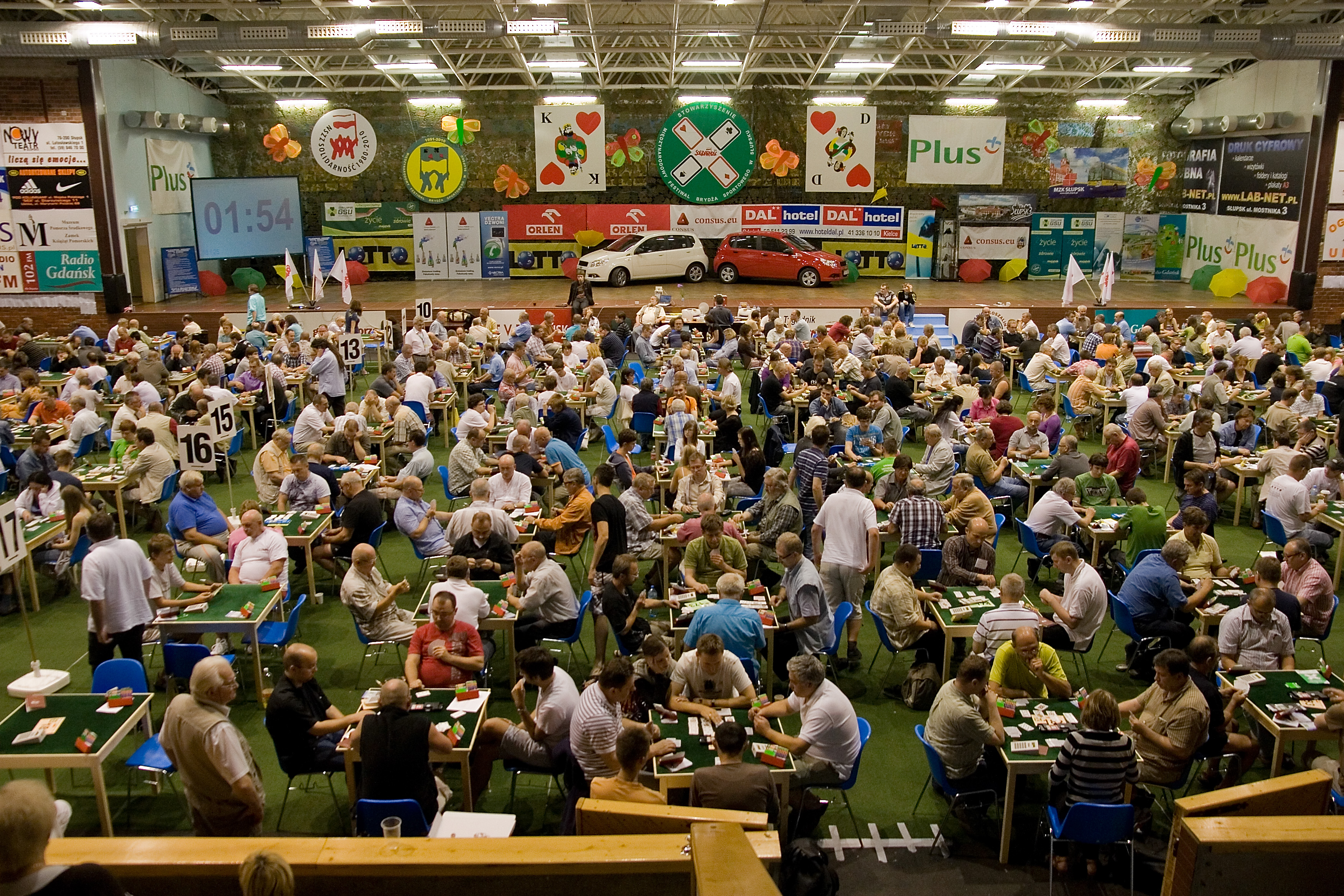
Słupsk, Festiwal Brydża Sportowego Solidarność

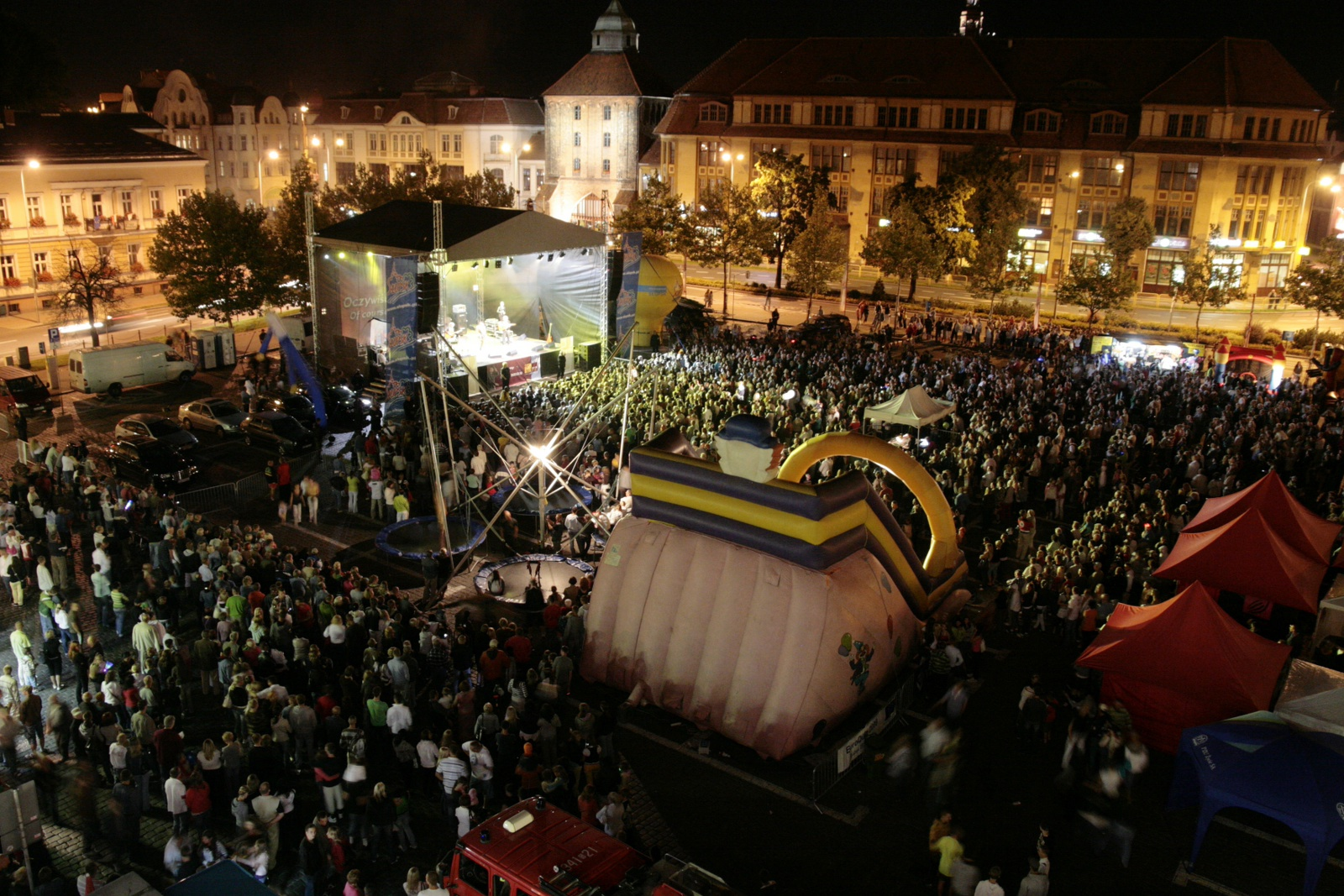
Słupsk, Święto Ryby

- Finał Wielkiej Orkiestry Świątecznej Pomocy (styczeń)
- Przegląd ,,Trzy Teatry” (Teatr Rondo, Nowy Teatr im. Witkacego, Teatr Lalki „Tęcza”) (marzec)
- Słupski Jarmark Wielkanocny (marzec/kwiecień)
- Festiwal Plastyki Teatrów Lalki i Formy (kwiecień)
- SALWA - Słupska Akcja Lokalnego Wystrzału Artystycznego (maj)
- Miejski Dzień Dziecka połączony z międzyszkolnymi regatami na słupskich bulwarach nad Słupią (czerwiec)
- Garden Party u Karola (czerwiec-lipiec-sierpień)
- Słupski Jarmark Wakacyjny (czerwiec-lipiec-sierpień-wrzesień)
- Urodziny Ratusza (lipiec)
- Festiwal Pianistyki Polskiej w Słupsku (wrzesień)
- Dni Kultury Żydowskiej (wrzesień)
- Międzynarodowy festiwal ,,Witkacy pod strzechy" (wrzesień)
- Komeda Jazz Festival (październik)
- Festiwal Miejsc Kobiet (listopad)
- Słupski Jarmark Bożonarodzeniowy (grudzień)

### Media
- Telewizja
  - Telewizja Kablowa Słupsk (Kanał 6)
  - Telewizja Słupsk (w sieci Vectra)
  - TVP3 Gdańsk – Redakcja w Słupsku
- Radio
  - Radio FaMa Słupsk
  - Radio Słupsk – redakcja terenowa Radia Koszalin
  - Radio Gdańsk – redakcja terenowa w Słupsku
  - RMF Maxxx Pomorze
- Prasa
  - Głos Pomorza – Dziennik Pomorza Środkowego
  - „Dziennik Słupski” – dodatek Dziennika Bałtyckiego
  - „Nasze Miasto” – bezpłatny dziennik Słupska i Ustki
  - „Moje Miasto” – bezpłatny dwutygodnik miejski
  - „Zbliżenia” – dwutygodnik regionalny
  - „Echo Słupska” – bezpłatny miesięcznik
  - „Teraz Słupsk” – bezpłatny tygodnik miejski
  - „Kurier Obywatelski” – bezpłatny miesięcznik społeczny
  - „Kurier Słupski” – bezpłatny tygodnik
- Portale Internetowe
  - gp24.pl[58] – serwis internetowy Głosu Pomorza
  - 10minut.tv[59] – serwis wiadomości lokalnych
  - nowyslupsk.pl[60] – lokalny serwis inspiracji
  - hej.slupsk.pl[61] - serwis z wiadomościami ze Słupska i regionu

## Administracja

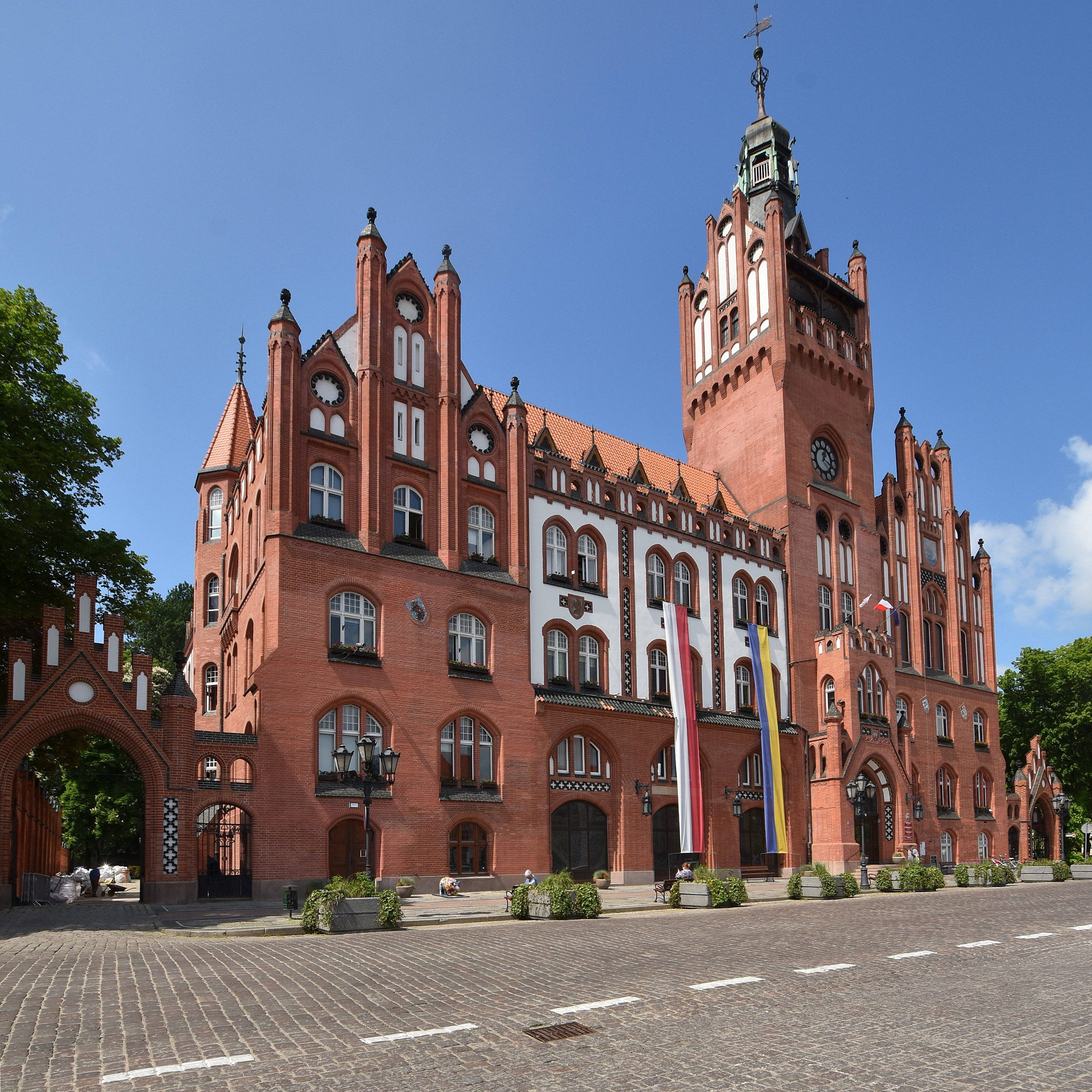
Ratusz Miejski

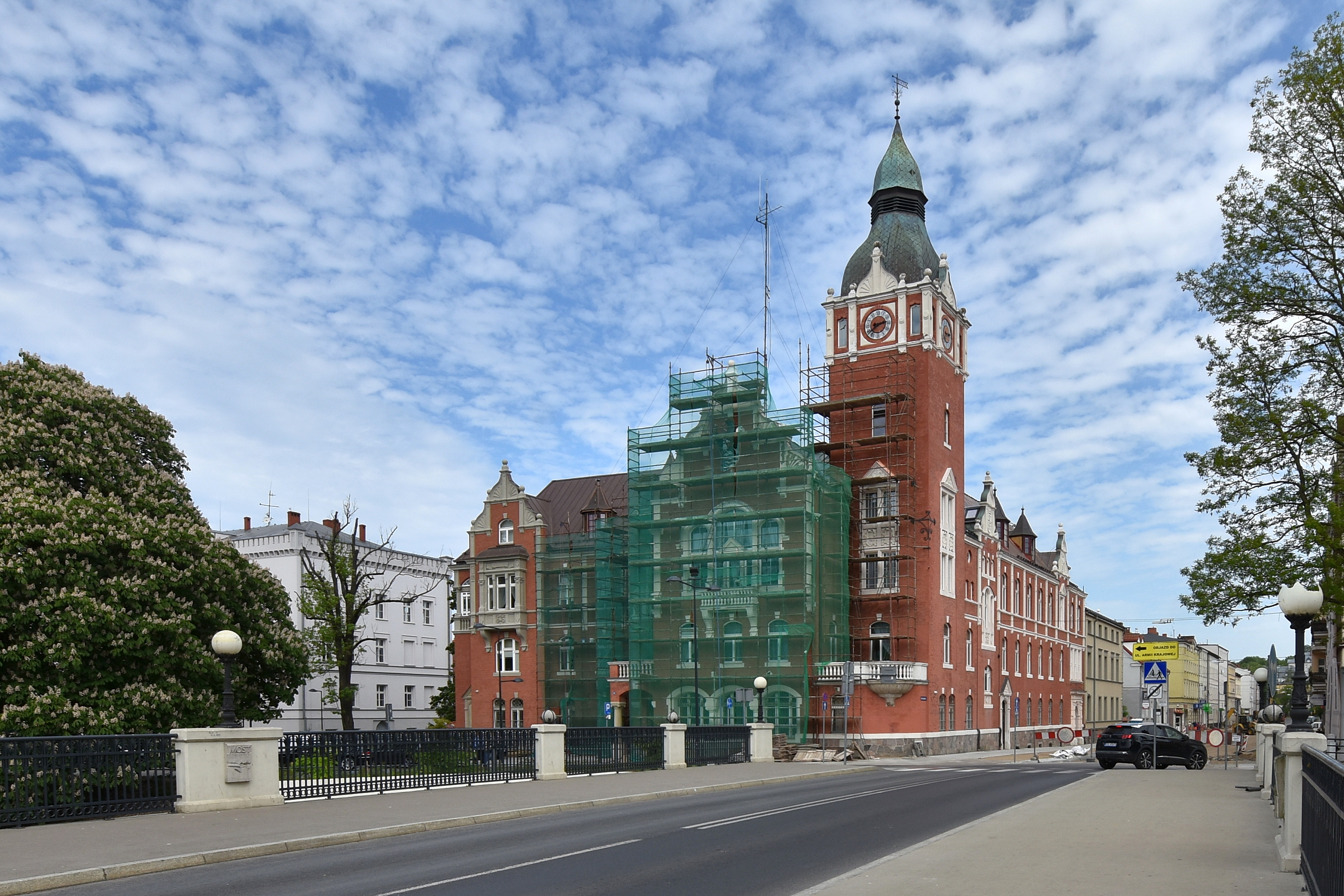
Starostwo Powiatowe

Słupsk jest miastem na prawach powiatu. Mieszkańcy wybierają do Rady Miejskiej w Słupsku 23 radnych. Organem wykonawczym władz jest Prezydent Miasta Słupska. Siedzibą władz miasta jest ratusz przy placu Zwycięstwa.
| Ugrupowanie                                     | Kadencja   | Kadencja | Kadencja | Kadencja   | Kadencja | Kadencja |
| Ugrupowanie                                     | 2002-06    | 2006-10  | 2010-14  | 2014-18    | 2018-23  | 2024-29  |
| ----------------------------------------------- | ---------- | -------- | -------- | ---------- | -------- | -------- |
| Sojusz Lewicy Demokratycznej                    | 9 (SLD-UP) | 4 (LiD)  | 3        | 1 (SLD LR) | –        | –        |
| Liga Polskich Rodzin                            | 4          | 1        | –        | –          | –        | –        |
| Słupskie Forum Prawa i Sprawiedliwości          | 2          | –        | –        | –          | –        | –        |
| Niezależna Inicjatywa Samorządowa „Nasz Słupsk” | 3          | –        | –        | –          | –        | –        |
| Słupskie Porozumienie Samorządowe               | 5          | 1        | –        | –          | –        | –        |
| Prawo i Sprawiedliwość                          | –          | 6        | 4        | 7          | 7        | 6        |
| Platforma Obywatelska                           | –          | 7        | 8        | 9          | 7 (KO)   | 9 (KO)   |
| KWW Macieja Kobylińskiego                       | –          | 4        | 4        | –          | –        | –        |
| KWW Krystyny Danileckiej-Wojewódzkiej           | –          | –        | 4        | –          | –        | –        |
| Słupskie Porozumienie Obywatelskie              | –          | –        | –        | 4          | –        | –        |
| KWW Roberta Biedronia                           | –          | –        | –        | 2          | –        | –        |
| KWW ,,Łączy nas Słupsk"                         | –          | –        | –        | –          | 9        | 6        |
| Słupsk Wspólnie                                 | –          | –        | –        | –          | –        | 2        |

## Dzielnice i osiedla Słupska

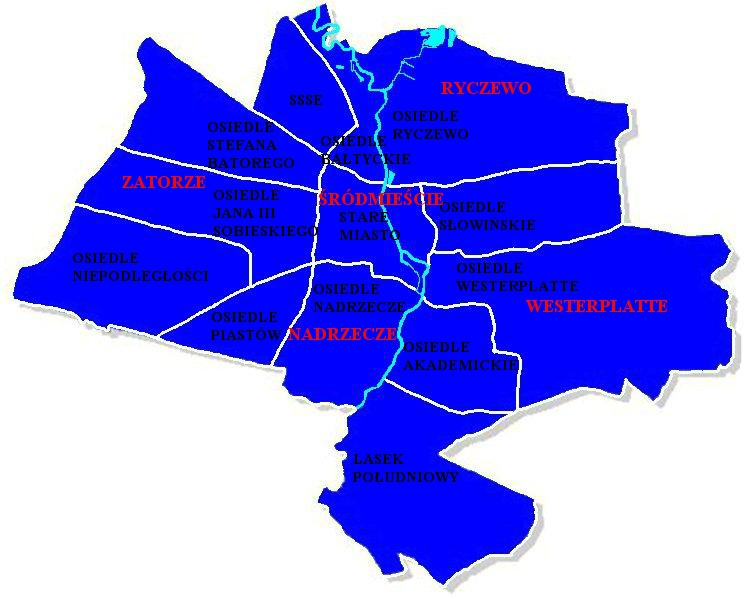
Dzielnice i osiedla miasta Słupska

W Słupsku nie wydzielono żadnych jednostek pomocniczych. Pomysł podzielenia miasta na 11 okręgów, w których miałyby powstać rady osiedli, został wysunięty w 2010 roku przez ówczesnego kandydata na objęcie stanowiska prezydenta miasta, Zbigniewa Konwińskiego, ale nie został zrealizowany. W opracowanym przez Urząd Miasta studium uwarunkowań i kierunków zagospodarowania przestrzennego miasto zostało podzielone na osiem stref polityki przestrzennej, grupujących zwyczajowe osiedla na podstawie danych ewidencyjnych i historycznych. Podział ten ukazuje tabela poniżej.
| Strefa                   | Tradycyjne osiedla                                                                                  |
| ------------------------ | --------------------------------------------------------------------------------------------------- |
| I „Śródmieście”          | Osiedle Bałtyckie (część południowa), Stare Miasto, Podgrodzie                                      |
| II „Północ”              | Osiedle Bałtyckie (część północna), Słupska Specjalna Strefa Ekonomiczna                            |
| III „Dolina Rzeki Słupi” | Lasek Południowy, niezurbanizowane tereny zielone w północnej części miasta                         |
| IV „Dolina Zieleńca”     | Osiedle Słowińskie, Ryczewo                                                                         |
| V                        | Dolina Stawów, Osiedle Akademickie, Westerplatte                                                    |
| VI „Nadrzecze”           | Nadrzecze                                                                                           |
| VII „Zatorze Południe”   | Osiedle Niepodległości, Osiedle Piastów, Osiedle Zachód (część południowa)                          |
| VIII „Zatorze Północ”    | Osiedle Króla Jana III Sobieskiego, Osiedle Króla Stefana Batorego, Osiedle Zachód (część północna) |

Dzielnice i osiedla Słupska
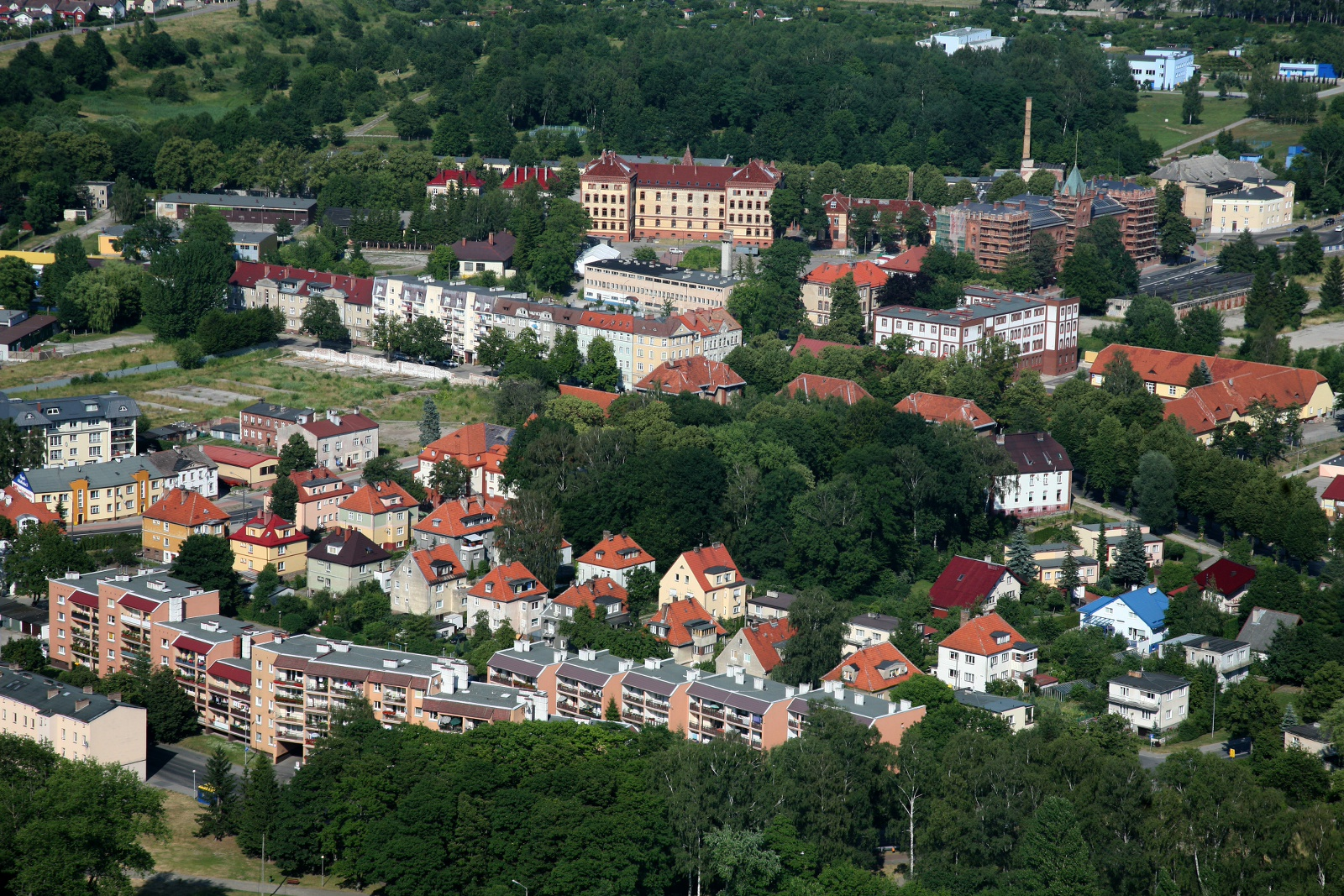
Westerplatte
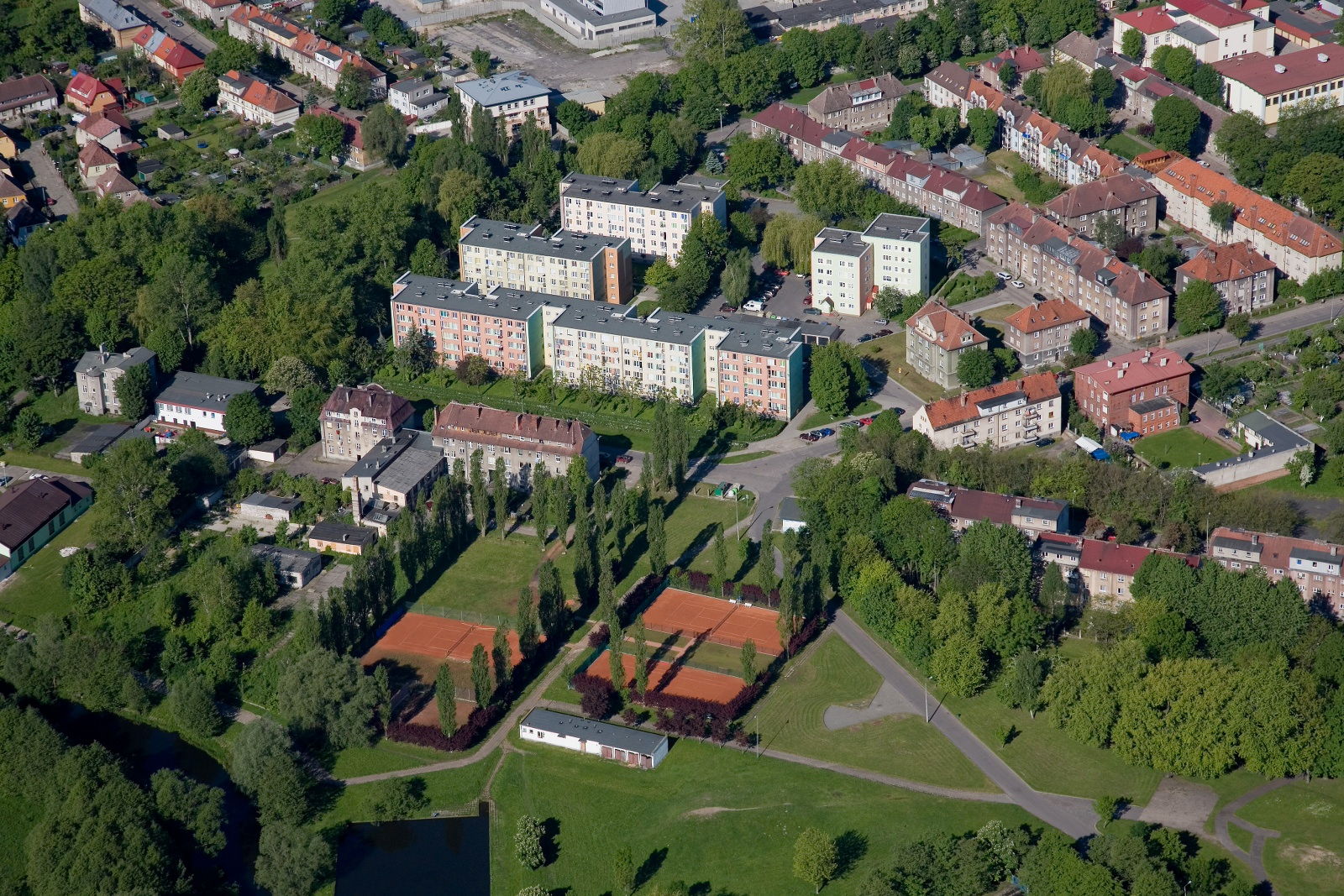
Nadrzecze
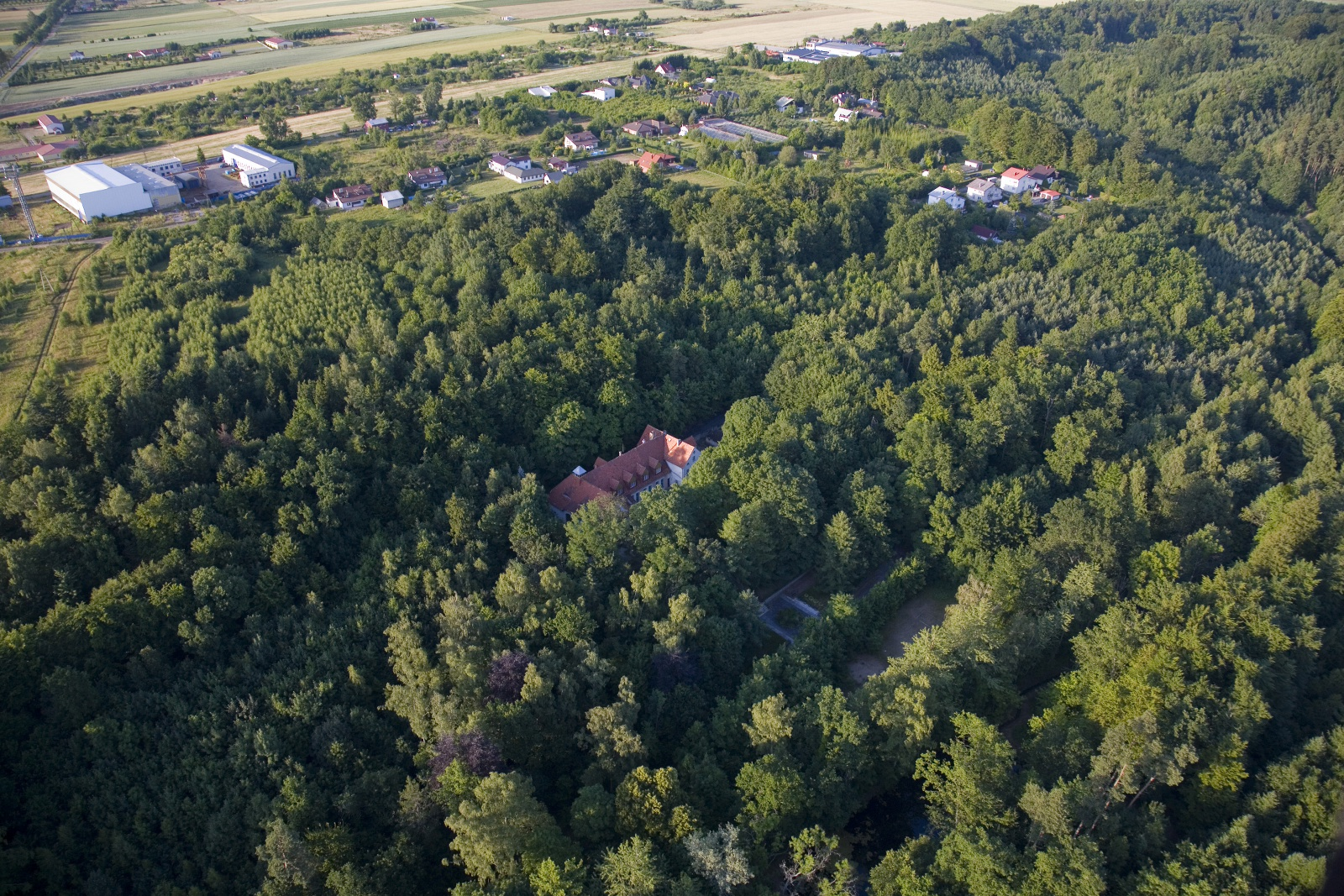
Ryczewo
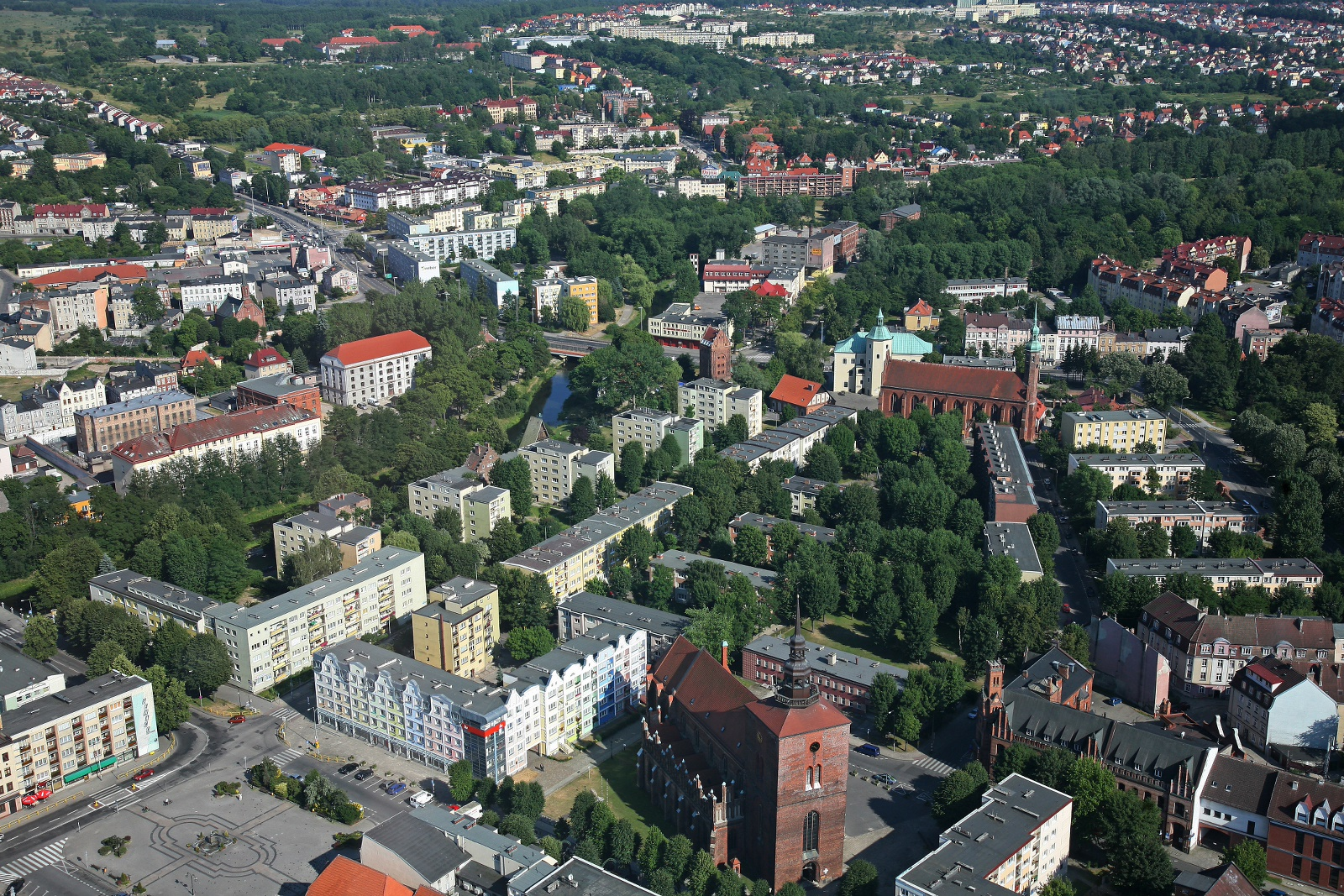
Śródmieście
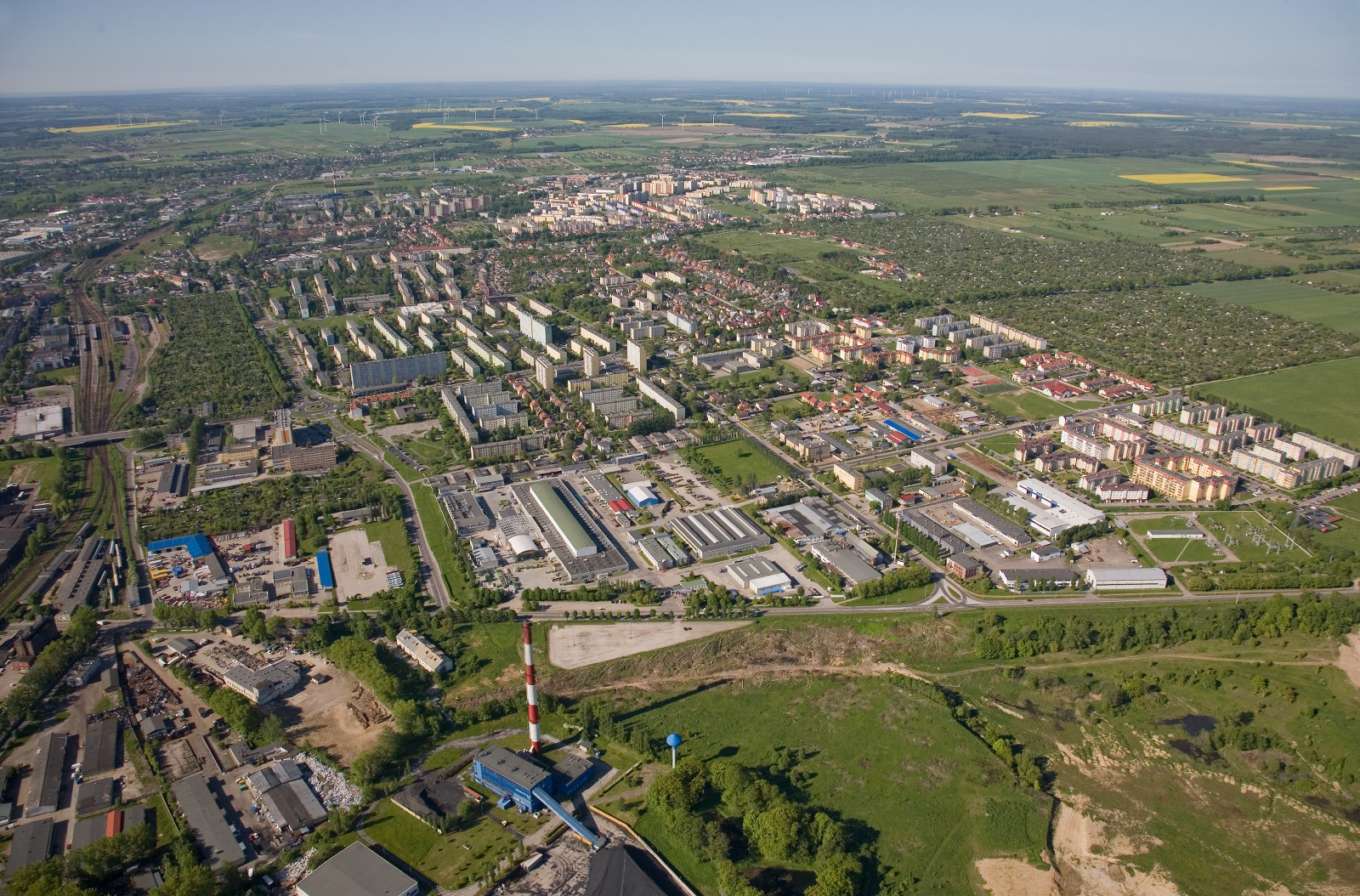
Zatorze
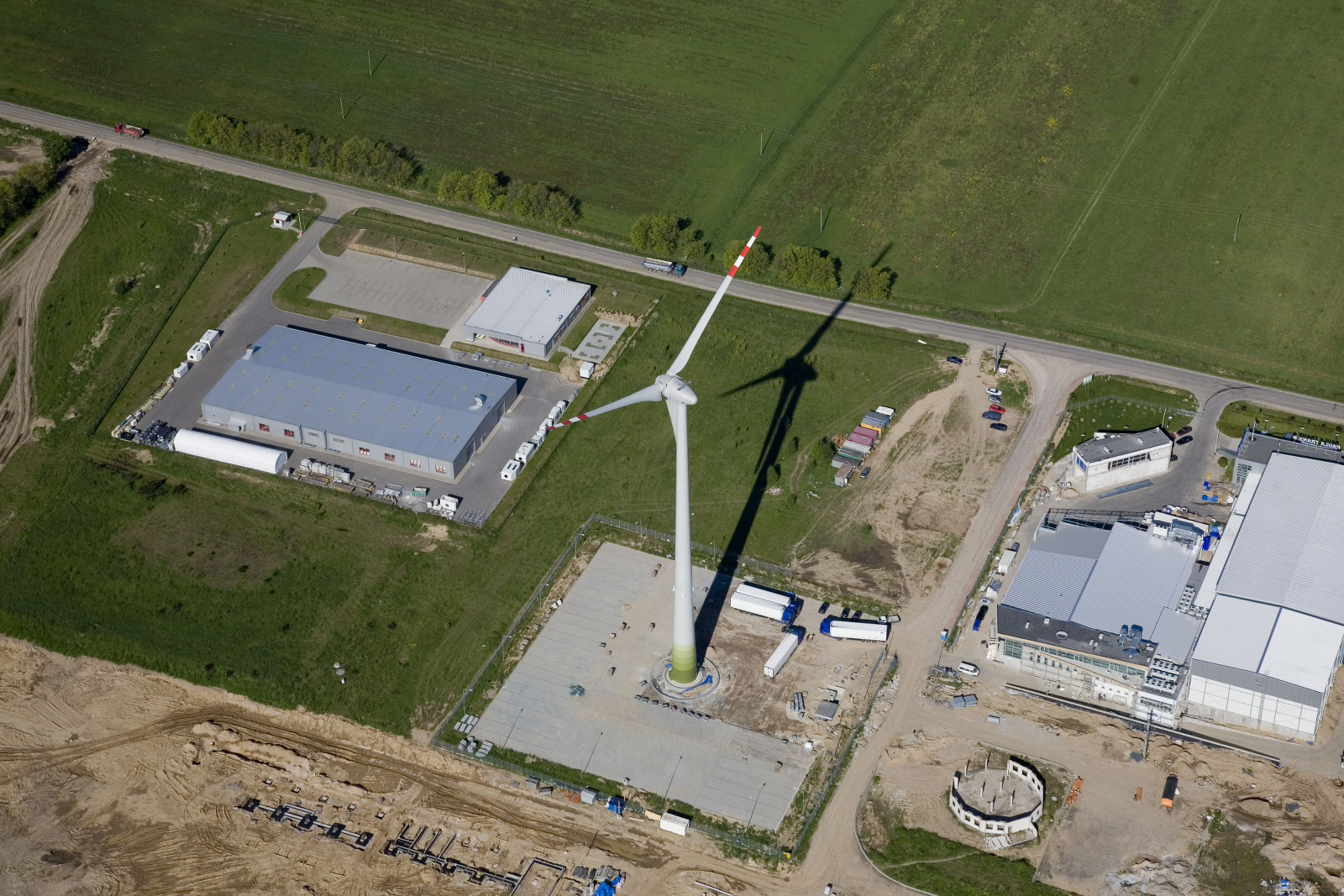
Słupska Specjalna Strefa Ekonomiczna
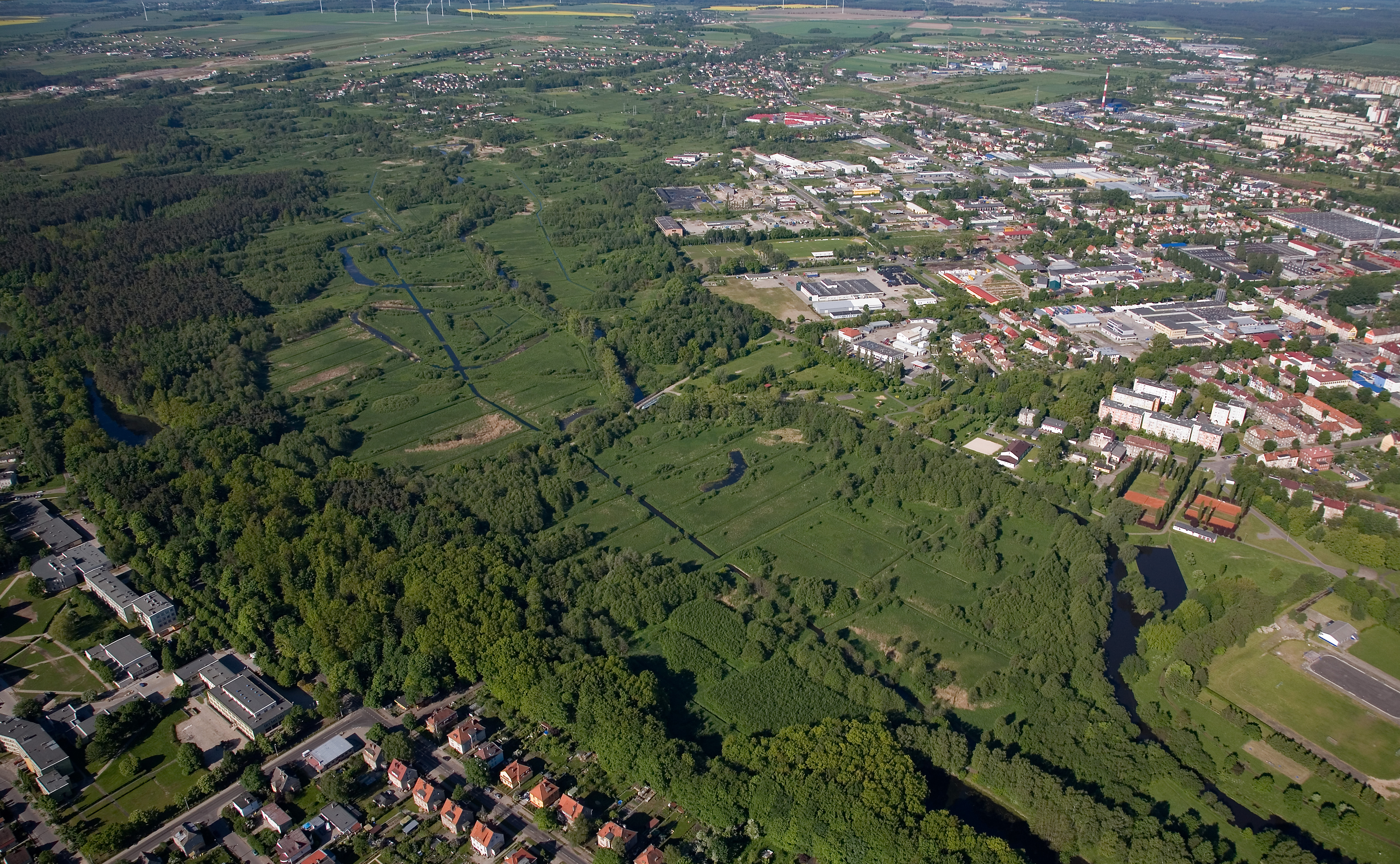
Dolina rzeki Słupi

Przed II wojną światową w skład powiatu grodzkiego Stolp wchodziło, oprócz samego miasta, dziesięć miejsc zamieszkanych (Wohnort): Abdeckerei, Am Dornbrink, Ausbau bei Gumbin, Chaussehaus bei Neumühl, Hildebrandtshof, Lohmühle, Sankt Georg, Schützenheim, Waldkater oraz Walkmühle – podział ten nie przetrwał jednak do współczesności, mimo ustalenia części nazw przez KUNM i ich utrzymywania się w latach powojennych.
29 grudnia 2021 Rada Miasta Słupska rozpoczęła procedurę przyłączenie do miasta siedmiu okolicznych miejscowości (całych lub w części): Bierkowo, Krępa Słupska, Płaszewko, Strzelino, Włynkówko, Siemianice i Swochowo-Niewierowo, co spotkało się z protestami zamieszkujących te miejscowości mieszkańców. Tereny, o które ubiegał się Słupsk, zajmowały prawie 60 km² i przynosiły w tym czasie ponad 8,3 mln zł wpływów z tytułu podatków od nieruchomości oraz 9,4 mln zł z tytułu podatku dochodowego od osób fizycznych. Ostatecznie, od 1 stycznia 2023 Słupsk powiększył się o 9,56 km² niezamieszkałych części sołectw Bierkowo, Strzelino oraz teren inwestycyjny w Płaszewku, czyli o 22%.
W prowadzonej przez Główny Urząd Statystyczny bazie SIMC, będącej częścią rejesru TERYT, wyróżniona jest tylko jedna część miasta: Ryczewo. Urząd Miejski w Słupsku wnioskował o formalne zniesienie tej nazwy.

## Współpraca międzynarodowa
Słupsk ściśle współpracuje z nadmorskim miastem Ustka m.in. tworząc dwumiasto. Słupsk jest członkiem:
- Związku Miast Polskich,
- Nowej Hanzy (od 2007 Słupsk jest koordynatorem działań Związku Hanzy w Polsce i reprezentuje pozostałe miasta polskie w Związku),
- Związku Miast Bałtyckich,
- Związku Powiatów Polskich,
- Energy Cities,
- Związku Miast i Gmin Dorzecza Rzeki Słupi i Łupawy.

Miasto jest siedzibą władz powiatu słupskiego oraz gminy Redzikowo. Znajduje się tu także Urząd Morski w Słupsku oraz zamiejscowy oddział Urzędu Marszałkowskiego Województwa Pomorskiego.

### Miasta partnerskie
| Miasto      | Kraj            | Data podpisania umowy |
| ----------- | --------------- | --------------------- |
| Bari        | Włochy          | 22 VII 1989           |
| Buchara     | Uzbekistan      | 8 IV 1994             |
| Carlisle    | Wielka Brytania | 3 IV 1987             |
| Cartaxo     | Portugalia      | 25 IX 2007            |
| Flensburg   | Niemcy          | 1 VI 1988             |
| Fredrikstad | Norwegia        | 11 X 2012             |
| Ustka       | Polska          | 13 VII 2003           |
| Vantaa      | Finlandia       | 8 VI 1987             |
| Vordingborg | Dania           | 13 V 1994             |

#### Dwumiasto Słupsk i Ustka

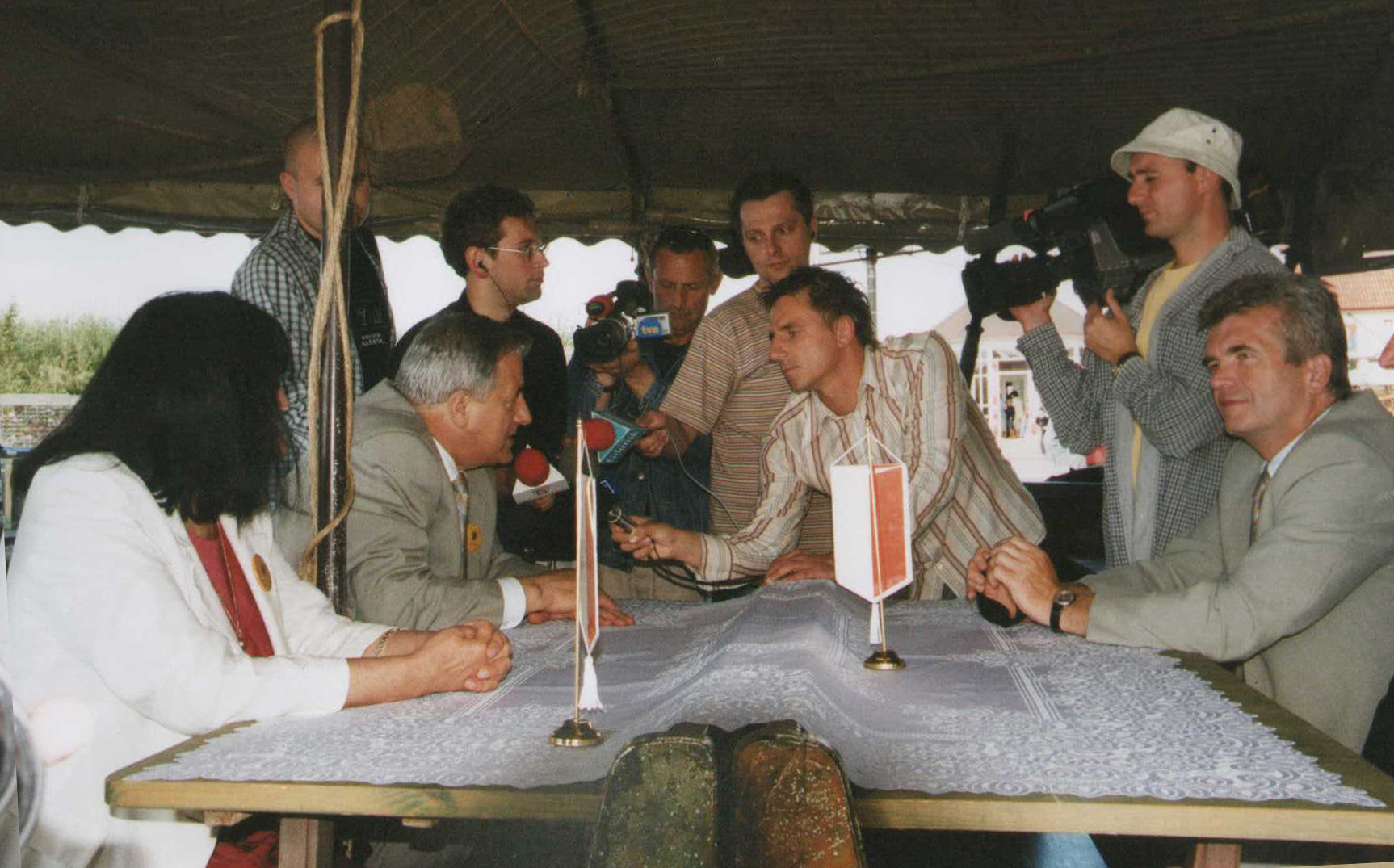
Podpisanie umowy partnerskiej Dwumiasta – Słupska i Ustki w 2003

13 lipca 2003 została podpisana deklaracja o współpracy w ramach Dwumiasta między władzami Słupska i Ustki. Sam akt podpisany został na statku płynącym w pobliżu Ustki. Umowa została podpisana przez prezydenta Słupska Macieja Kobylińskiego i burmistrza Ustki Jacka Graczyka. Deklaracja o współpracy w ramach Dwumiasta została podpisana w celu wspólnej promocji i rozwoju obu miast, tak aby ich oferta mogłaby się nawzajem uzupełniać i kompleksowo spełniać oczekiwania turystów.
Słupsk i Ustka bliżej siebie. Razem będą silniejsi – pod tym hasłem została podpisana deklaracja.

#### Trójporozumienie
Najlepiej rozwinęła się formuła współpracy trzech miast europejskich, tj. współpraca trójstronna Carlisle – Flensburg – Słupsk. W ramach tzw. Trójporozumienia, tj. umowy podpisanej 28 czerwca 1988 we Flensburgu, realizuje się polityka współpracy między stowarzyszeniami, grupami młodzieży, artystami, mieszkańcami i równie ściśle między władzami miejskimi i radnymi.
Przykłady współpracy: Każdego roku, w cyklu trzyletnim, spotykają się przedstawiciele władz miejskich trzech zaprzyjaźnionych miast, wymieniając doświadczenia i wytyczając programy dalszej współpracy. Również w sposób rotacyjny realizowana jest wymiana młodzieży. Corocznie odbywające się Trójstronne Spotkanie Miast Partnerskich Carlisle – Flensburg – Słupsk. Goście spotykają się z władzami Słupska i młodzieżą biorącą udział w dorocznej wymianie. Omawianych jest wiele inicjatyw m.in.:
- wspólne ubieganie się o środki unijne na niwelowaniu różnic rozwojowych,
- wymiana doświadczeń z zakresu gospodarki komunalnej i ochrony środowiska, spraw społecznych,
- rozwijanie wymiany kulturalnej i sztuki,

Efektem współpracy partnerskiej w 2007 między Flensburgiem a Słupskiem była wystawa fotograficzna ukazująca Flensburg i okolice przygotowana przez Landschaftsmuseum-Angeln, a także spotkanie architektów polskich i niemieckich we Flensburgu w dniach 8–11 listopada 2007. Omówiono zagadnienia gospodarki przestrzennej i metody zachowania dziedzictwa kulturowego w architekturze.

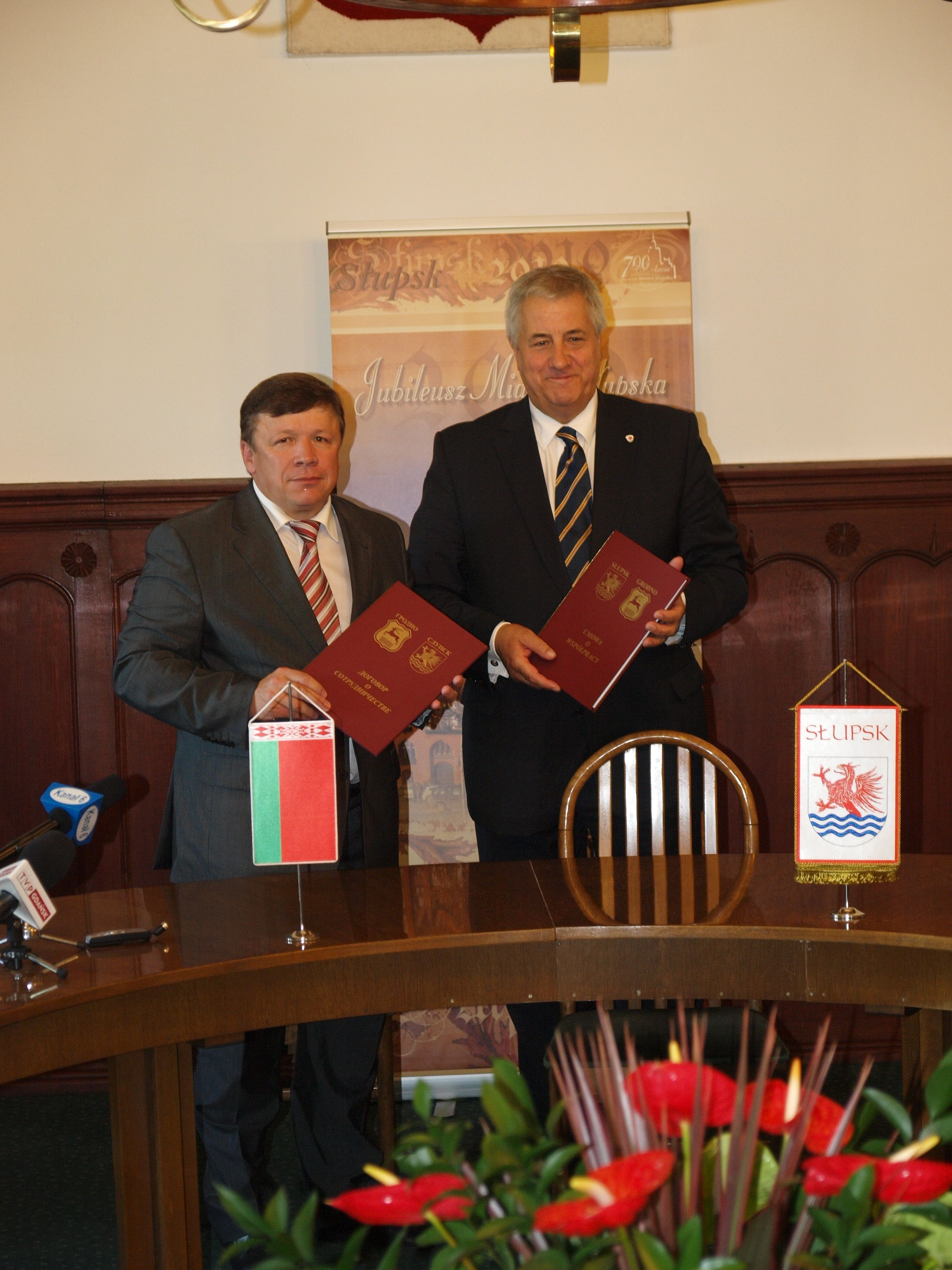
Podpisanie umowy partnerskiej Słupska i Grodna

Artyści z miast partnerskich wzięli udział w organizowanym przez Miasto Słupsk Międzynarodowym Plenerze Rzeźbiarskim. Tematem pleneru był Słupski Niedźwiadek Szczęścia. Tworzywem rzeźbiarzy było drewno. W ciągu dwóch tygodni powstały prace, które rozmieszczone zostały w 2007 na ulicach Słupska. Kolejny plener malarski przeprowadzony został we wrześniu 2007.

#### Umowa z Grodnem
Porozumienie z Grodnem zostało zawarte 30 lipca 2010. Umowa zakłada, że oba miasta dążyć będą do tego, aby działały na rzecz tworzenia korzystnego klimatu dla rozwoju stosunków między Rzecząpospolitą Polską a Republiką Białorusi. Współpraca ma być realizowana na wielu płaszczyznach, m.in.: społecznej, gospodarczej i kulturalnej. Słupsk od wielu lat współpracuje z Grodnem. Owocem tej współpracy jest aktywna działalność prowadzona od ponad 20 lat przez władze Słupska przy współpracy z Towarzystwem Przyjaciół Wilna i Grodna w Słupsku, które było inicjatorem zawarcia umowy partnerskiej między Słupskiem a Grodnem.
Rada Miejska w Słupsku w 28 kwietnia 2010 podjęła uchwałę w sprawie podpisania przez miasto umowy partnerskiej z Grodnem.
W związku z Inwazją Rosji na Ukrainę, rozpoczętą 24 lutego 2022 roku, Rada Miejska Słupska 2 marca 2022 roku, na specjalnie w tym celu zwołanej sesji, podjęła uchwałę w sprawie zakończenia współpracy z Grodnem, a także z rosyjskim Archangielskiem.

## Słupsk jako garnizon wojskowy

### Jednostki stacjonujące przed 1939
- 5 Pułk Huzarów – od 1744; jednostka przeniesiona z Köpenick

### Jednostki stacjonujące po 1945
- 28 Pułk Lotnictwa Myśliwskiego (rozwiązana);
- 19 Lotnicza Eskadra Holownicza (rozwiązana);
- 7 Pomorska Brygada Obrony Wybrzeża
- W Redzikowie zlokalizowana jest amerykańska baza pocisków antyrakietowych GBI jako fragmentu tzw. „tarczy antyrakietowej”.

## Wspólnoty wyznaniowe
Na terenie Słupska działalność religijną prowadzą następujące Kościoły i związki wyznaniowe:

### Buddyzm
- Buddyjski Związek Diamentowej Drogi Linii Karma Kagyu:
  - ośrodek w Słupsku[82]

### Katolicyzm
- Kościół greckokatolicki:
  - parafia św. Jana Chrzciciela[83]
- Kościół rzymskokatolicki:
  - parafia św. Faustyny[84]
  - parafia św. Jacka[85]
  - parafia św. Jana Kantego[86]
  - parafia św. Józefa Oblubieńca Najświętszej Maryi Panny[87]
  - parafia św. Maksymiliana Marii Kolbego[88]
  - parafia Najświętszego Serca Jezusowego[89]
  - parafia Najświętszej Maryi Panny Królowej Różańca Świętego[90]
  - parafia Świętej Rodziny[91]
  - parafia wojskowa św. Pawła Apostoła[92]
- Bractwo Kapłańskie Świętego Piusa X:
  - misja w Słupsku[93]

### Prawosławie
- Polski Autokefaliczny Kościół Prawosławny:
  - parafia Świętych Apostołów Piotra i Pawła[94]

### Protestantyzm
- Kościół Adwentystów Dnia Siódmego w RP:
  - zbór w Słupsku[95]
- Kościół Boży w Chrystusie:
  - Centrum Chrześcijańskie „Rzeki Wody Żywej”[96]
- Kościół Ewangelicko-Augsburski w RP:
  - parafia w Słupsku[97]
- Kościół Ewangelicko-Metodystyczny:
  - parafia w Słupsku[98]
- Kościół Wolnych Chrześcijan w RP:
  - zbór w Słupsku[99]
- Kościół Zielonoświątkowy w RP:
  - Kościół „Serce Miasta”[100]
- Mesjańskie Zbory Boże (Dnia Siódmego):
  - punkt misyjny w Słupsku[101]
- Ruch Williama Branhama:
  - Zbór Biblijnie Wierzących Chrześcijan w Słupsku[102]

### Restoracjonizm
- Świadkowie Jehowy:
  - 8 zborów: Osiedla Zachodnie, Rosyjski, Stare Miasto (w tym grupa ukraińskojęzyczna), Wschód, Południe, Zatorze Północ (w tym grupa hiszpańskojęzyczna); Dębnica Kaszubska; Smołdzino – Sala Królestwa: Słupsk, ul. Lutosławskiego 2[103].

## Sport
W mieście działa kilkadziesiąt klubów sportowych. Obecnie najbardziej znanym w Polsce zespołem ze Słupska jest klub Energa Icon Sea Czarni Słupsk (koszykówka mężczyzn), od wielu lat występujący w najwyższej klasie rozgrywkowej. Jednym z najbardziej rozpoznawalnych klubów sportowych jest III-ligowy Gryf Słupsk (piłka nożna). W piłce ręcznej, zespół Słupia Słupsk koncentruje się na rozwijaniu młodzieżowych talentów. W lekkoatletyce, klub AML Słupsk jest jednym z najważniejszych szkolących młodzież w Polsce - jego zawodnicy zdobywają wiele medali Mistrzostw Polski i Mistrzostw Europy.
W mieście działają też SKB Czarni Słupsk i siatkarki Energi Czarnych Słupsk, spadkobiercy tradycji Czarnych Słupsk, którzy dawniej odnosili wielkie sukcesy w boksie i siatkówce kobiet (pięciokrotne mistrzynie Polski). Istniała także sekcja piłki nożnej Czarnych Słupsk, która m.in. grała na poziomie III-ligowym. Słupsk może się pochwalić także osiągnięciami w pływaniu, boksie oraz sportach walki, które zyskują na popularności wśród młodzieży. W mieście działają także różnorodne sekcje sportowe, w tym w badmintonie, akrobatyce, żeglarstwie i szachach.
W mieście odbywają się zawody rangi międzynarodowej i ogólnopolskiej. Od lat w Słupsku odbywa się Międzynarodowy Festiwal Brydża Sportowego „Solidarność”. W 2007 Słupsk był organizatorem XIII Światowych Igrzysk Polonijnych, a w 2011 po raz 5. odbyły się mistrzostwa Polski w badmintonie

### Kluby sportowe[104]

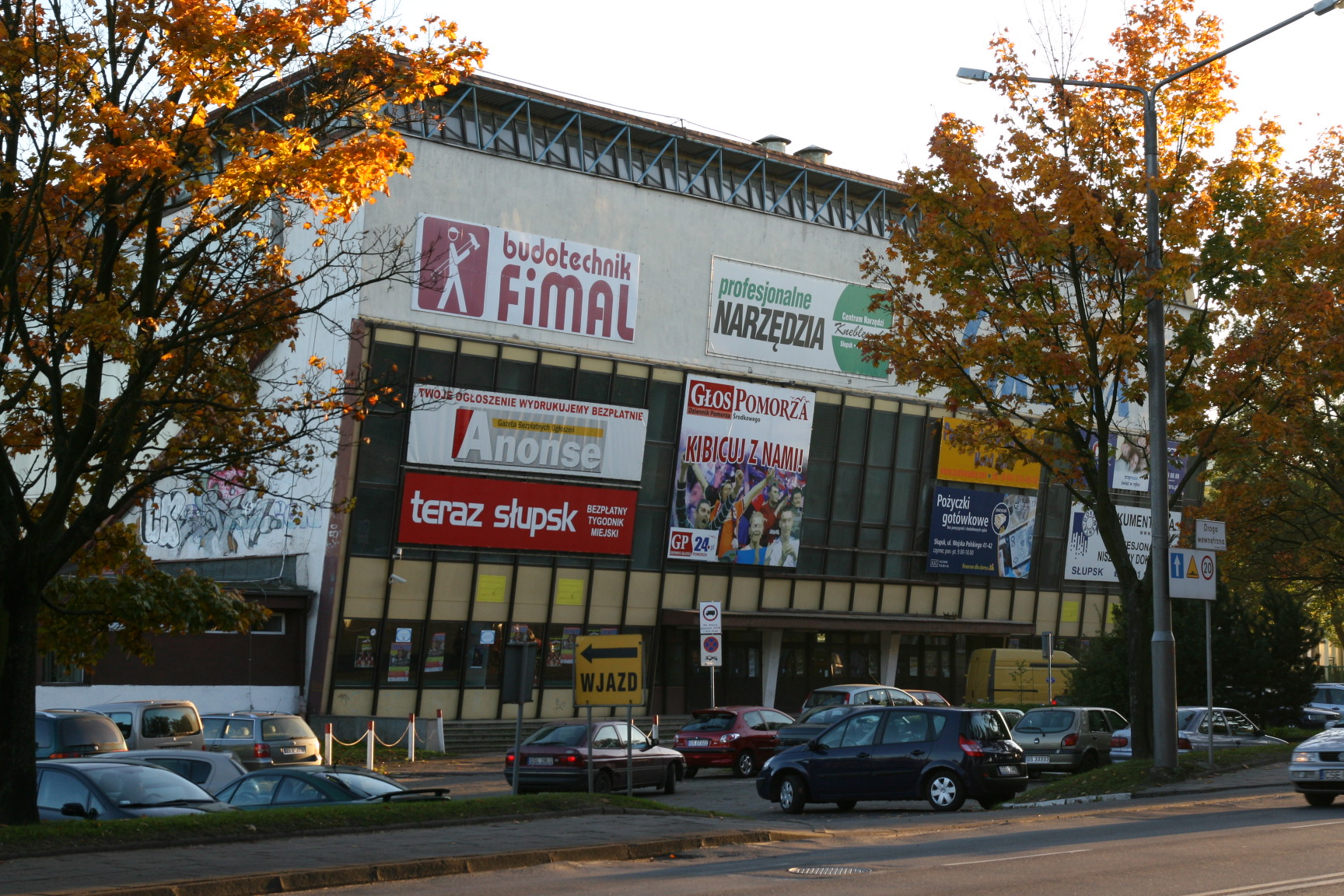
Hala Gryfia, ul. Szczecińska

| - KS Gryf Słupsk – piłka nożna - KS Victoria Słupsk – piłka nożna - TS Team Słupsk Adkonis – piłka nożna plażowa - Salos Słupsk – piłka nożna, koszykówka, tenis stołowy - STK Czarni Słupsk – koszykówka - Słupia Słupsk – piłka ręczna - Energa Czarni Słupsk – siatkówka kobiet - AML Słupsk - lekkoatletyka - Shark Team - ratownictwo wodne - MMAtaleo Słupsk - MMA - MMA Czarni - MMA - AkroPasja Słupsk - gimnastyka sportowa - Pro Sport Słupsk - żeglarstwo | - Słupska Akademia Szachowa - szachy - Serpentes Słupsk - brazylijskie jiu-jitsu - Badminton School – badminton - winiszewski.com – taekwon-do ITF - Klub Strzelecki Gryf Słupski – strzelectwo sportowe - Klub Inwalidów Wzroku Zryw Słupsk – strzelectwo, bowling - SKB Czarni Słupsk – boks - Aeroklub Słupski – lotnictwo sportowe, szkolenie szybowcowe - Paktan Słupsk – taniec towarzyski - TopToys - taniec sportowy - Skalar Słupsk – pływanie - TS Judo Gryf Słupsk – judo |

### Obiekty sportowe w Słupsku
- Centra sportowe

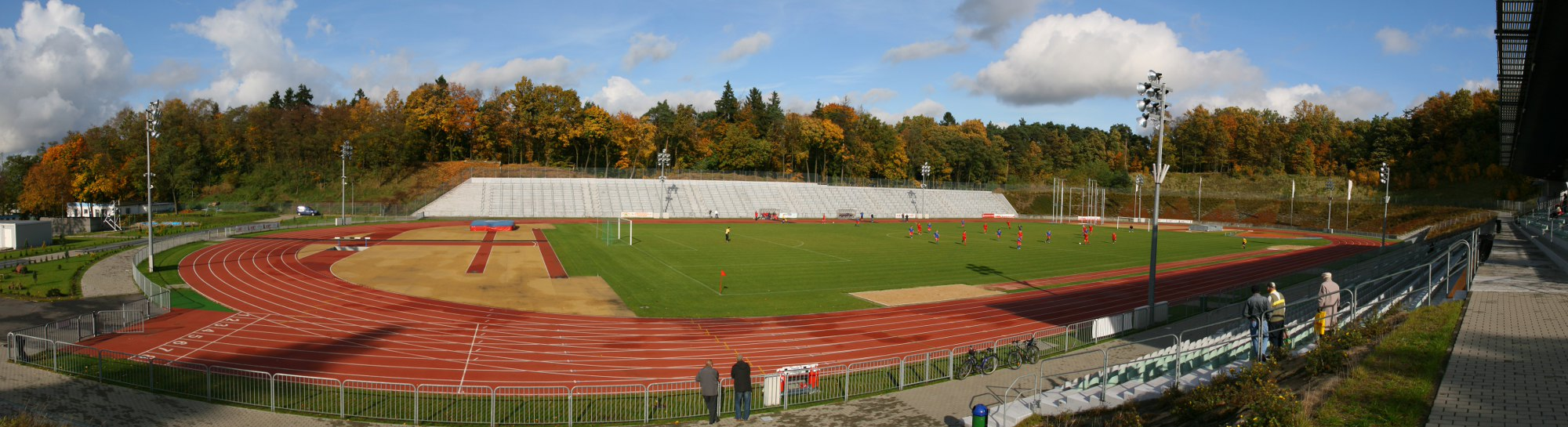
Stadion 650-lecia, ul. Madalińskiego

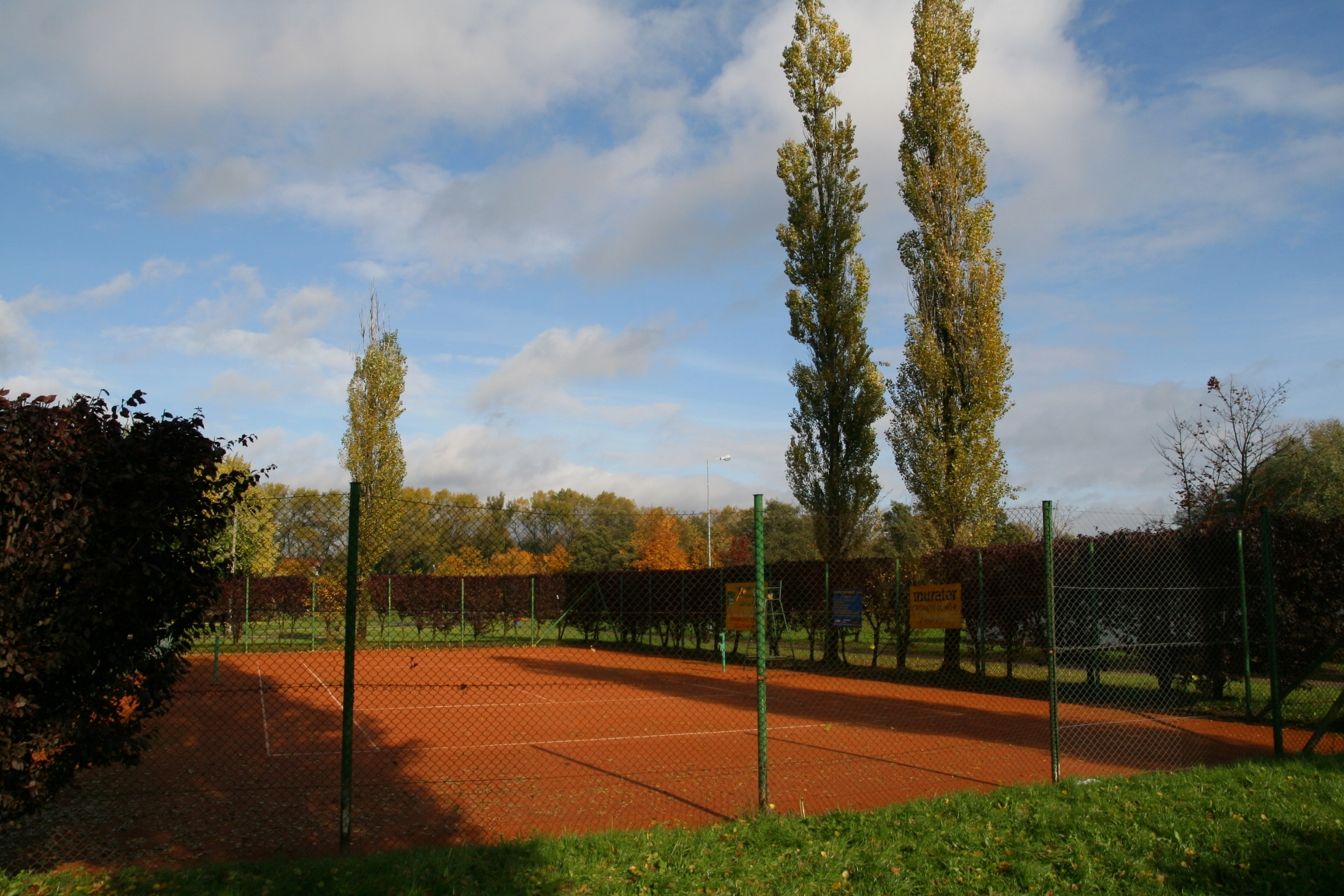
Korty tenisowe w Parku Kultury i Wypoczynku, ul. Rybacka

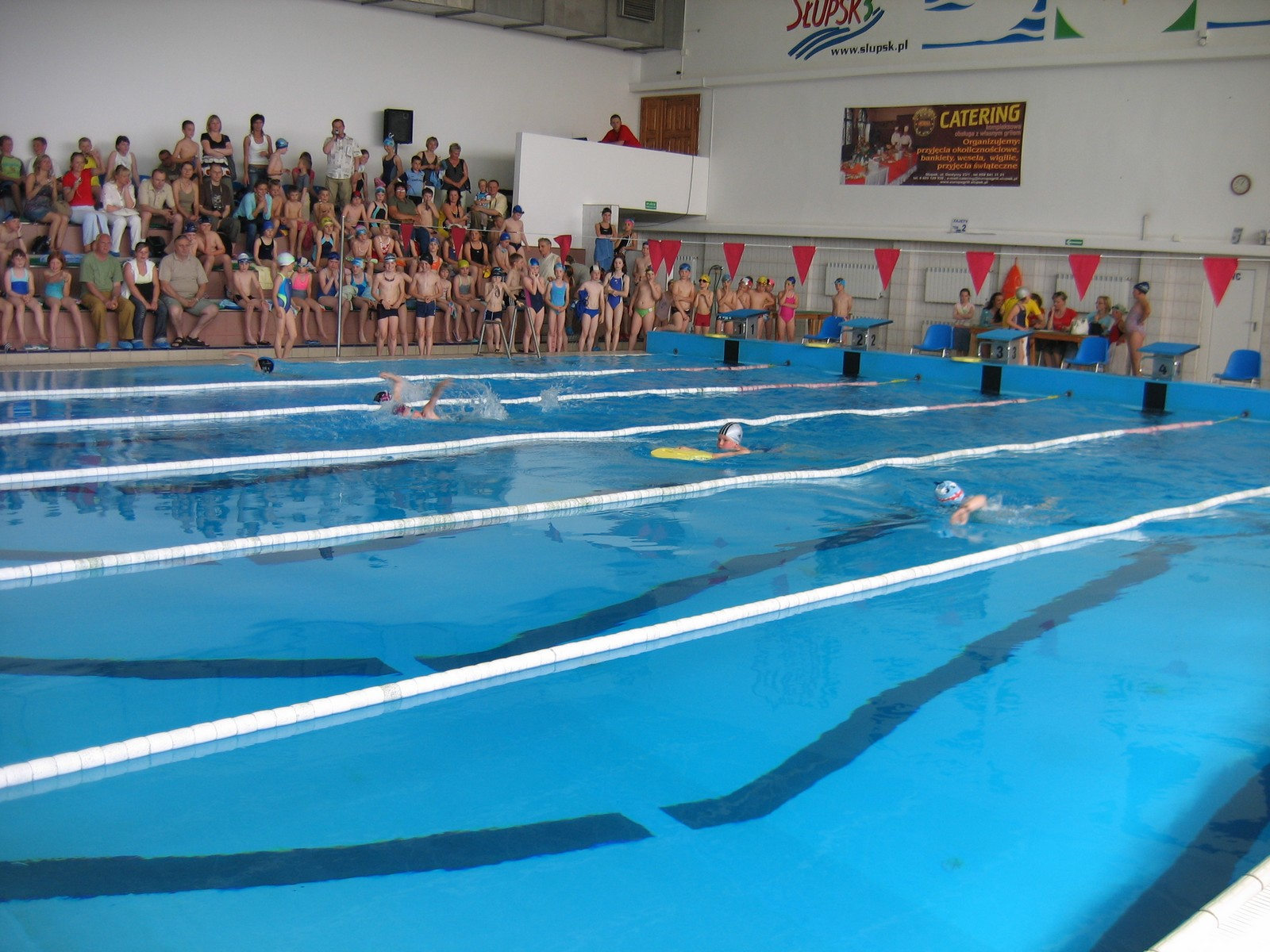
Basen kryty w Słupskim Ośrodku Sportu i Rekreacji, ul. Szczecińska

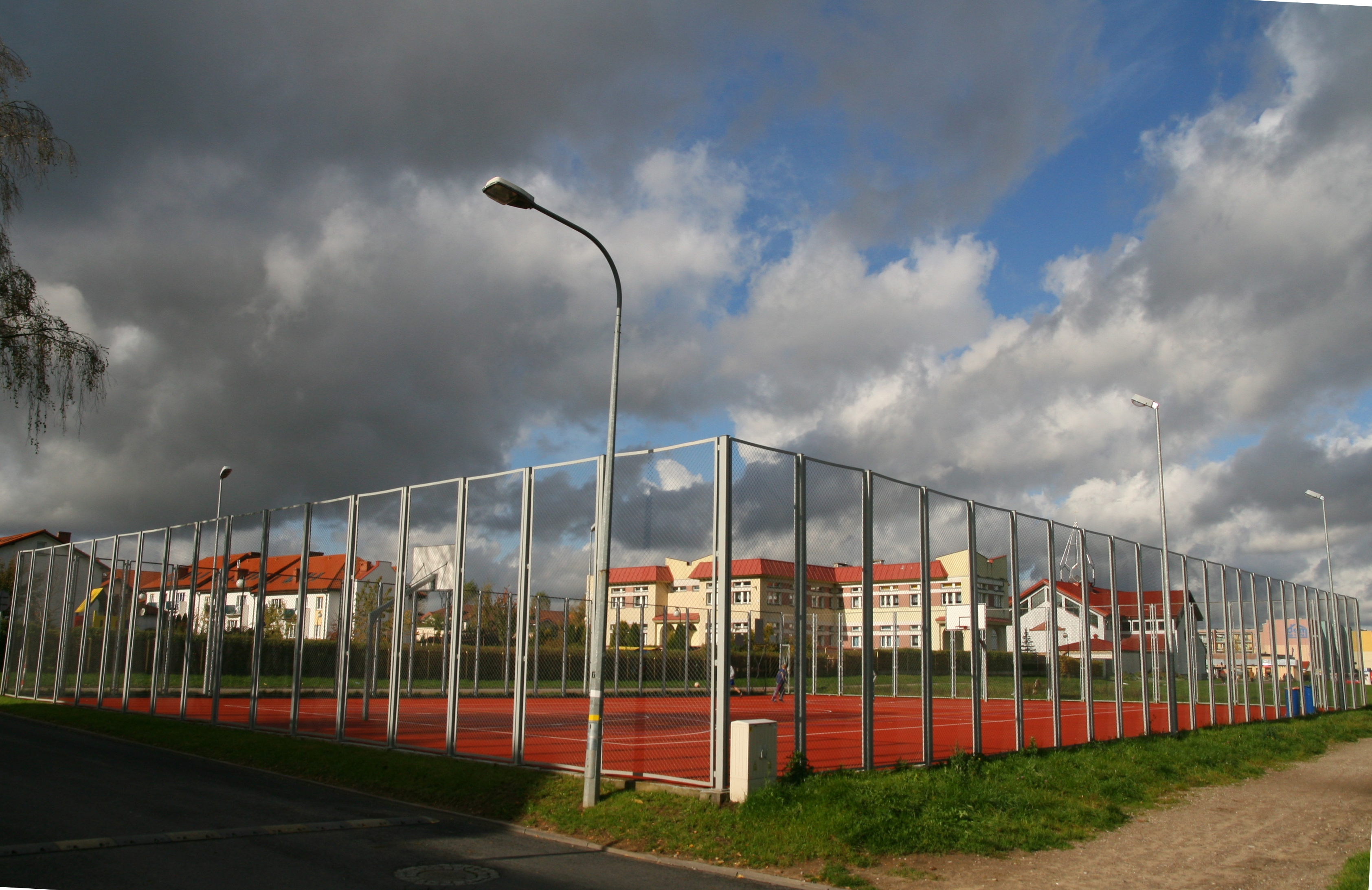
Boisko wielofunkcyjne, ul. Wiatraczna

  - Słupski Ośrodek Sportu i Rekreacji, ul. Szczecińska
  - Słupski Ośrodek Sportu i Rekreacji, ul. Rybacka
  - Gryf Słupski Klub, ul. Orzeszkowej
- Stadiony
  - Stadion 650-lecia, ul. Madalińskiego
  - Stadion Gryfa Słupsk, ul. Zielona 9
- Hale sportowe
  - Hala Gryfia, ul. Szczecińska
  - Hala sportowa, ul. Ogrodowa
  - Hala sportowa I LO, ul. Szarych Szeregów
  - Hala sportowa ZSS, ul. Banacha 17
  - Hala sportowa ZSMiL, ul. Niedziałkowskiego
- Baseny i kąpieliska
  - Pływalnia miejska Basen w Słupskim Ośrodku Sportu i Rekreacji, ul. Szczecińska
  - Aquapark Trzy Fale[106], ul. Grunwaldzka
  - Kąpielisko miejskie, ul. Arciszewskiego
- Ośrodki jeździeckie
  - Fundacja dla dzieci niepełnosprawnych „Nadzieja”, ul. Kaszubska
- Korty tenisowe
  - Korty tenisowe w Parku Kultury i Wypoczynku, ul. Rybacka
  - Korty przy stadionie 650-lecia, ul. Madalińskiego
- Inne obiekty
  - Skatepark, ul. Małcużyńskiego
  - Pumptrack, Park Kultury i Wypoczynku
  - Boisko wielofunkcyjne, Orlik, ul. Wiatraczna
  - Boisko wielofunkcyjne, Orlik, ul. Krzywoustego
  - Strzelnica, ul. Zamiejska 30

## Turystyka

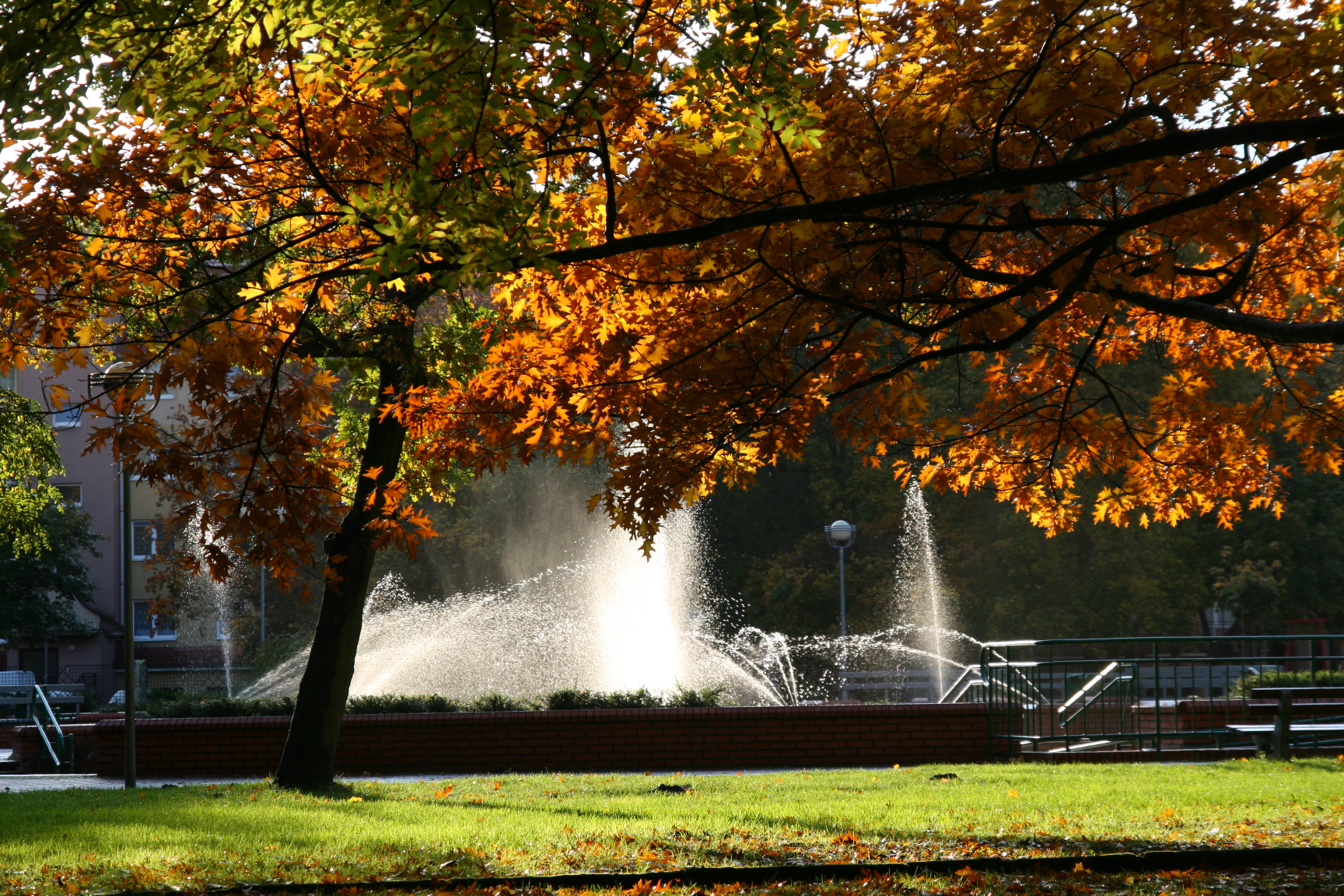
Park Kultury i Wypoczynku

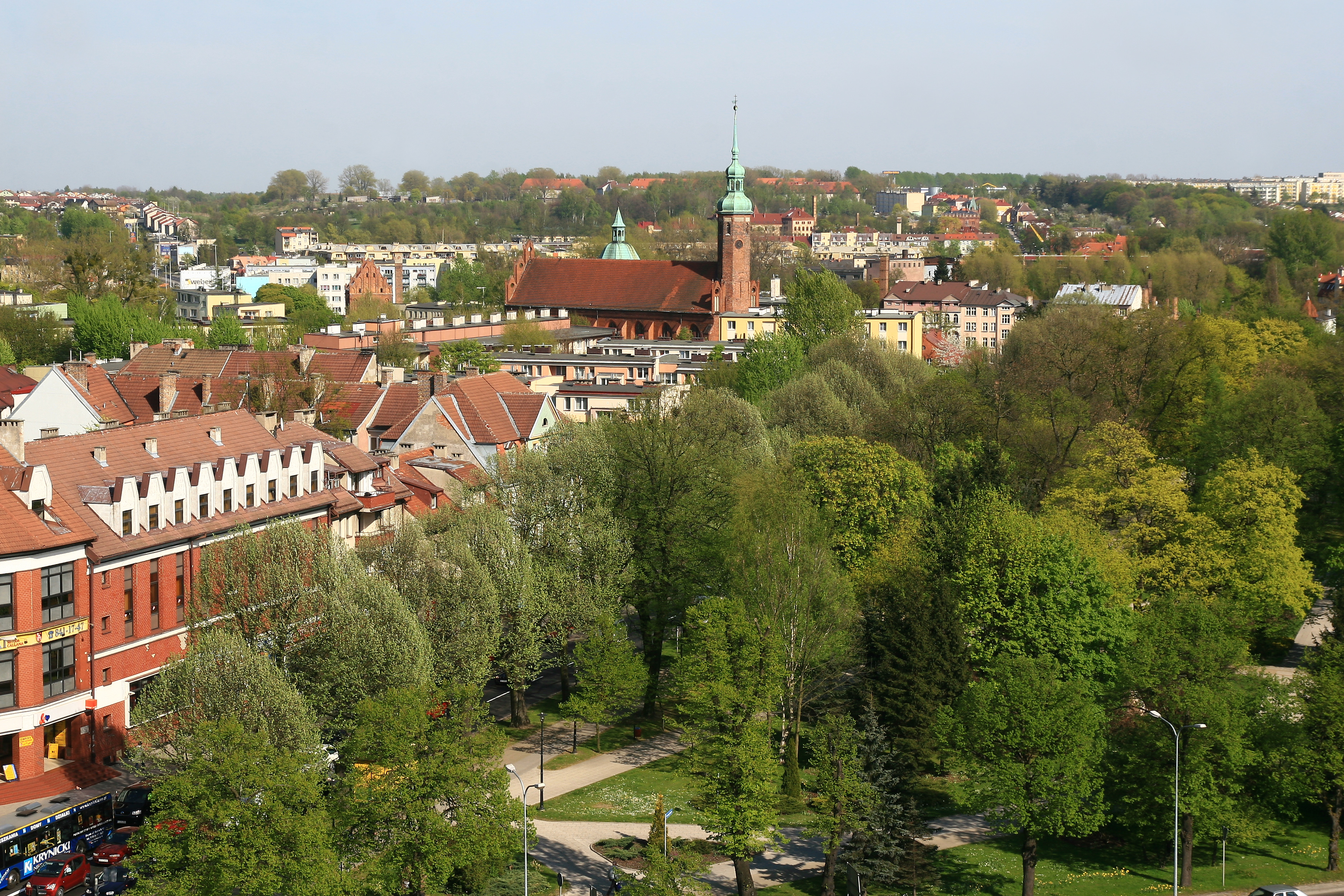
Słupsk – panorama, Park Jerzego Waldorffa w oddali kościół św. Jacka

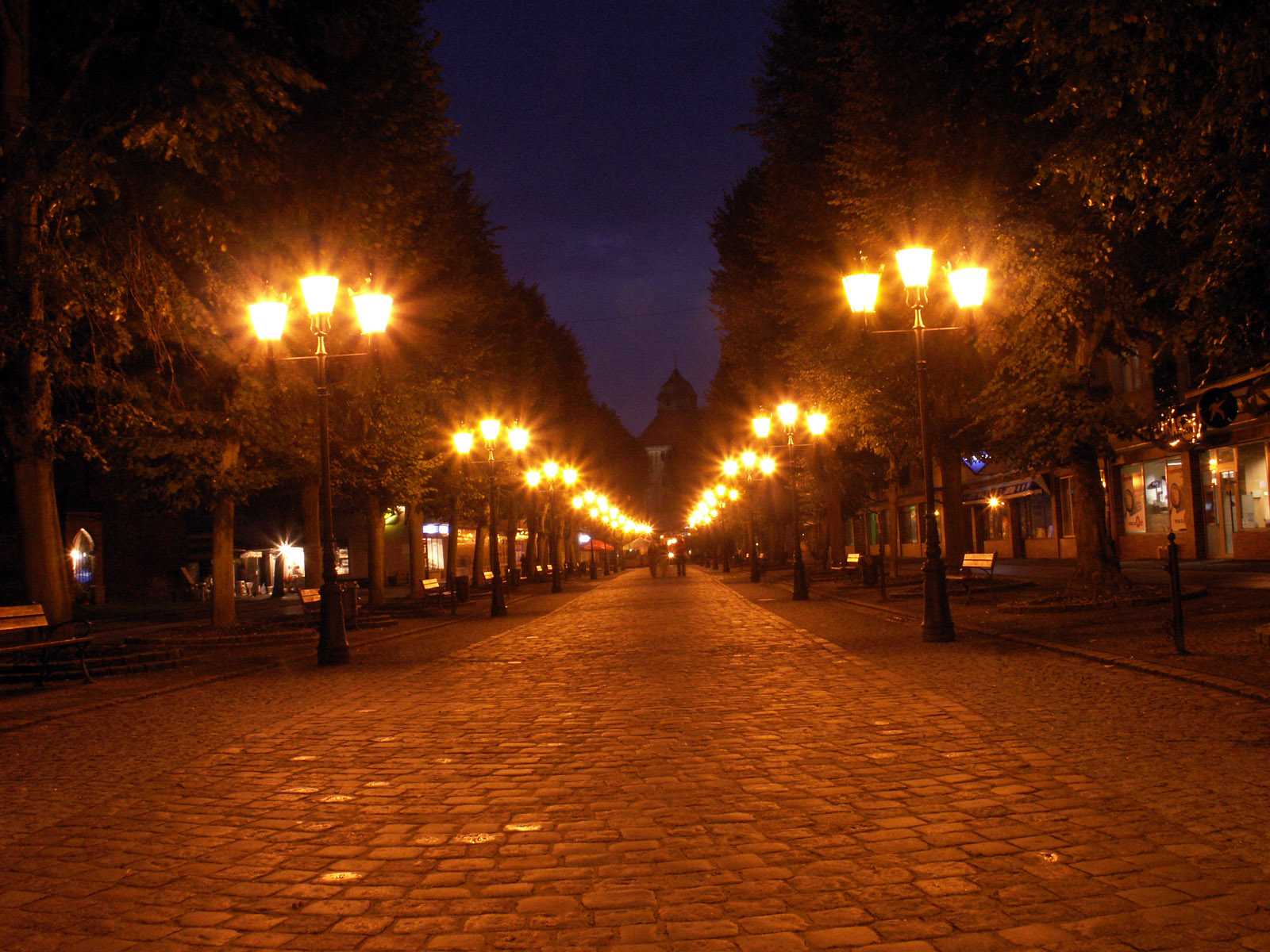
Ulica Nowobramska nocą

Słupsk leży w centrum atrakcyjnego turystycznie regionu – pobliskie miejscowości wypoczynkowe (kurorty nadmorskie Jarosławiec, Ustka, Rowy, Łeba) dysponują bogatą ofertą turystyczno-kulturalną. Największymi walorami regionu są wybrzeże morskie i liczne jeziora (8441 jezior zajmujących powierzchnię 1 hektara) otoczone lasami (lasy zajmujące 40% powierzchni regionu) oraz Słowiński Park Narodowy – rezerwat biosfery UNESCO. Uroku najbliższym okolicom miasta dodaje Park Krajobrazowy Dolina Słupi oraz turystyczne tzw. produkty markowe, tj. „Kraina w Kratę” i „Szlak Elektrowni Wodnych” na rzece Słupi. W mieście znajdują się liczne zabytki, które znajdują się na Europejskim Szlaku Gotyku Ceglanego.
Miasto jest jednym z piękniejszych miejsc na Pomorzu Środkowym, dlatego uważane jest za perełkę turystyczną. Odwiedzający znajdą tu niezwykłą przyrodę, interesujące zabytki i miejsca historyczne, a także rozwiniętą infrastrukturę turystyczną.
Do najważniejszych walorów i atrakcji turystycznych należą:
- ratusz miejski,

gotyckie kościoły:
- - mariacki z krzywą wieżą,
  - św. Jacka,
- Zamek Książąt Pomorskich,
- najstarsza czynna winda w Europie,
- największa na świecie kolekcja prac plastycznych Witkacego i witkacjanów.

W centrum można również podziwić zabytkowe kamienice z okresu dwudziestolecia międzywojennego.
Słupsk jest również ważnym ośrodkiem kulturalnym o znaczeniu krajowym. Odbywa się tu wiele znanych festiwali o randze ogólnopolskiej. Do najważniejszych można zaliczyć: Festiwal Pianistyki Polskiej, Komeda Jazz Festival, Konfrontacje Sztuki Kobiecej, Festiwal Kultury Wschodu „Mundus Orientalis”, Schaefferiada, Festiwal Młodych Talentów „Niemen Non Stop”.
Korzystna lokalizacja miasta sprawia, że pełni ważne funkcje w regionie:
- administracyjne (siedziba miasta, urzędu gminy Słupsk, powiatu słupskiego, innych instytucji państwowych)
- turystyczne (bliskość morza, lasów, miejsce przecięcia wielu szlaków turystycznych)
- transportowe (węzeł kolejowy i drogowy)
- handlowe (główne centrum handlowe Pomorza Środkowego)
- produkcyjne (Słupska Specjalna Strefa Ekonomiczna)[14]

## Słupszczanie
Ze Słupskiem związanych było i jest wiele osób mających olbrzymie znaczenie w życiu politycznym, kulturalnym i naukowym nie tylko Polski, ale także Europy i świata. W mieście urodzili się m.in. reformator światowej poczty i współwynalazca karty pocztowej Heinrich von Stephan, jeden z pierwszych przedstawicieli sztuki abstrakcyjnej Otto Freundlich, duchowny, kompozytor i dyrygent chórów Joachim Schwarz (zmarły w 1998) współorganizator zbiórki funduszy na renowację organów w dawnym kościele zamkowym pw. św. Jacka, pisarz, leksykograf i historyk literatury Eduard Engel, światowej sławy wokalistka jazzowa Grażyna Auguścik, pisarz i dziennikarz Daniel Odija, pisarz i naukowiec Andrzej Czechowski, trzej biskupi katoliccy: Zygfryd von Boock (ordynariusz diecezji kamieńskiej w latach 1424–1446), Henning Iwen (ordynariusz diecezji kamieńskiej w latach 1446–1468) i Krzysztof Zadarko (od 2009 biskup pomocniczy diecezji koszalińsko-kołobrzeskiej), malarz, grafik i rysownik Mieczysław Kościelniak, piłkarze Tomasz Iwan, Robert Mioduszewski i Paweł Kryszałowicz, maratończyk Jan Huruk i wielu innych przedstawicieli świata polityki, kultury, nauki i sportu. W Słupsku przez wiele lat mieszkali m.in. zwycięzca spod Waterloo Gebhard Leberecht Fürst Blücher von Wahlstatt, medaliści olimpijscy w boksie Aleksy Antkiewicz, Jan Dydak i Kazimierz Adach, arcymistrz brydżowy Henryk Wolny, kongresmen USA Tom Malinowski i inni.

### Honorowi obywatele Słupska
- Jerzy Waldorff (1986)[107]
- Jerzy Bytnerowicz (1994)[108]
- Franciszek Szafranek (1995)[109]
- Jan Druyff (1997)[110]
- Aleksy Antkiewicz (1999)[111]
- Jan Stępień (1999)[111]
- Anna Łajming (2000)[112]
- Wanda Chotomska (2003)[113]
- Jan Paweł II (2003)[114]
- Ryszard Ksieniewicz (2006)[115]
- bp Tadeusz Werno (2006)[116]
- kard. Ignacy Jeż (2006)[117]
- ks. Jan Giriatowicz (2006)[118]
- Zofia Lewenstam (2008)[119]
- Józef Cieplik (2009)[120]
- Isabel Sellheim (2009)[121]
- Władysław Piotrowicz (2011)[122]
- Anna Bogucka-Skowrońska (2015)[123]
- Marianna Borawska (2021)[124]
- Teresa Jerzyk (2023)[125]

Byli:
- Piotr Maksymowicz Tielepniew (1987)[126], został pozbawiony tytułu po rosyjskiej agresji na Ukrainę w 2022 roku[127]

## Cmentarze
- Stary Cmentarz w Słupsku
- Nowy Cmentarz w Słupsku
- Cmentarz żydowski w Słupsku